# Priziac
Priziac (prononcé [pʁizjak]) est une commune française, située dans le département du Morbihan en région Bretagne. Elle est rattachée à la communauté de communes de Roi Morvan Communauté.
Priziac est une commune rurale vallonnée dont le paysage est constitué de bois, de cours d'eau, d'un grand lac aménagé en base de loisirs avec une école de voile et un camping, de bocage (champs entourés de talus boisé). Les principales activités économiques de la commune sont : l'agriculture avec l'élevage (extensif de  bovins, intensif pour la volaille et les porcs) et les cultures, le tourisme, l'éducation avec les établissements scolaires Saint-Michel.
Son territoire est habité depuis au moins l'Empire romain puisque des voies gallo-romaines se trouvent sur la commune et peut-être même depuis le néolithique si l'on tient compte de la présence d'une allée couverte à Botquenven et d'un menhir à Rostren. Après une forte chute depuis les années 1920, la population communale s'est stabilisée au début des années 1990 et atteint 995 habitants en 2022. Un tiers des actifs résidant à Priziac trouvent un emploi dans la commune, qui par ailleurs abrite encore plusieurs commerces.

## Géographie

### Localisation et communes limitrophes
La commune de Priziac est une commune rurale du centre Bretagne assez vaste. Son territoire est bordé à l'ouest par la rivière Ellé (frontière naturelle avec les communes limitrophes de Langonnet et Le Faouët) et au sud par l'Aër, affluent de l'Ellé. Le bourg, de forme très allongée, s'étire le long de l'axe routier Le Faouët-Le Croisty. Il occupe une position excentrée à l'est de la commune et à proximité de l'étang du Bel Air, un plan d'eau de plus de 50 ha aménagé en base de loisirs. L'habitat, très dispersé, est constitué, outre le bourg, de 147 villages et hameaux.
Située dans le quadrant nord-ouest du Morbihan, Priziac fait partie du canton de Gourin ; les deux chefs-lieux communaux sont distants de 17,1 km ; la commune fait partie de l'arrondissement de Pontivy, ces distances étant exprimées « à vol d'oiseau ». La commune fait partie du bassin de vie du Faouët, et de la zone d'emploi de Lorient.
Les frontières de Priziac, commune dont le territoire se développe sur une superficie totale de 44,63 km2, sont délimitées, dans le « sens des aiguilles d'une montre », par Langonnet, ville distante de 8,1 km en direction du nord-ouest ; par Plouray, localisée à 9,6 km, en direction du nord-est ; par Saint-Tugdual, située à 6,9 km, en direction de l'est; par Le Croisty, située à 3,4 km, en direction de l'est ; par Saint-Caradec-Trégomel, située à 5,1 km, en direction du sud-est ; par Berné, placée à 7,5 km, en direction du sud ; par Meslan, placée à 7,5 km, en direction du sud ; et enfin par Le Faouët, distante de 6,2 km, en direction de l'ouest — toutes ces données kilométriques sont exprimées « à vol d'oiseau » —.
| - OpenStreetMap Priziac dans son environnement géographique. - priziac et ses communes limitrophes. - Priziac (en rouge) au nord-ouest du département du Morbihan (en gris). |

| Langonnet |              | Plouray                  |
| Le Faouët | Priziac      | Saint-Tugdual Le Croisty |
|           | Berné Meslan | Saint-Caradec-Trégomel   |

### Géologie et relief
La création d'un Référentiel Régional Pédologique a été réalisée entre 2005 et 2010. Celui-ci identifie, définit et localise les principaux types de sols. Ce référentiel a permis d'établir une carte des unités cartographiques de sols au 1/250 000e associée à une base de données pérennes des sols. Il en ressort que Priziac fait partie du secteur de la « Cornouaille intérieure » sur cette carte. Au sud-est, au nord et jusqu'au centre du territoire de Priziac, nous avons des paysages mamelonnés sur limons et granites. Au centre, une bande de hautes buttes sur quartzite. Au sud-ouest du territoire plus une fine bande au centre, des versants à pente moyenne à forte sur micaschiste.
Le territoire communal est bordé par deux cours d'eau, au nord-ouest et à l'ouest par la vallée de l'Ellé, au sud par la vallée de l'Aer qui traverse le sud-est de la commune. Ce territoire constitue une sorte de « plateau » dont l'altitude varie de 100  à   230 mètres,altitude maximale de la commune dans le nord de son finage. Cependant, l'altitude minimale de la commune, 56 m, se rencontre quelque part là où l'Ellé quitte le territoire communal, au pied de la Roche-Piriou,. Les vallées de l'Ellé et de l'Aer sont par endroits très encaissées, notamment pour cette dernière vallée aux alentours du hameau du Stérou où un pac animalier abritant 150 cervidés, désormais fermé, s'était installé ; le dénivelé y atteint une soixante de mètres entre le plateau et le fond de la vallée.
Priziac est une commune de grande taille puisque sa superficie s'élève à 44,63 km2 soit 4 463 ha quand la surface moyenne d'une commune française est de 1 488 ha.

### Hydrographie

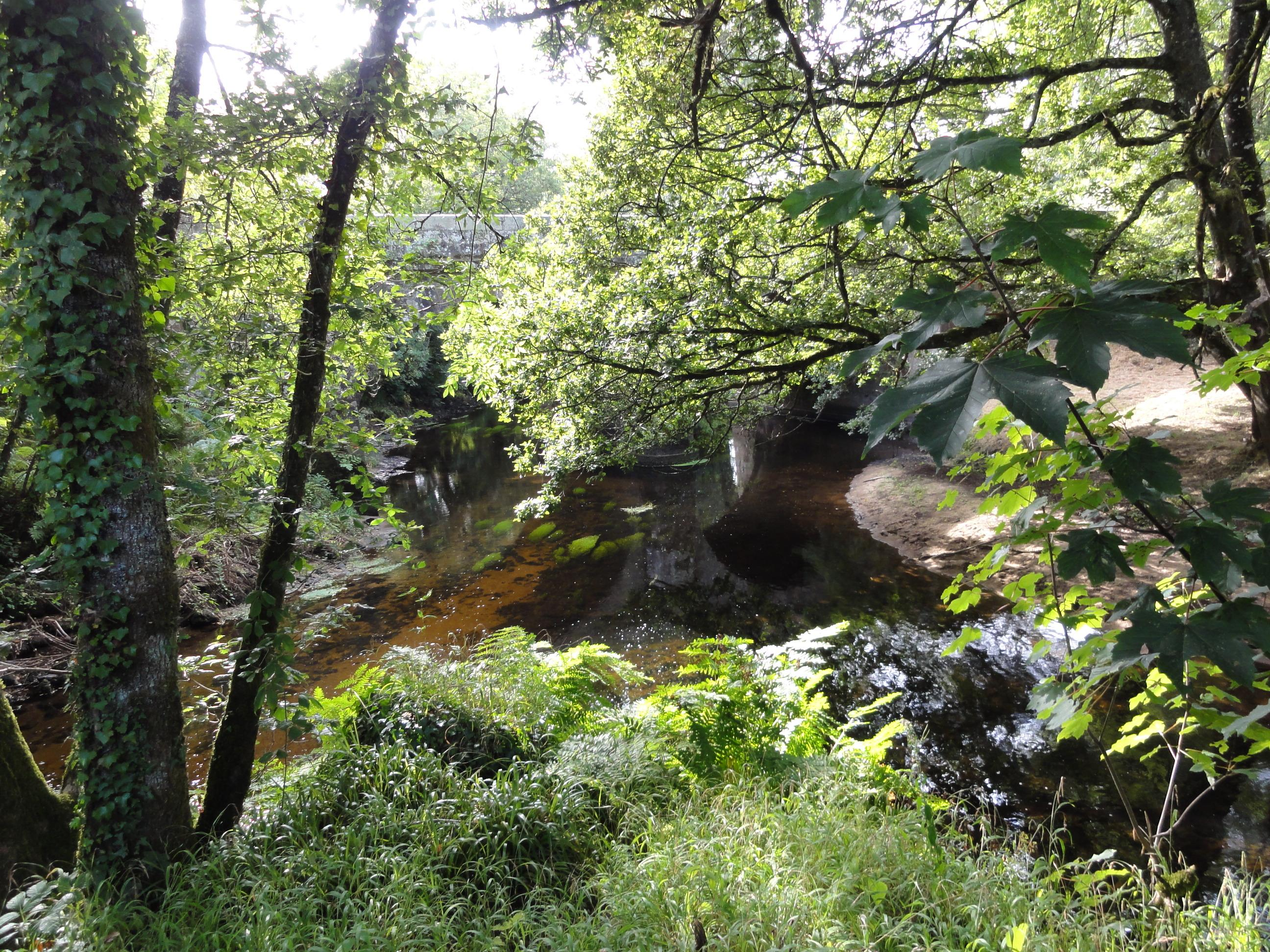
La rivière Aër (à gauche) rejoint l'Ellé (à droite) à Pont-Tanguy

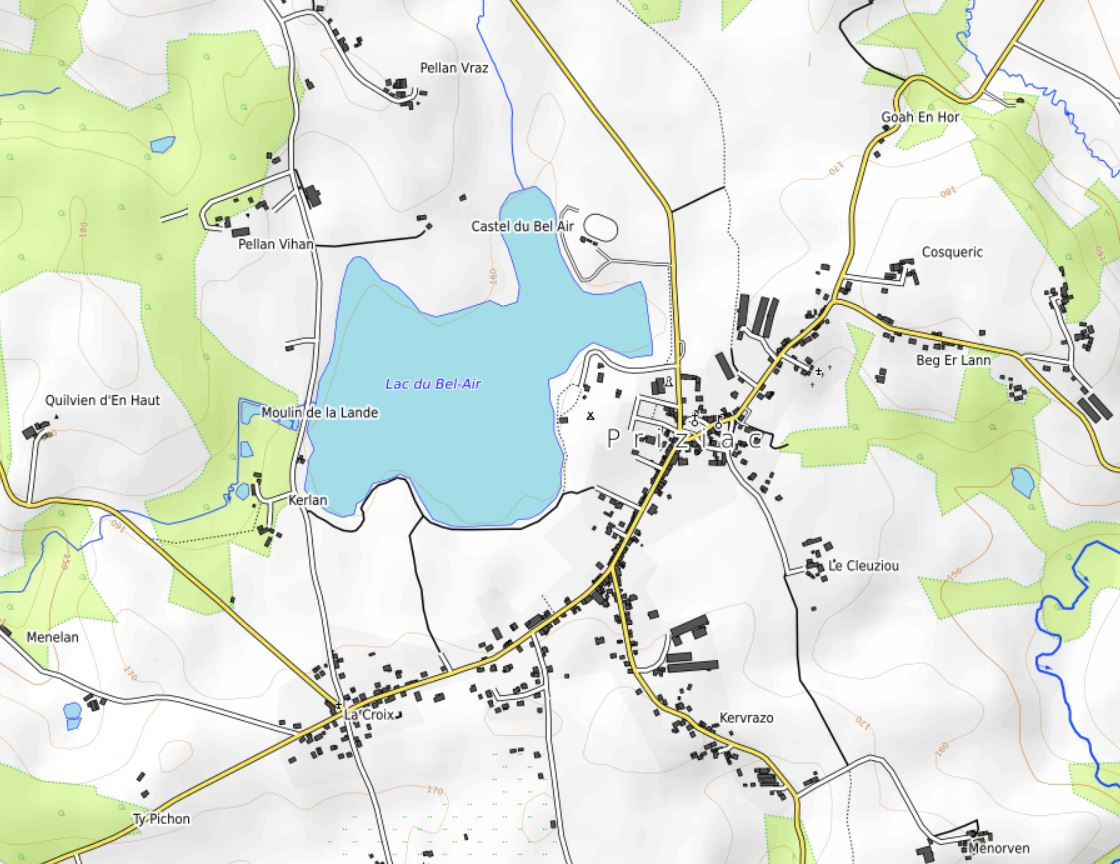
Carte de l'étang de Bel-Air (Openstreetmap).

La commune est arrosée, au nord-ouest et à l'ouest par la vallée de l'Ellé, au sud par la vallée de l'Aer qui traverse le sud-est de la commune,,,. Ces deux rivières marquent les limites communales de Priziac. Aucun grand cours d'eau permanent ne parcourt le plateau, traversé seulement par de nombreux ruisseaux ou fossés temporaires. La commune a un grand lac de 54 ha, le lac du Bel Air qui est alimenté par un ruisseau. Plusieurs mares, creusées à l'origine pour permettre aux animaux de s'abreuver, parsèment le territoire.
Le régime de l'Ellé est relevé à la station de Grand Pont située sur le territoire de Priziac. Sur une période d'étude de 47 ans (1969 à 2017), la rivière, dont la surface totale de drainage se déploie sur une étendue de 145 km2, observe un débit moyen mensuel variant entre 6 140 m3/s au mois de février et 0,439 m3/s au mois d'août. Son débit moyen inter-annuel, allant d'un minimum de 2,200 m3/s en période quinquennale sèche jusqu'à un maximum de 3,500 m3/s, en quinquennale humide, présente une valeur médiane de 2,800 m3/s.

En l'absence de station, il n'y a pas de données hydrologiques concernant le régime de l'Aer.
Les 2 rivières sont intégrées au réseau Natura 2000 européen pour bénéficier des mesures nécessaires de préservation des espèces et des habitats,,.

### Paysages naturels
Le territoire de Priziac offre un paysage de bois (petite forêt), de cours d'eau (rivières et ruisseaux), de bocage (avec des champs fermés par des talus plantés de haies ou d'arbres), où alternent des parcelles vouées à la culture et des prairies naturelles ou artificielles consacrées au pacage des troupeaux, bovins laitiers et viande essentiellement. À la suite des remembrements au cours du XXe siècle, une partie des talus a été rasée.

### Voies de communication et transports

#### Voies de communication
En voiture, au niveau cantonal, la commune est traversée par les routes départementales RD 132 (du Faouët à Ploërdut d'ouest en est) et RD 109 (de La Trinité-Langonnet à Berné du nord au sud) qui se croisent au centre du bourg.
Au niveau départemental, la RD 132 permet de faire en 10 minutes les 10 kilomètres du trajet du bourg de Priziac au point d'accès de la D769 (ex RN169) au niveau du Faouët. Cet axe nord-sud est appelé aussi « voie express Lorient-Roscoff ». Au niveau du Faouët, il est possible aussi de rejoindre la route départementale D782 (ex RN782). Cet axe ouest-est est appelé aussi « route de Pontivy à Quimper par le Faouët ». Pour les carburants pour automobiles (diesel et essence), les stations-service les plus proches sont au Faouët (7 km).

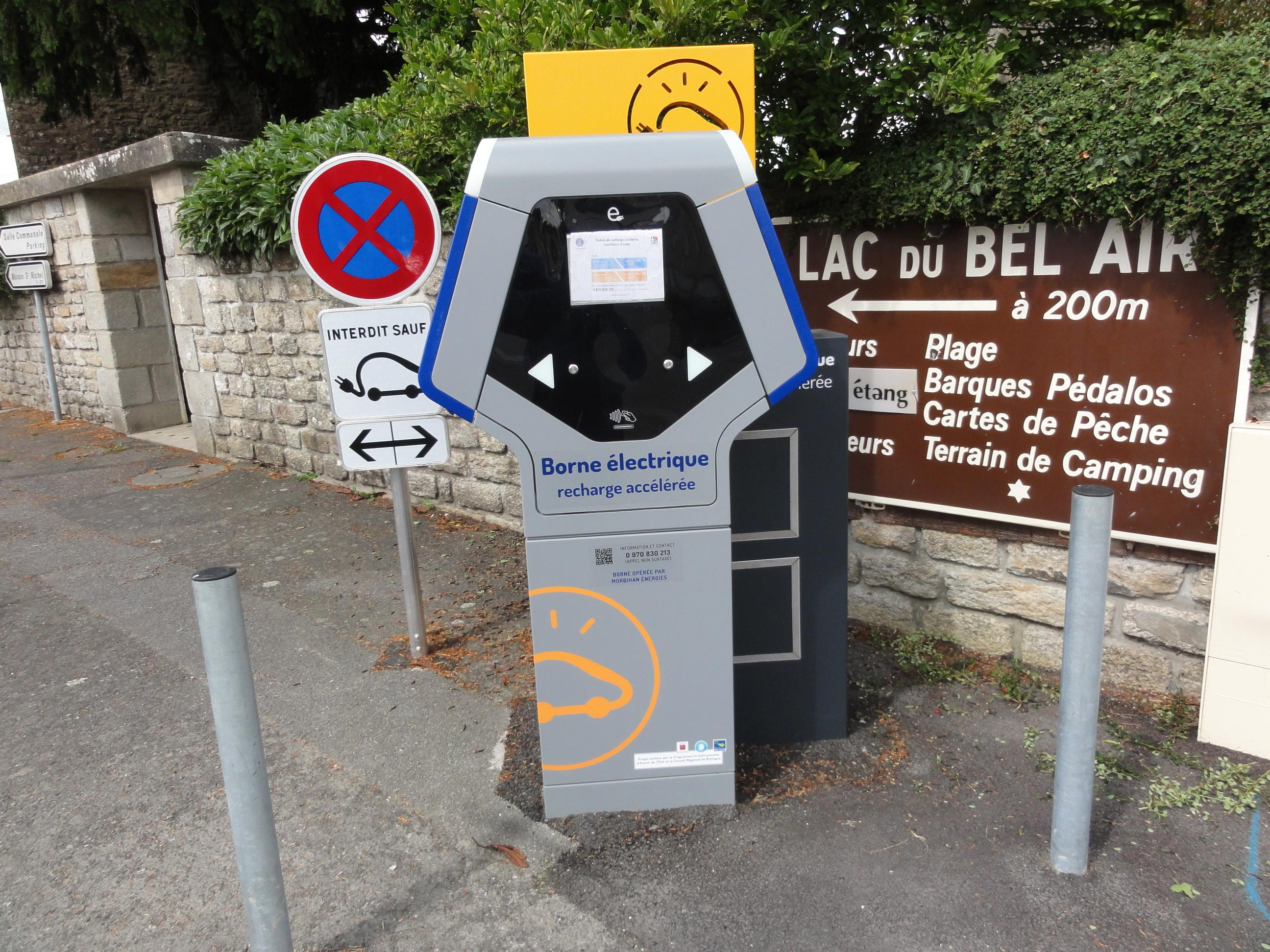
Borne électrique de recharge accélérée de véhicules électriques (avec prises automobile de type T2 et domestique européenne E et F) de Morbihan Énergies sur la place de l'église dans la commune de Priziac.

Le syndicat départemental de distribution de l'électricité, Morbihan énergies, a installé une borne de recharge accélérée pour les véhicules électriques sur la place de l'église du bourg de Priziac. Cette borne est équipée de deux prises de type 2 ou T2 et de deux prises électriques aux normes européennes pour les habitations de type E et F. Priziac est une des 10 communes du territoire de Roi Morvan Communauté qui en est équipée. Pour les véhicules électriques nécessitant une borne électrique de recharge rapide avec des prises automobile de type type 2 combo ou T2 combo/Chademo/CCS, Morbihan Énergies a mis une borne sur le parking de la salle des fêtes, derrière la Mairie, dans la commune du Faouët (à 7 km de Priziac). La recharge est payante et se fait sans abonnement ou avec abonnement avec une réduction du prix. De plus, il est possible réserver une borne à distance à l’aide d’une application sur smartphone qui est indiquée dans le document parcours usager.

#### Transports en commun

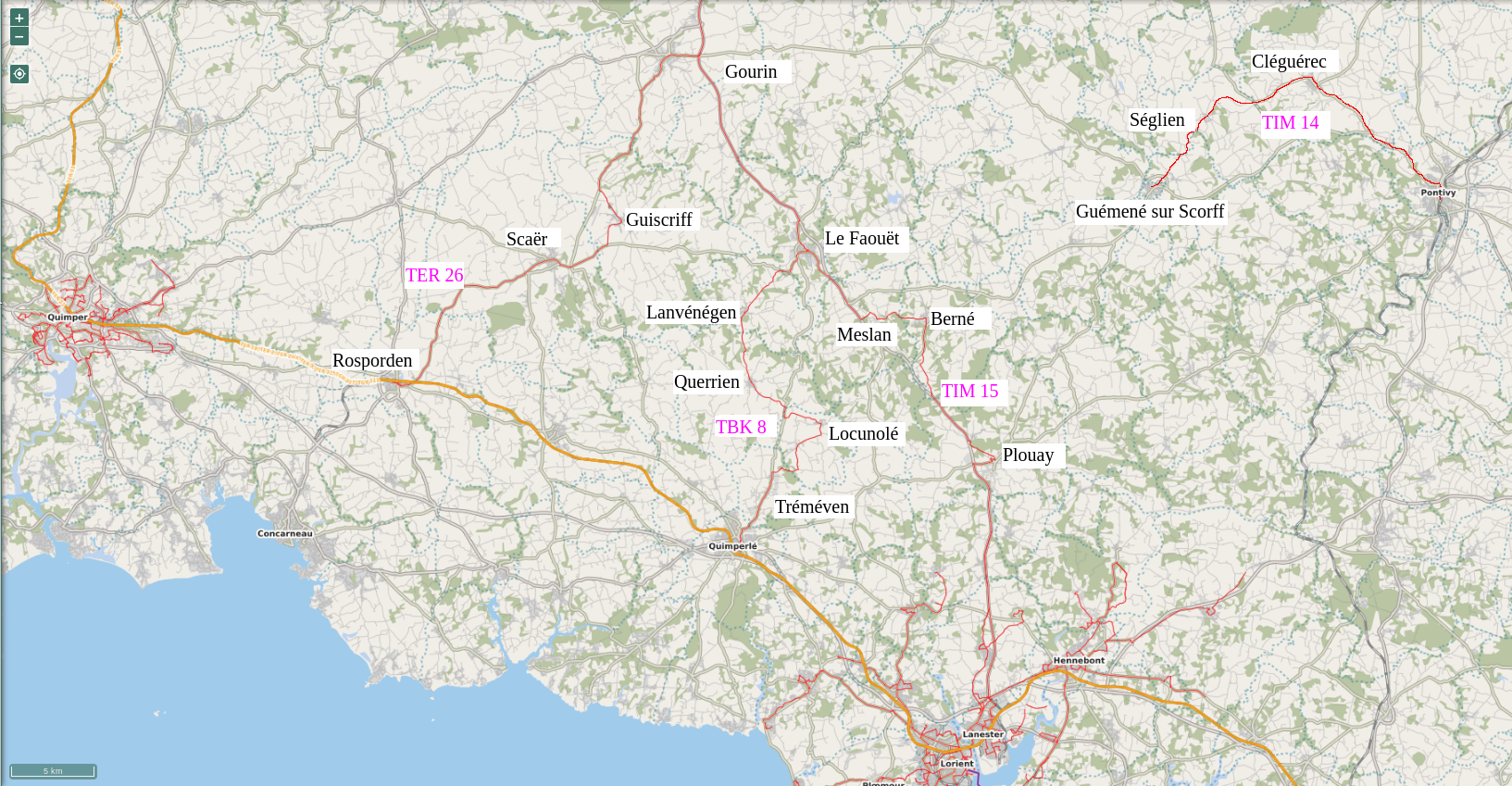
Lignes de cars TBK 8, TIM 15 et TER 26 passant sur le territoire de Roi Morvan Communauté

En autocar départemental, la commune ne possède plus aucun arrêt de cars (hors ramassage scolaire) depuis l'été 2012 à cause du manque de passagers pour rentabiliser les arrêts de la ligne TIM 15 à Plouray, Saint Tugdual, Le Croisty et Priziac. Donc un service de transport à la demande, par taxi ou transporteurs, a été mis en place par le territoire de Roi Morvan Communauté pour transporter les personnes de leur domicile à l'arrêt le plus proche des transports en commun qui est Le Faouët pour la commune de Priziac (voir modalités pratiques « RMCom à la demande » dans les fiches horaires des lignes 14 et 15 de  BreizhGo. Au Faouët, sur la place des Halles, les habitants de Priziac peuvent prendre un des cars de la ligne BreizhGo 15 (Carhaix - Gourin - Le Faouët - Plouay - Lorient) ou TBK 8 (Quimperlé - Le Faouët),. Le calculateur d'itinéraires régional MobiBreizh permet de choisir l'itinéraire le plus rapide pour se déplacer. En 2020, le prix du trajet est de 2 Euros (hors tarif réduit ou abonnement) sur les lignes TIM. Grâce au transport à la demande, 1 500 trajets ont été réalisés en un an sur la période 2014/2015 par les habitants du territoire.
Excepté le dimanche et les jours de fêtes (fériés), la ligne TIM no 15 (Carhaix - Gourin - Le Faouët - Plouay - Lorient) permet de rejoindre la gare de Lorient (intermodalité) où il est possible de prendre un train ou un car dit « Macron » pour faire un trajet inter-départements ou inter-régions (comme Lorient-Paris), voire international, beaucoup moins couteux que le train ou l'avion mais plus long en temps de trajet.
En taxi : Priziac n'a pas de taxis, les 2 communes les plus proches en possédant sont Le Faouët (7 km) et Meslan (10 km). Ces dernières communes ont aussi un arrêt d'autocar départemental de la ligne TIM 15 (Lorient-Carhaix) indiquée ci-dessus,,,. Les tarifs des taxis sont réglementés et des tarifs maximums sont fixés, mais non imposés, chaque année par arrêté préfectoral dans chaque département,.
En train : les 2 gares TGV les plus proches du territoire sont la gare de Quimperlé (Finistère) et la gare de Lorient (Morbihan). Depuis juillet 2017, les gares de Quimperlé et Lorient seront respectivement à 3 h 18 et 2 h 56 de Paris Montparnasse grâce à la LGV Bretagne-Pays de la Loire.

### Télécommunications
Pour la téléphonie et accès internet (fixe) par ligne filaire, d’après l’observatoire du Très Haut débit en date de mi-avril 2017, la commune a un bourg dont le débit en ADSL est à plus de 8 Mbit/s (8 Mbit/s est le seuil du Triple Play de qualité : internet + téléphonie + télévision haute définition).
Par contre 8 hameaux à l'ouest et sud-ouest de la commune, de chaque côté de la route Priziac/Le Faouët, ne peuvent avoir accès à l'ADSL à cause de lignes téléphoniques trop longues depuis le central téléphonique au bourg et qui provoquent un affaiblissement du signal ADSL trop important. Dans ce cas, en l'absence de ligne ADSL, l'Internet par satellite est la solution la plus simple pour avoir accès à Internet (mais avec une qualité de service ne satisfaisant pas toujours les utilisateurs) ou alors par réseau de téléphonie mobile mais avec un débit dépendant de la force et qualité du signal reçu. Orange est le seul Fournisseur d'accès à Internet auquel il est possible de s'abonner en ADSL sur le central téléphonique (appelés aussi répartiteur ou « NRA ») de Priziac puisqu'il n'est pas dégroupé. Ce NRA est équipé des technologies ADSL, ADSL 2+, VDSL2 et Re-ADSL 2. 

Voir Télécommunications sur Roi Morvan Communauté pour les informations sur le déploiement de l'accès Internet par fibre optique sur le territoire de la communauté de communes.
Pour la téléphonie et accès internet (mobile) par réseau hertzien, d’après le site antennesmobiles.fr fin mars 2020, la commune ne compte aucune antenne relais de téléphonie mobile. Par contre elle a plusieurs communes limitrophes qui en possèdent plusieurs : 
- à l'ouest et sud-ouest avec Le Faouët qui a une antenne relais de téléphonie mobile en LTE (4G) pour chacun des 4 opérateurs français suivants:Orange, SFR, Bouygues Telecom et Free mobile
- au nord-ouest avec Langonnet qui a une antenne relais de téléphonie mobile en LTE (4G) pour chacun des 2 opérateurs français : SFR, Bouygues Telecom et Free mobile
- au nord-est avec Plouray qui a une antenne relais de téléphonie mobile en UMTS (3G) pour chacun des 4 opérateurs français suivants:Orange, SFR, Bouygues Telecom et Free mobile
- au sud-est avec Saint-Caradec-Trégomel qui a une antenne relais de téléphonie mobile en LTE (4G) pour chacun des 3 opérateurs français : SFR, Bouygues Telecom, Free mobile (ce sont les 3 antennes relais les plus proches de l'église du bourg de Priziac).
- au sud (vers l'ouest), avec Meslan qui a une antenne relais de téléphonie mobile en LTE (4G) pour chacun des 4 opérateurs français suivants:Orange, SFR, Bouygues Telecom et Free mobile. L'opérateur français Orange a une antenne relais de téléphonie mobile en 2G (GSM) et une autre en LTE (4G) dans cette commune.
- au sud (vers l'est), avec Berné qui a une antenne relais de téléphonie mobile en LTE (4G) pour l'opérateur français Orange
- Orange a une antenne relais de téléphonie mobile en LTE (4G) dans la commune de Le Croisty à l'est mais cette antenne n'est pas active en mars 2020.

L'ensemble des antennes relais en LTE (4G) indiquées ci-dessus fonctionnent aussi en 2G (GSM) et UMTS (3G) pour les 4 opérateurs nationaux sauf pour Free Mobile qui n'a pas de licence d'utilisation de la 2G (GSM).
  
Afin de faciliter la réception le plus loin possible et à l'intérieur des habitations et en zone rurale, les 4 opérateurs nationaux (hors Opérateur de réseau mobile virtuel) utilisent tous la bande des 900 Mhz pour l'UMTS (3G). Quelques antennes relais ont en plus la bande des 1 800 MHz et/ou 1 900–2 100 MHz et/ou 2 600 MHz.
Concernant la 4G, afin de faciliter la réception le plus loin possible et à l'intérieur des habitations et en zone rurale, les 3 opérateurs historiques (sans Free) utilisent tous la bande des 800 Mhz et/ou bande des 700 Mhz pour le LTE (4G), or seuls des téléphones (smartphones) ou modems (clé 4G) récents supportent cette bande de fréquence des 700Mhz et peuvent donc se connecter en mode 4G à l'antenne relais en 4G de l'opérateur de téléphonie mobile sur cette fréquence. Actuellement la bande des 700 Mhz a la distance de propagation la plus élevée en zone rurale.

### Climat
Pour des articles plus généraux, voir Climat de la Bretagne et Climat du Morbihan.
En 2010, le climat de la commune est de type climat océanique franc, selon une étude du CNRS s'appuyant sur une série de données couvrant la période 1971-2000. En 2020, Météo-France publie une typologie des climats de la France métropolitaine dans laquelle la commune est exposée à un climat océanique et est dans la région climatique  Bretagne orientale et méridionale, Pays nantais, Vendée, caractérisée par une faible pluviométrie en été et une bonne insolation. Parallèlement l'observatoire de l'environnement en Bretagne publie en 2020 un zonage climatique de la région Bretagne, s'appuyant sur des données de Météo-France de 2009. La commune est, selon ce zonage, dans la zone « Monts d'Arrée », avec des hivers froids, peu de chaleurs et de fortes pluies.  
Pour la période 1971-2000, la température annuelle moyenne est de 11 °C, avec une amplitude thermique annuelle de 11,7 °C. Le cumul annuel moyen de précipitations est de 1 093 mm, avec 16,3 jours de précipitations en janvier et 8,6 jours en juillet. Pour la période 1991-2020, la température moyenne annuelle observée sur la station météorologique la plus proche, située sur la commune de Lanvénégen à 12 km à vol d'oiseau, est de 12,1 °C et le cumul annuel moyen de précipitations est de 1 215,0 mm,. Pour l'avenir, les paramètres climatiques de la commune estimés pour 2050 selon différents scénarios d’émission de gaz à effet de serre sont consultables sur un site dédié publié par Météo-France en novembre 2022.

## Urbanisme

### Typologie
Au 1er janvier 2024, Priziac est catégorisée commune rurale à habitat dispersé, selon la nouvelle grille communale de densité à sept niveaux définie par l'Insee en 2022.
Elle est située hors unité urbaine et hors attraction des villes,.

### Occupation des sols

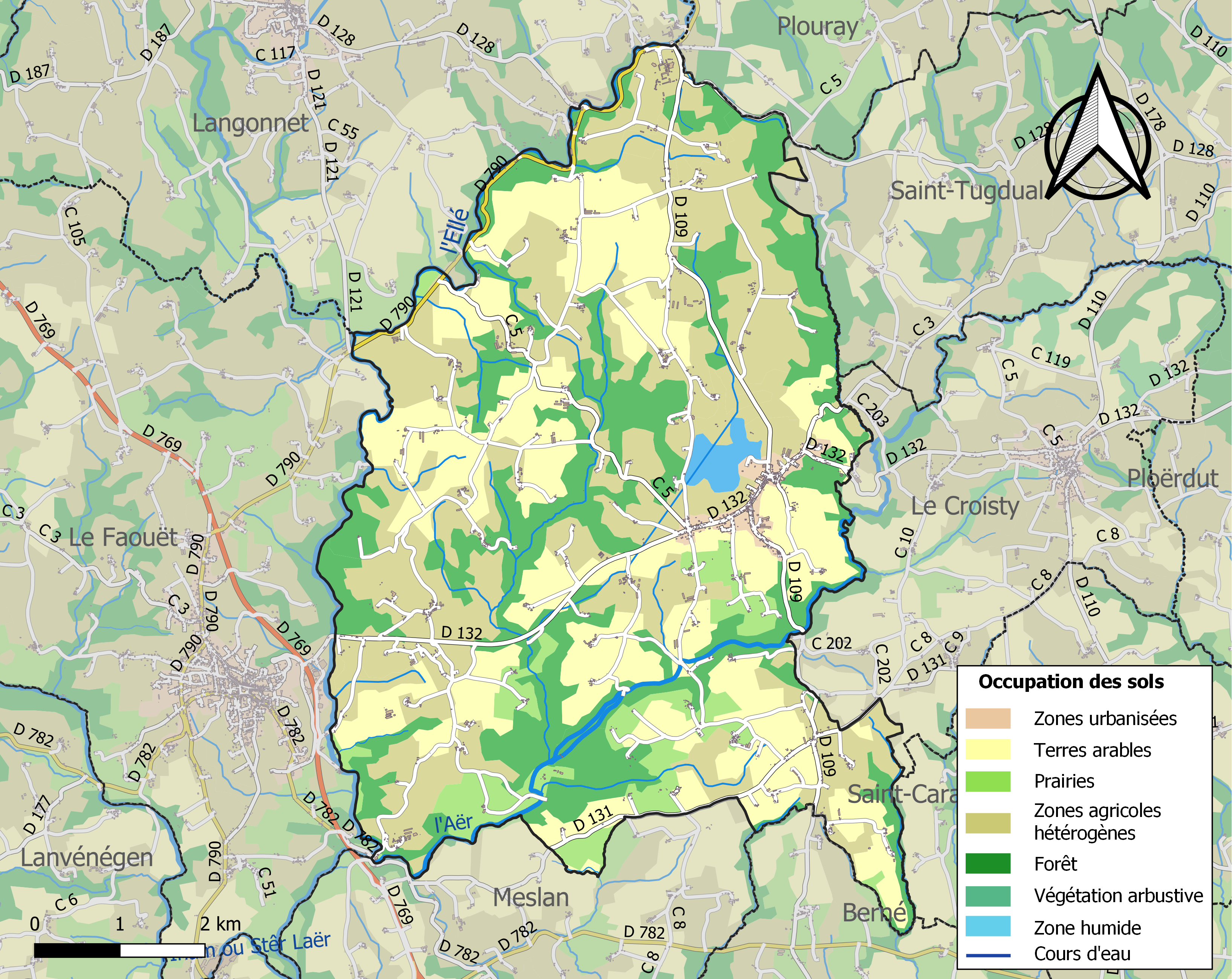
Carte des infrastructures et de l'occupation des sols de la commune en 2018 (CLC).

Le tableau ci-dessous présente l'occupation des sols détaillée de la commune en 2018, telle qu'elle ressort de la base de données européenne d’occupation biophysique des sols Corine Land Cover (CLC).
| Type d’occupation                                                                   | Pourcentage | Superficie (en hectares) |
| ----------------------------------------------------------------------------------- | ----------- | ------------------------ |
| Tissu urbain discontinu                                                             | 1,3 %       | 61                       |
| Terres arables hors périmètres d'irrigation                                         | 28,6 %      | 1309                     |
| Prairies et autres surfaces toujours en herbe                                       | 6,2 %       | 285                      |
| Systèmes culturaux et parcellaires complexes                                        | 34,0 %      | 1554                     |
| Surfaces essentiellement agricoles interrompues par des espaces naturels importants | 3,4 %       | 154                      |
| Forêts de feuillus                                                                  | 18,3 %      | 838                      |
| Forêts de conifères                                                                 | 3,0 %       | 137                      |
| Forêts mélangées                                                                    | 4,1 %       | 187                      |
| Plans d'eau                                                                         | 1,0 %       | 44                       |
| Source : Corine Land Cover                                                          |             |                          |

### Morphologie urbaine

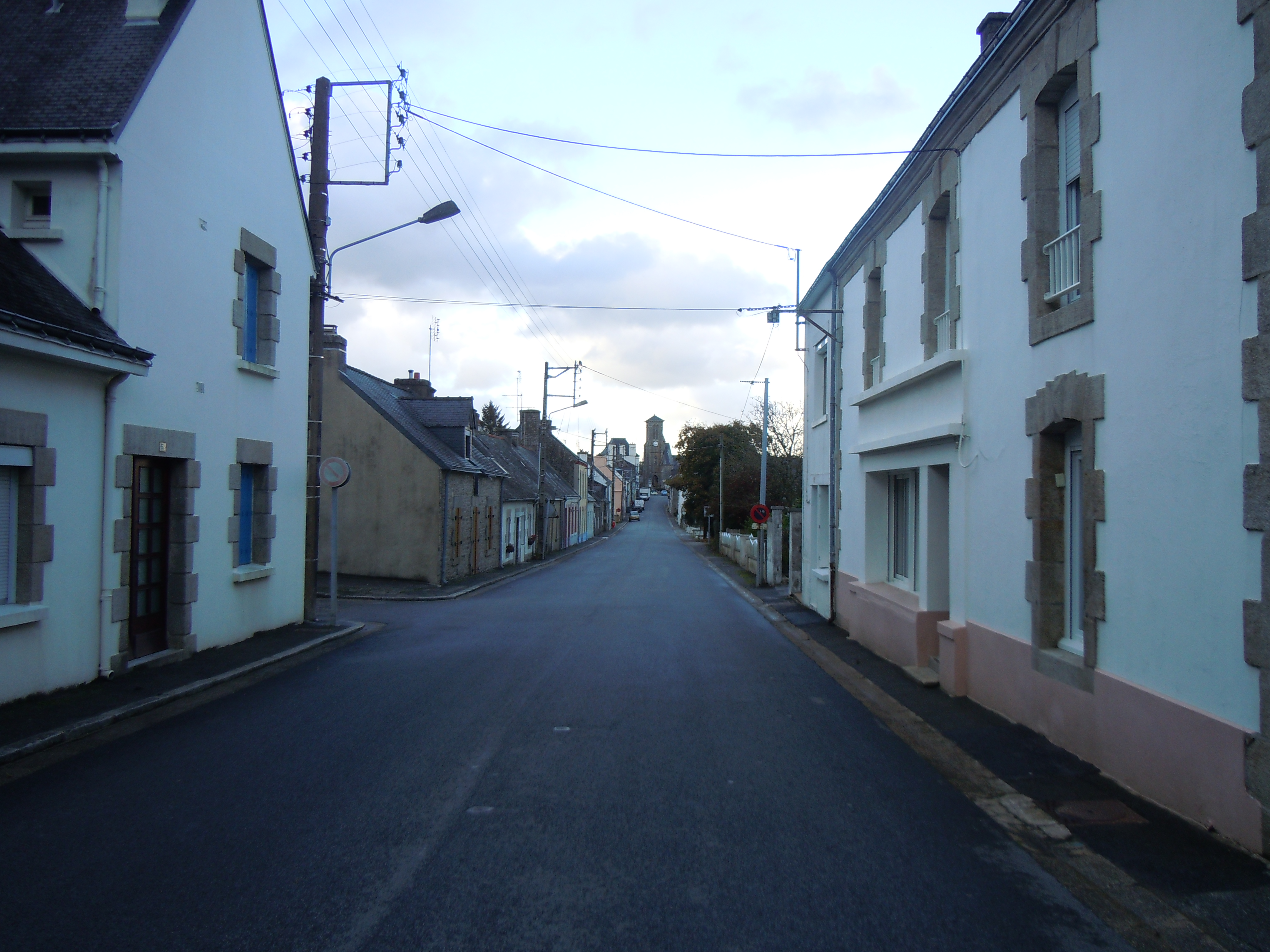
La rue principale du bourg.

Le centre-bourg s'est construit autour de l'église et le long des deux départementales (RD132 et RD109) qui en constituent les rues principales, notamment vers l'ouest.

### Logement
En 2014, le nombre total de logements dans la commune était de 668, alors qu'il était de 666 en 2009. Parmi ces logements, 70,4 % étaient des résidences principales, 20,9 % des résidences secondaires et 8,7 % des logements vacants. Ces logements étaient pour 94,5 % d'entre eux des maisons individuelles et pour 4,5 % des appartements. La proportion des résidences principales, propriétés de leurs occupants était de 80,6 %. 18,1 % sont locataires de leur résidence principale. La part de logements HLM loués vides (appartements ou maisons individuelles) était de 3,6 % et concernait 24 personnes.
De 1971 à 2011, 211 nouvelles résidences principales sont construites, soit 45 % du parc total à cette dernière date.

### Aménagements récents et en projet

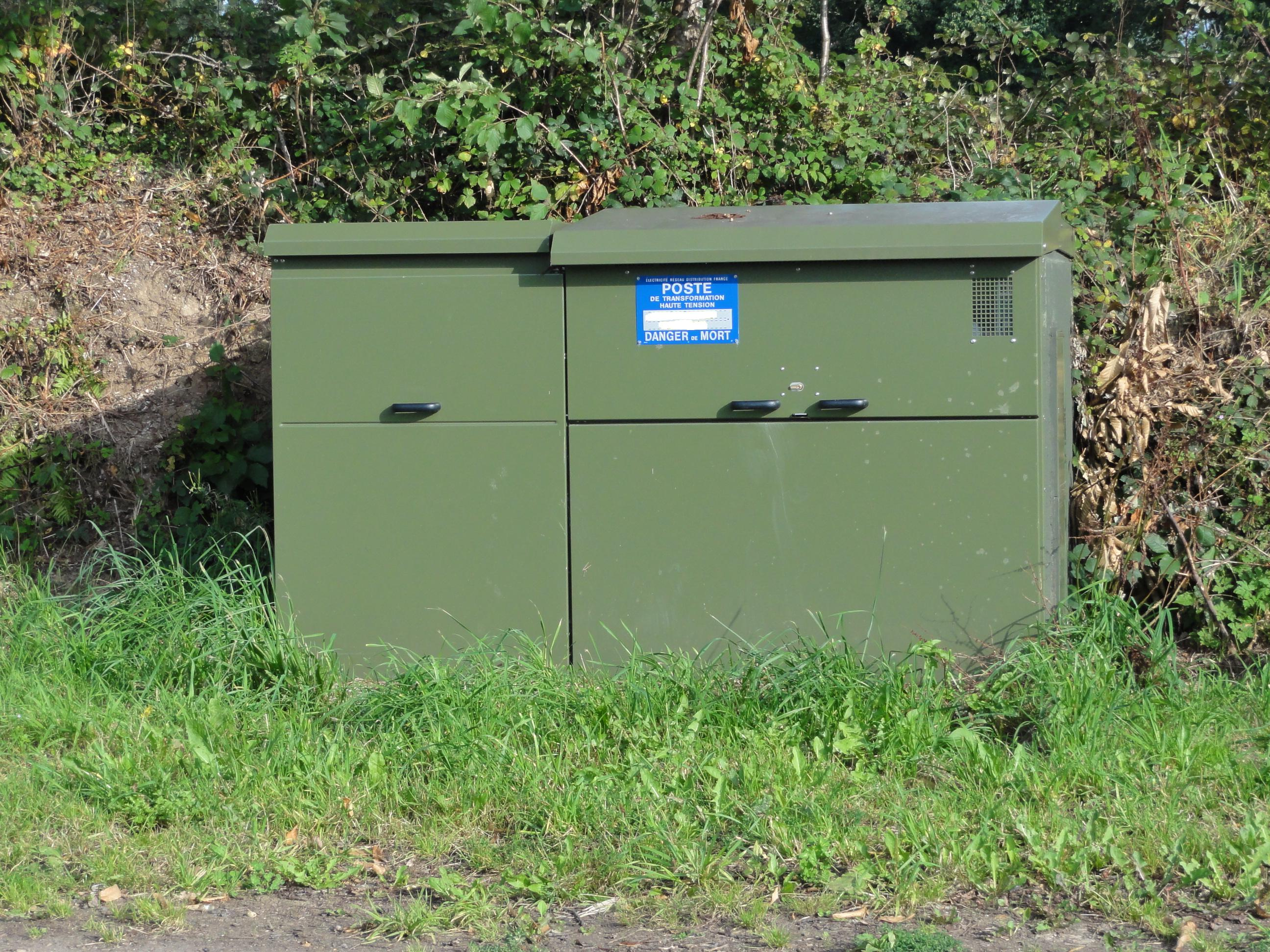
Transformateur Haute Tension Enedis (ex-ERDF) au sol pour ligne de distribution électrique enterrée à Priziac.

En avril 2016, il était prévu de créer un lotissement dit « hameau de la Lobélie » dans le centre-bourg et un terrain multisports. Le terrain multisports est en service depuis mai 2017 (voir ci-dessous). Les travaux pour le nouveau lotissement, à côté du lac, ont commencé début septembre 2017 par l'aménagement du terrain et les 12 parcelles constructibles de ce lotissement sont en vente depuis mi-janvier 2018. En mars 2020, il restait 10 parcelles à vendre.
Certaines lignes électriques ont été enfouies sur la période 2016/2017 à Priziac et des transformateurs ont été mis dans des armoires sécurisées au sol. Début 2020, il était prévu qu'une nouvelle partie du réseau électrique aérien sur la commune soit enterré dans le futur.
En 2016, des travaux ont été effectués sur le réseau d'assainissement des eaux usées du bourg pour refaire l'étanchéité des canalisations par tubage et préserver l'environnement. Pour ces travaux, la redevance assainissement a été augmentée pour équilibrer le budget alloué et autonome et rembourser le prêt bancaire qui a été pris.
En 2019, la commune a fait construire centre technique municipal et devait mettre en place une mutuelle de santé communale pour les habitants de la commune,,.

### Risques naturels et industriels
D'après la carte sur la page Wikipedia Risque sismique dans le Morbihan et plan séisme du Grand-Ouest de 2011, Priziac est située en zone de sismicité faible de niveau 2 sur une échelle de 1 à 5 (comme toute la Bretagne), selon la cartographie établie par le bureau de recherches géologiques et minières (BRGM).
D'après la carte de 2000 de Institut de radioprotection et de sûreté nucléaire (IRSN) sur le potentiel radon (gaz radioactif d'origine naturelle) de chaque commune, Priziac est située en zone de catégorie 3 sur une échelle de 1 à 3 (comme environ 80 % de la Bretagne et presque toutes les zones côtières bretonnes),. Ce niveau nécessite de prévoir certaines mesures de protection au niveau du soubassement des habitations et de la ventilation de l'habitation,.
Pour les risques naturels, comme presque la totalité des communes de Roi Morvan Communauté, Priziac a eu entre 7 et 9 arrêtés de catastrophes naturelles entre 1983 et 2008 et a 3 risques naturels dans la commune (a priori tempêtes, inondations, sécheresse et pas de tremblements de terre et pas de feux de forêts).
Pour les risques d'inondations, en 2008, Priziac est classé à un niveau faible pour le risque de vulnérabilité d'inondation dans le Morbihan. En 2015, l'Atlas des zones inondables (AZI) de la DREAL (Direction régionale de l'environnement, de l'aménagement et du logement) de Bretagne indique que seule la portion de la rivière Ellé qui sépare les communes de Priziac et Le Faouêt possède plusieurs zones inondables sur la commune,.
En 2008, dans le secteur de Roi Morvan Communauté, la commune de Priziac n'est pas classée à risque pour : les feux de forêts, les risques industriels, le risque de transport de matières dangereuses.

### Qualité de l'air
Priziac, comme l'ensemble des communes de Roi Morvan Communauté, ne fait pas partie d'une des zones sensibles pour la qualité de l’air où il y a des surémissions de dioxyde d’azote liées au transport ou de la pollution d'origine industrielle. Dans le Morbihan, ces zones sont principalement sur la côte, le long de la route RN 165 de Brest à Nantes.

### Qualité du ciel nocturne
D'après la carte AVEX de Pollution lumineuse 2016, le bourg de Priziac est en couleur cyan, c'est-à-dire qu'il est possible d'observer entre 1000 et 1800 étoiles. De plus, en fonction des conditions climatiques et la plupart du temps, la Voie lactée est visible mais sans éclat, elle se distingue sans plus. Le territoire de la commune à l'extérieur du bourg est en couleur bleue, c'est-à-dire qu'il est possible d'observer entre 1800 et 3000 étoiles. Le ciel juste sous l’observateur est généralement bon à très bon. La Voie lactée se détache assez nettement sur ce bon ciel. On peut commencer à ressentir la sensation d’un bon ciel. Par contre, des sources éparses de pollution lumineuse dégradent encore le ciel par ci et par là en seconde réflexion,.

Afin de déterminer l'impact de la pollution lumineuse, plusieurs tests réalisés peu après minuit le 12 aout 2018 au milieu du terrain de football de la commune (sur le terrain des sports) avec l'appareil Sky Quality Meter SQM-L, de type luxmètre, indique une valeur moyenne de 21,45 mag/arcsec (ou mag/as2) en visant le zénith du site. Cette valeur de 21,45 mag/arcsec correspond environ à une valeur de 4,0 (couleur verte) sur l'Échelle de Bortle.
Cette qualité de ciel nocturne permet de voir, à l'œil nu, les 7 étoiles qui forment la constellation de la Petite Ourse.
Le seul endroit public pour faire l'astronomie amateur dans de bonnes conditions, c'est-à-dire qui possède un terrain en dur (pour la stabilité du télescope), avec vue dégagée vers le sud (pour voir le maximum d'étoiles), dont l'éclairage public le plus proche est à 300 mètres (pour éviter la pollution lumineuse), est le parking du terrain de football et de tennis de la commune, au nord du bourg, sur la route de l'Abbaye de Langonnet. Sur ce site, on constate de la pollution lumineuse au sud vers le bourg de Priziac et vers le sud-ouest vers le bourg du Faouet jusqu'à 30 degrés environ au-dessus de l'horizon. Sur les autres points cardinaux, il n'y a pas de pollution lumineuse visible.
Des sites web, comme MétéoBlue ou 7timer, fournissent des prévisions sur la visibilité des étoiles dans le ciel nocturne de la commune sur plusieurs jours en fonction de la météorologie et d'autres paramètres.

## Toponymie
Son nom breton est Prizieg, prononcé [pʁiˈʒɛk].

### Étymologie
Le nom de Priziac est mentionné pour la première fois dans le cartulaire de l'abbaye de Landévennec, datée du XIe siècle. Il y est question en effet d'un Brisiaci Silva, c'est-à-dire de la forêt de Priziac, comme lieu où s'est rendu Louis le Pieux depuis Vannes lors de son expédition militaire en Bretagne en l'an 818.
Nom de lieu formé sur le suffixe d'origine gauloise -(i)acon « lieu de » > « propriété », équivalent du suffixe brittonique -ogon > -eg (-oc > -euc > -ec), tous issus du proto-celtique *-āko.
La forme ancienne postule un nom gaulois *Brisiacon > gallo-roman * BRISIACU, composé avec le nom de personne gaulois Brisos > gallo-roman Brisius, que l'on retrouve dans Brézay, Brézé ou Brisach, si la forme la plus ancienne est exacte. Cependant, le passage de [b] à [p] est obscur et il pourrait s'agir alors de l'anthroponyme gallo-roman * Pretius que l'on retrouve dans Prizy.

### Microtoponymes
La commune regroupe environ 150 lieux-dits et écarts. La plupart des microtoponymes sont  d'origine bretonne. La majorité d'entre eux associent ker à un anthroponyme.

## Histoire

### De la Préhistoire à l'Antiquité

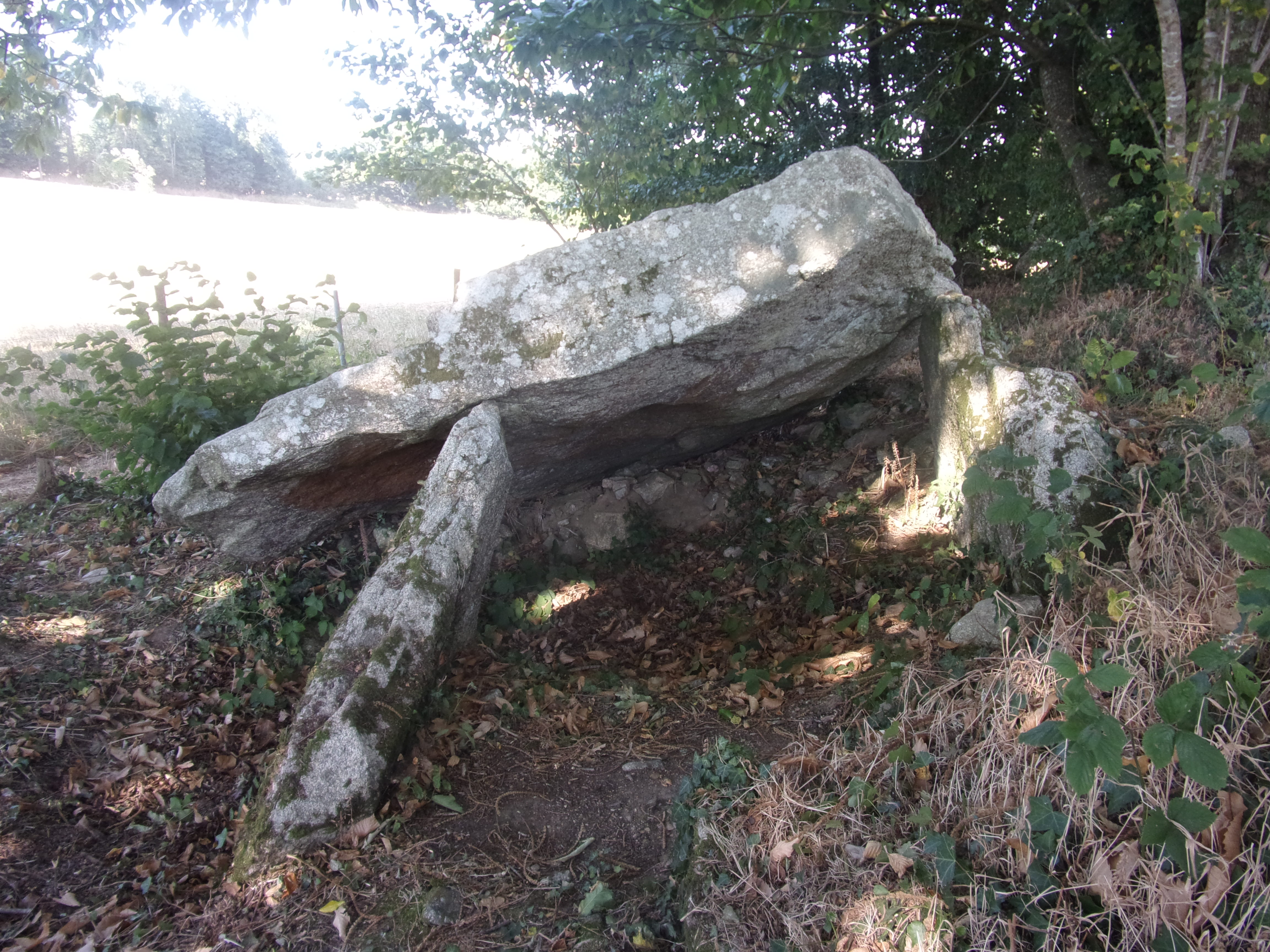
L'allée couverte de Botquenven.

#### Néolithique
L'allée couverte de Botquenven, en partie dégradée, est composée de 5 piliers, deux en place, deux basculés et le cinquième couché sous l'unique dalle de couverture conservée. Elle présente sur une de ses faces une vingtaine de cupules. Le monument est orienté est-ouest et la paroi sud du couloir se prolonge dans le talus qui constitue probablement les restes du tumulus recouvrant la tombe.

#### Âge du Fer
Deux stèles gauloises hémisphériques en pierre provenant d'un ensemble funéraire datant de l'Âge du Fer, situé à quelques dizaines de mètres du dolmen, ont été déposés au village de Botquenven.

#### Antiquité
La frontière entre les communes du Faouët et de Priziac est matérialisée par la rivière Ellé. Or le tracé de la rivière Ellé constitue, d'après les historiens, la frontière entre les peuples gaulois des Osismes et des Vénètes. Donc Priziac aurait fait partie du territoire vénète au temps de la Gaule avant la conquête romaine. Des voies gallo-romaines ont parcouru Priziac au temps de l'Empire romain.

### Moyen Âge
Priziac a, selon toute vraisemblance, servi de lieu de campement à l'armée franque de Louis le Débonnaire avant qu'elle n'affronte l'armée de Morvan Lez-Breizh à Langonnet (il y fut tué) en l'an 818. 2 000 monnaies carolingiennes découvertes en 1860 à proximité des villages de Kervenah et de Belair permettent en effet d'accréditer cette thèse. Ces pièces sont des deniers en argent frappés à Melle (Poitou) représentant au droit CARLUS REX FR (Charles le Chauve) et au revers l' inscription METULLO entouré du monogramme carolin.
Un autre trésor monétaire, trouvé à Priziac en 1972 dans un champ près du château de la Roche-Périou, est constitué de pièces du règne de Philippe VI de Valois. Plusieurs photographies des pièces trouvées sont disponibles sur Gallica.
C'est aussi à Priziac que l'empereur Louis le Pieux reçut en 818 Matmonoc, abbé de Landévennec et imposa la règle bénédictine aux monastères bretons.
Priziac a été le siège d'une commanderie de l'Ordre de Saint-Jean de Jérusalem, qui s'est appelée commanderie de Lotavy, puis commanderie de Beauvoir et enfin commanderie du Croisty. Priziac est désigné pour la première fois comme paroisse lors du procès en canonisation de saint Yves en 1330, car deux personnes venant de cette paroisse y témoignent.
Selon Jean-Baptiste Ogée les maisons nobles de Priziac étaient en 1430 Penquesten, qui appartenait à Pierre de Kermerien ; Ker-Menec, à Pierre Lesmei, sieur de Régaut ; Ker-Ual, à Guillaume Rotuel ; Treruz, à Charles Lescauff, sieur de Quecanquen de Menezgouen ; Ker-Menquen, à l'abbé de Langonnet ; Mindrouch, à Guillaume Philippe.
Les terres de Priziac furent pendant toute l'époque féodale très morcelées puisque pas moins de 19 seigneuries se les partageaient dont celles de La Roche-Piriou, de Cremenec et de Dréors.

#### Le château du Dréors

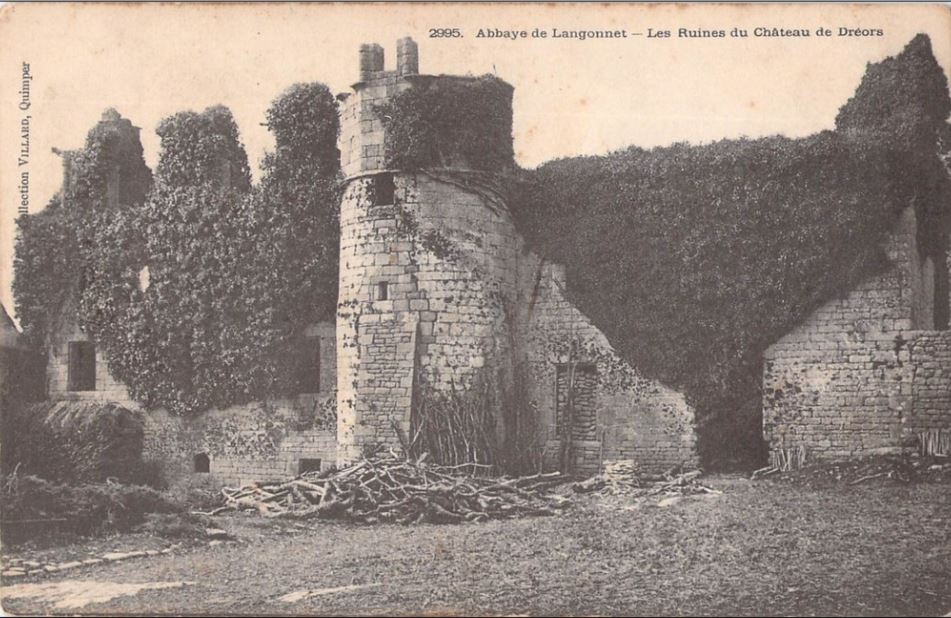
Les ruines du château de Dréors vers 1900

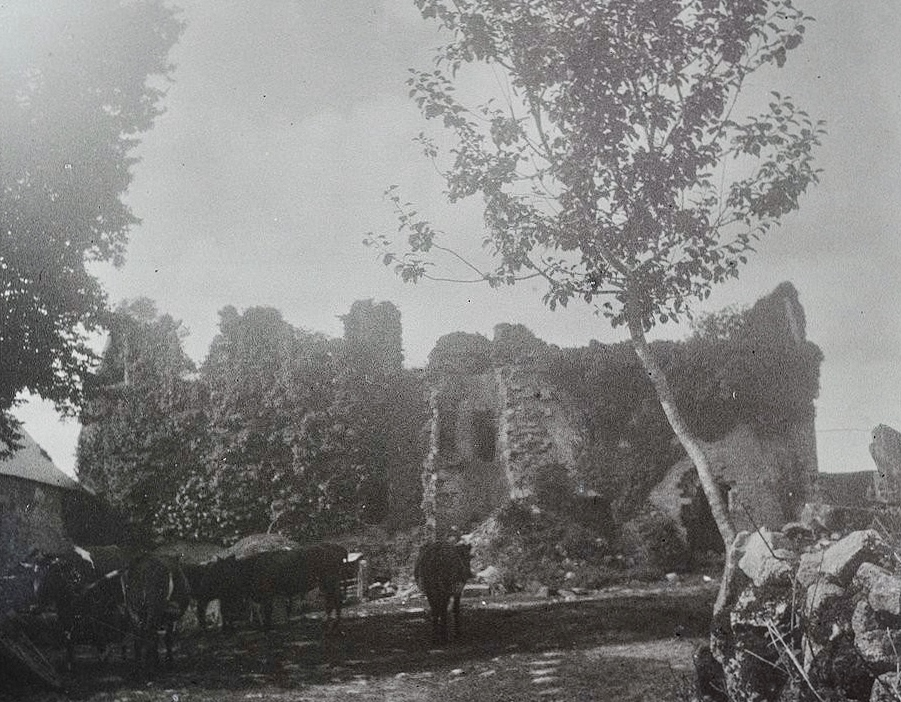
Les ruines du château du Dréors en 1930.

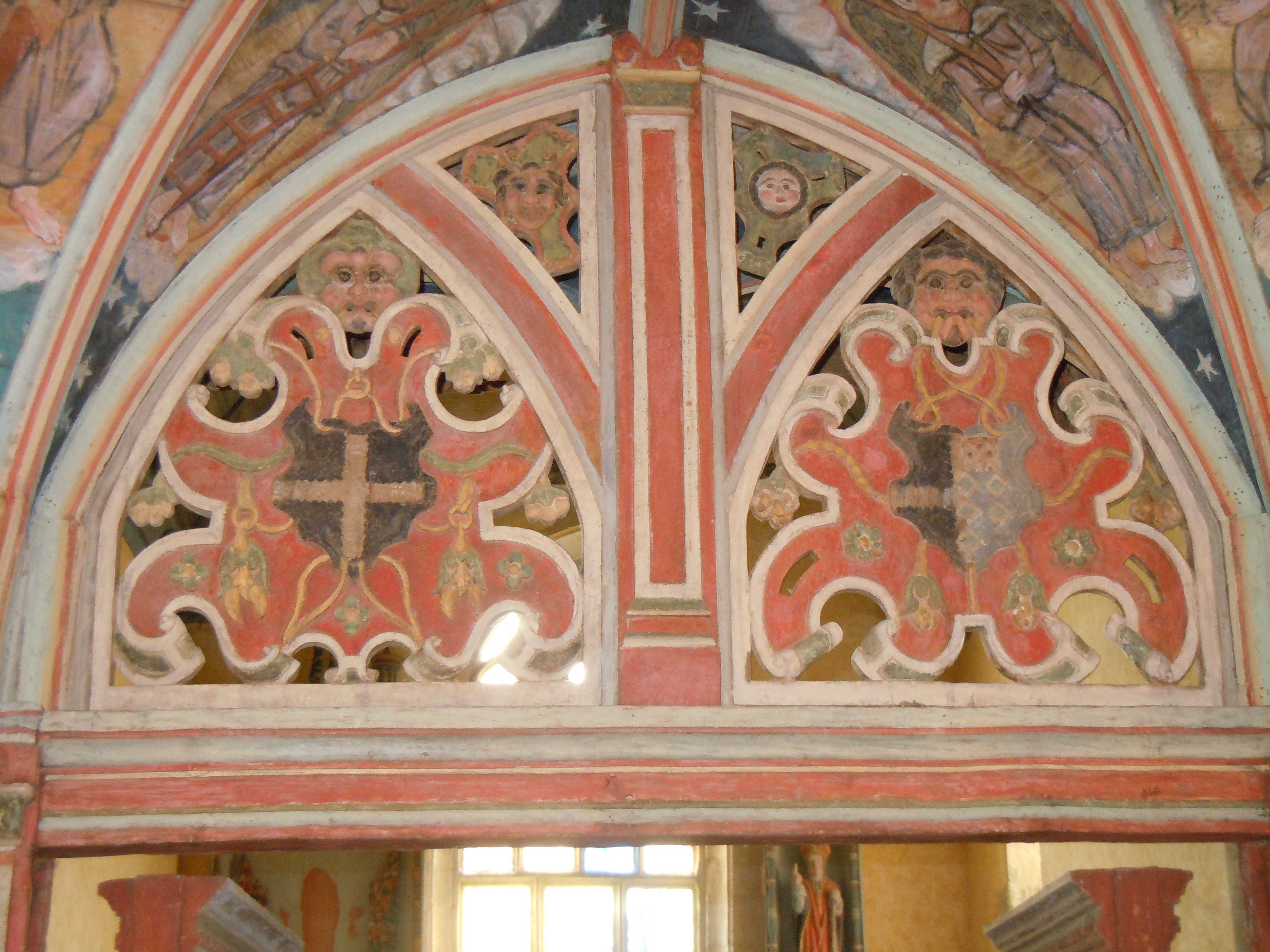
Détail du jubé de la chapelle Saint-Nicolas : blason entier des Le Scanff et blason mi-parti Le Scanff - De Guer

Un premier château érigé au Dréors fut détruit pendant la guerre de Succession de Bretagne . La famille Le Scanff édifia un second château à la fin du XIVe siècle en remplacement de précédent. Ses grandes chambres et ses vastes salles, aux cheminées monumentales, ses fenêtres à croisillons, sa tourelle très haute qui dominait le pays, ses lucarnes sculptées en faisaient une des plus belles demeures seigneuriales de l'époque.
La seigneurie du Dréors était une juveigneurie de Guémené, fondée en faveur d'un cadet des Beaumetz. Elle jouissait des droits de haute, moyenne et basse justice. Les armes du Dréors étaient celles de Beaumetz : «  de sable à la croix engreslée d'argent ». Dès avant 1362, la famille de Beaumetz était fondue dans celle des Le Scanff, la lignée mâle s'étant éteinte. Les Le Scanff, furent au XVe siècle et au XVIe siècle, chambellans, écuyers et pensionnaires des ducs de Bretagne. Par suite d'alliances, la seigneurie du Dréors passe aux familles Talhouët Kerservant (1591) et de Volvire (1632). Ces derniers la vendent aux Lopriac (1684).

#### Le château de Cremenec
Le château de Cremenec en Priziac servit pendant un temps de repaire au célèbre brigand La Fontenelle qui s'en était emparé le 10 février 1595. Ce château était alors la propriété de Nicolas de Talhouët Kerservant, qui venait de passer au parti du roi. Le brigand y enfermait dans les cachots des prisonniers qu'il n'hésitait pas à torturer pour obtenir d'eux en échange de leur libération une plus forte rançon. Le chanoine Jean Moreau rapporte dans ses Mémoires sur les guerres de la Ligue en Bretagne que :

« les prisonniers qui avaient la chance d'être libérés contre rançon sortaient demi-morts, semblant plutôt à des anatomies ou spectres hideux, n'ayant que la peau sur les os, chargés de puanteur et de vermine, lesquels sitôt qu'ils étaient à changer d'air et de viande, mouraient pauvrement d'une enflure. »

### Époque moderne
Au XVIIe siècle, le clergé tenta de substituer à saint Beheau, le patron de l'église paroissiale, saint Avit, mais les paroissiens s'y opposèrent fermement.
En août 1718, lors de la Conspiration de Pontcallec, 14 conjurés, réunis dans le bois de Kerlin en Priziac, nommèrent comme général en chef un espagnol, le comte d'Ormont, et comme colonel le marquis de Pontcallec.

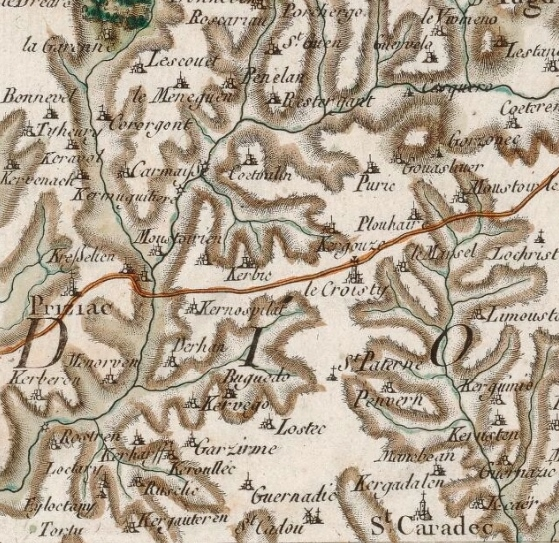
Carte de Cassini de la paroisse de Priziac et de la trève du Croisty, qui dépendait de la paroisse de Saint-Tugdual (1787).

Le 26 mars 1720, Thomas-Simon de Montlouis, âgé de 38 ans et soldat du roi chez les dragons, qui réside au manoir de Plascaër en Priziac, fut condamné à mort et eut la tête tranchée place du Bouffay à Nantes pour avoir conspiré contre le roi avec trois autres gentilshommes des environs. Il était considéré comme un des principaux membres de la conspiration de Pontcallec.
Jean-Baptiste Ogée décrit ainsi Priziac en 1778 :

« Priziac ; sur la route de Guémené au Faouët ; à 14 lieues au nord-ouest de Vannes, son évêché ; à 28 lieues de Rennes et à 4 lieues de Guémené, sa subdélégation. Cette paroisse ressortit à Hennebon et compte 2 000 communiants. Crevenec et le Deor [Dréors] forment une haute justice, qui ressortit à la principauté de Guémené. À un quart de lieue au nord de Priziac sont les ruines du château de Belair, auprès de l'étang de ce nom ; j'ignore l'année de sa démolition, il n'y paroit [parait] plus qu'une chapelle. Ce territoire est un terrein [terrain] plat (sic) et coupé de ruisseaux ; il renferme des terres bien cultivées, des prairies et des landes ; les habitants font beaucoup de cidre, qui est leur boisson ordinaire. (...). »

### Révolution française
L'année 1794 est particulièrement mouvementée à Priziac : le recteur et le vicaire de Priziac, Jean Mathurin Hervo et Vincent Le Floch, sont arrêtés dans la nuit du 24 au 25 avril 1794 par François Hyacinthe Bargain, commissaire du district du Faouët. Il s'empare en même temps des linges, ornements et autres effets qu'il trouve dans l'église paroissiale et dans chacune des chapelles de la paroisse. Il ramène son butin au Faouët.
Le  27 Frimaire an III (23 décembre 1794) une bande de chouans presque tous habillés à la mode de Pontivy cernent le village de Kerveno où habite Jean Le Roux, maire de la commune. Sept hommes armés pénètrent dans la maison, lui demandent et obtiennent tout son argent. « Recommande ton âme à dieu car tu vas mourir » lui lancent-ils et il est froidement abattu devant toute sa famille.
Dans la nuit du 29 au 30 décembre 1794 Louis Bellanger, boucher au Faouët, fournisseur de viande aux casernes de la ville, disparaît près de Priziac au retour de la foire de Kernascleden où il était parti acheter des bœufs. Sur son cadavre, sorti de l'eau, il n'y a ni papier, ni argent ; son cheval a disparu. Il a été probablement tué par des Chouans.
En juillet 1801, alors que la chouannerie touche à sa fin, Julien Morgan, le maire de Priziac, est l'objet d'une tentative d'enlèvement par quelques insoumis de Ploërdut. Il réussit à leur échapper par une porte de derrière mais en revanche sa femme est maltraitée par les assaillants.

### LeXIXesiècle

#### Priziac dans la première moitié duXXesiècle
La revue Le Magasin universel, sous le titre Une noce dans la Basse-Bretagne, décrit en détail une noce à Priziac en 1835.

#### Priziac décrit en 1853
A. Marteville et P. Varin, continuateurs d'Ogée, décrivent ainsi Priziac en 1853 :

« Priziac : commune formée de l'ancienne paroisse de ce nom, aujourd'hui succursale. Superficie totale : 4 577 hectares, dont (...) terres labourables 1 953 ha, prés et pâturages 401 ha, bois 170 ha, vergers et jardins 254 ha, landes et incultes 1 601 ha, étangs 62 ha (...). Il y a foire le mardi de Pâques à Saint-Nicolas. Géologie : schiste micacé ; granite dans l'ouest-nord-ouest. On parle le breton. »

#### L'orphelinat et la colonie pénitentiaire de Priziac-Langonnet
L'orphelinat Saint-Michel est créé à Langonnet (en fait dans la commune de Priziac, mais à la limite de Langonnet, en face de l'abbaye de Langonnet) en 1856 par un frère spiritain dans la ferme de Kermainguy et la forêt de Langonnet qui étaient une propriété départementale et qui sont cédés à la congrégation des Frères du Saint-Esprit afin d'y placer une partie des enfants trouvés (abandonnés dans les hospices peu après leur naissance) du département,,.
Cet établissement devint la colonie agricole de Priziac-Langonnet, fondée par Achille du Clésieux, tenue par les Frères laboureurs, devient une colonie pénitentiaire autonome le 2 mars 1859. Selon l'Œuvre de la Sainte-Enfance, dans un texte datant de 1860, les jeunes garçons hébergés sont facilement ramenés au bien et à la piété par les Frères qui les dirigent : « chaque détenu a son compte ouvert de bons points, il en gagne, il en perd... selon qu'il est plus ou moins sage (...). La cellule, et les divers châtiments en usage dans les autres colonies de jeunes détenus, sont inconnus à Notre-Dame de Langonnet ».

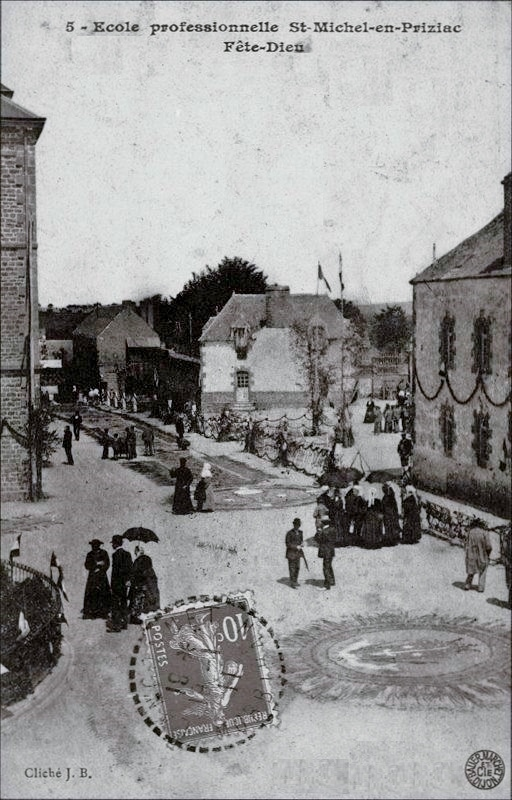
L'école professionnelle Saint-Michel de Priziac un jour de Fête-Dieu vers 1900 (carte postale).

Les jeunes garçons envoyés dans cette colonie n'étaient pas des condamnés mais des prévenus acquittés et placés en maison de correction. En 1861, la colonie comptait 137 personnes de 10-15 ans à 18-20 ans pour 14 membres du personnel. Le site est considéré comme un pénitencier lorsqu'une épidémie de variole touche le site en 1864,.
Vers 1875, une école primaire et professionnelle pour des jeunes orphelins est créée. En 1879, il y en avait 437 personnes à cet établissement. Selon un rapport de 1890 l'établissement reçoit cette année-là 12 boursiers choisis parmi les enfants pauvres du département) « les enfants y reçoivent une instruction élémentaire très soignée ; de plus, à Langonnet, on trouve des ateliers de menuiserie, de serrurerie, de charronnage et même d'horlogerie ; enfin, du point de vue de l'agriculture, l'établissement ne laisse rien à désirer ».
Plusieurs scandales se produisirent : par exemple en 1888 l'un des Frères de la Congrégation du Saint-Esprit qui encadrait alors l'établissement fut emprisonné pour attentats à la pudeur.
L'établissement est entièrement reconstruit en 1898 et abrite alors l'Œuvre des "Petits Parisiens", dirigée par Mme Jules Lebaudy (décédée en mai 1917), destinée « à enlever à la misère matérielle et morale de la capitale des enfants sans famille ».
L'établissement ferme en 1903 en vertu de la Loi sur les congrégations, mais put rouvrir par la suite.
En 1933, l'établissement reçut un "prix de vertu" de 20 000 francs décerné par l'Académie française. Cet établissement est devenu par la suite l'Orphelinat Saint-Michel des orphelins d'Apprentis d'Auteuil.

#### Priziac dans la seconde moitié duXIXesiècle
Lors de la campagne électorale des élections législatives de 1877 (qui virent la victoire d'Albert de Mun, monarchiste, dans la circonscription de Pontivy), selon le témoignage de Joseph Bahuon, forgeron dans la commune, le curé de Priziac, prêchant en chaire, dit que si les révolutionnaires [en fait les républicains] l'emportaient, on placerait une fille toute nue sur l'autel à la place du crucifix.

### LeXXesiècle

#### LaBelle Époque

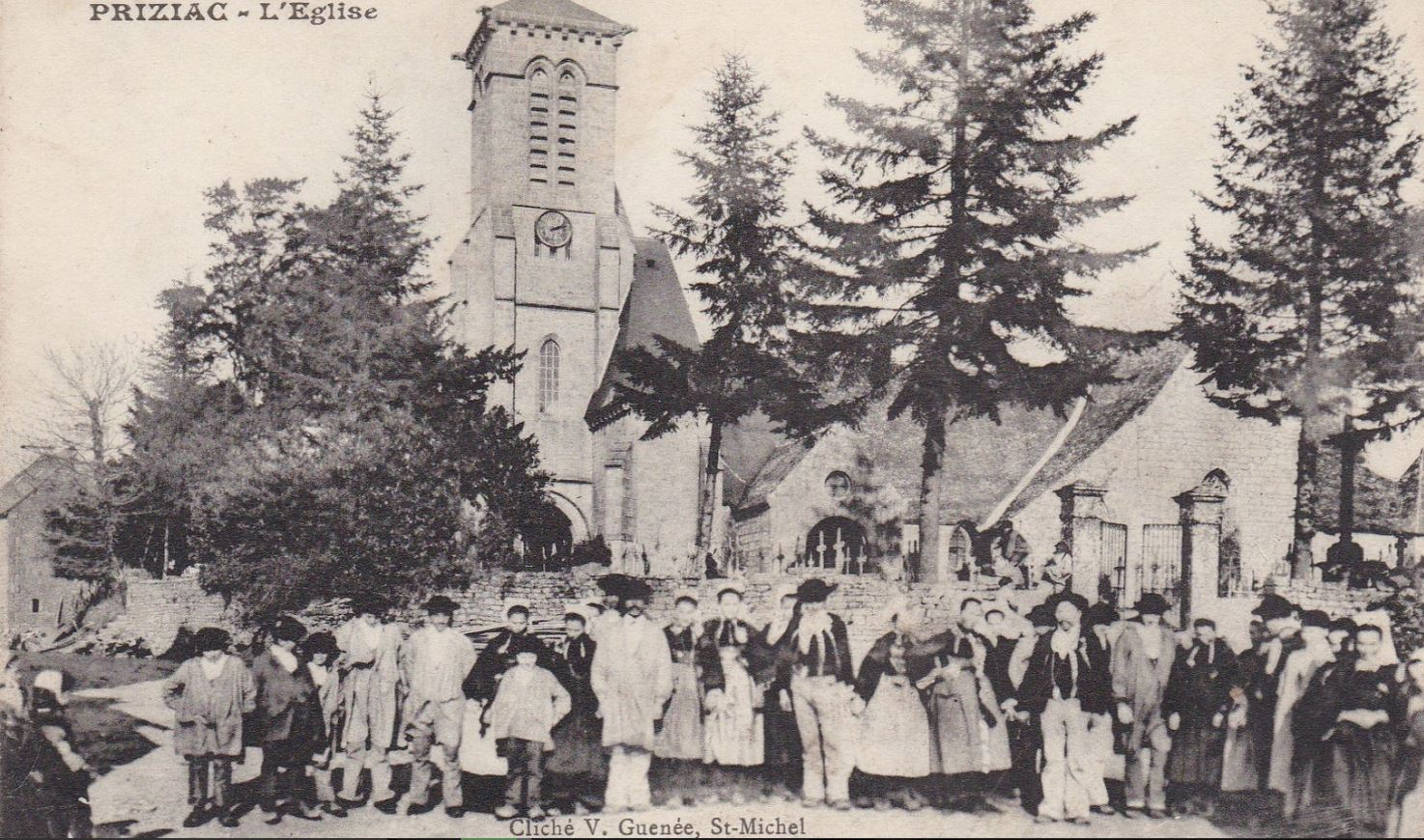
Groupe de paroissiens posant devant l'église Saint-Beheau vers 1900 (cliché V.Guenée - St Michel).

En juin 1904 quinze maisons d'un hameau de Priziac furent détruites par un incendie ; dix familles d'agriculteurs se retrouvèrent sans abri.
En 1904 le Gorsedd tint ses assises à Menez-Morvan en Priziac.

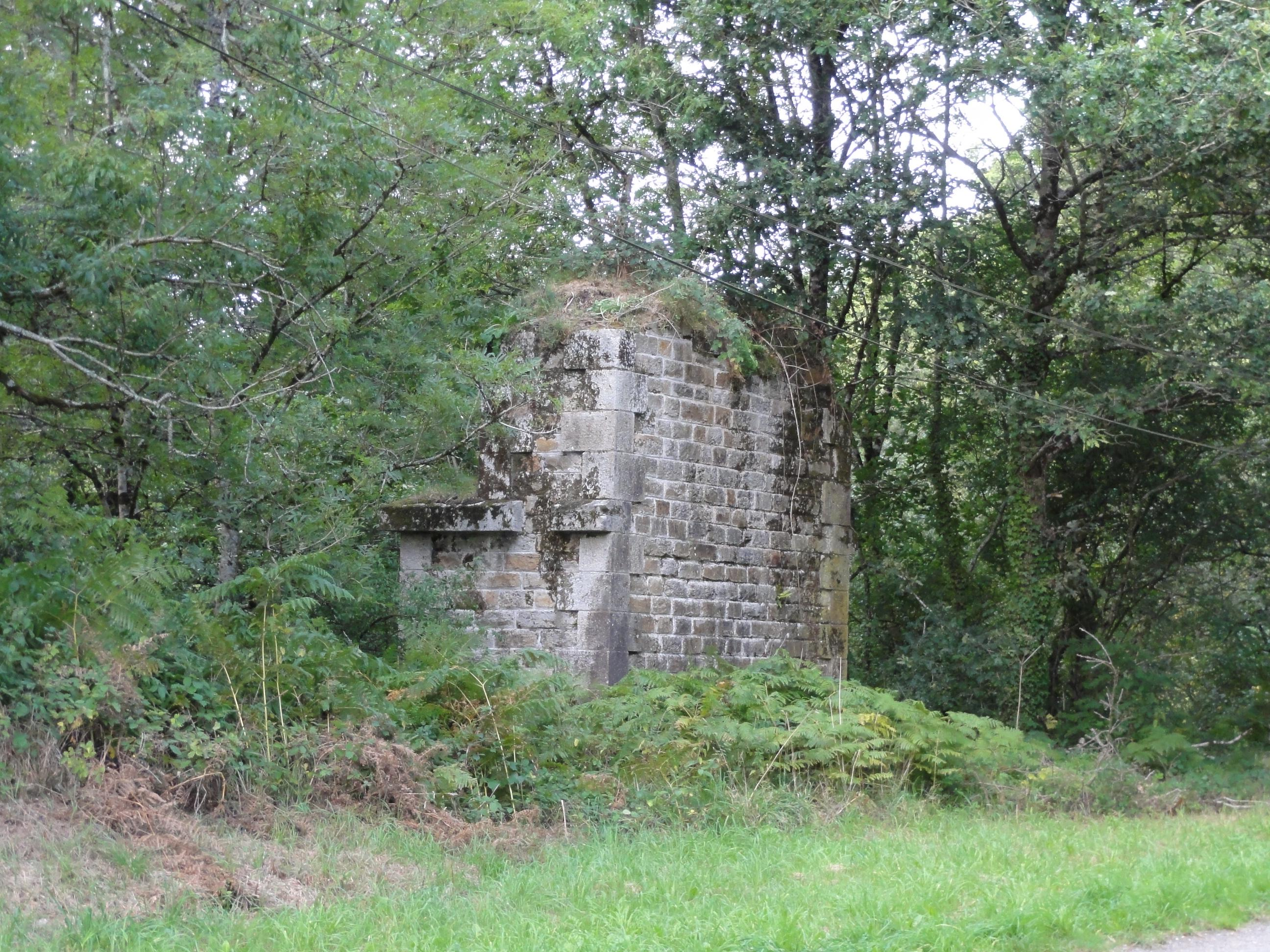
Priziac, vestiges de pile de pont ferroviaire des chemins de fer du Morbihan sur l'Ellé.

En 1906, une voie des chemins de fer du Morbihan est mise en service. Elle rejoint les gares du Faouet et de Meslan, par contre Priziac n'a pas de gare ou d'arrêt. Elle restera en service jusqu'en 1947. De cette voie de chemin de fer, il ne subsiste que la culée du pont (côté Le Faouet) et la pile du pont (côté Priziac) traversant l'Ellé.
Lors des élections législatives de 1906, le clergé local fit pression sur les électeurs, refusant l'absolution aux hommes et même aux femmes dont les maris ne voteraient pas bien, c'est-à-dire en faveur de Guy de Salvaing de Boissieu, lequel fut d'ailleurs réélu député.
Le journal La Calotte écrit en 1910 :  « Les prêtres vont jusqu'à prêcher la désobéissance aux élèves. Écoutez celui de Priziac : « Causez, riez, jouez en classe. Vous n'êtes pas obligés d'obéir à de si mauvais instituteurs. Au surplus, lorsque vous rentrerez en classe, mettez-vous à genoux et faites le signe de croix. Si l'on vous inflige une punition, refusez de la faire et prévenez-moi » ».
En 1911 la bravoure dans un combat lors de la Guerre du Maroc d'un jeune soldat engagé dans l'Armée coloniale, âgé de 20 ans, originaire du village du Rest en Priziac, Vincent Uliac, ce qui lui valut la Médaille militaire du Maroc ; ce fait est cité par la plupart des journaux de la presse nationale de l'époque
Le photographe Philippe Tassier a pris des photos dans le village de la Roche Piriou et au moulin du Pont illustrant la vie de tous les jours des paysans de Priziac au début du XXe siècle.

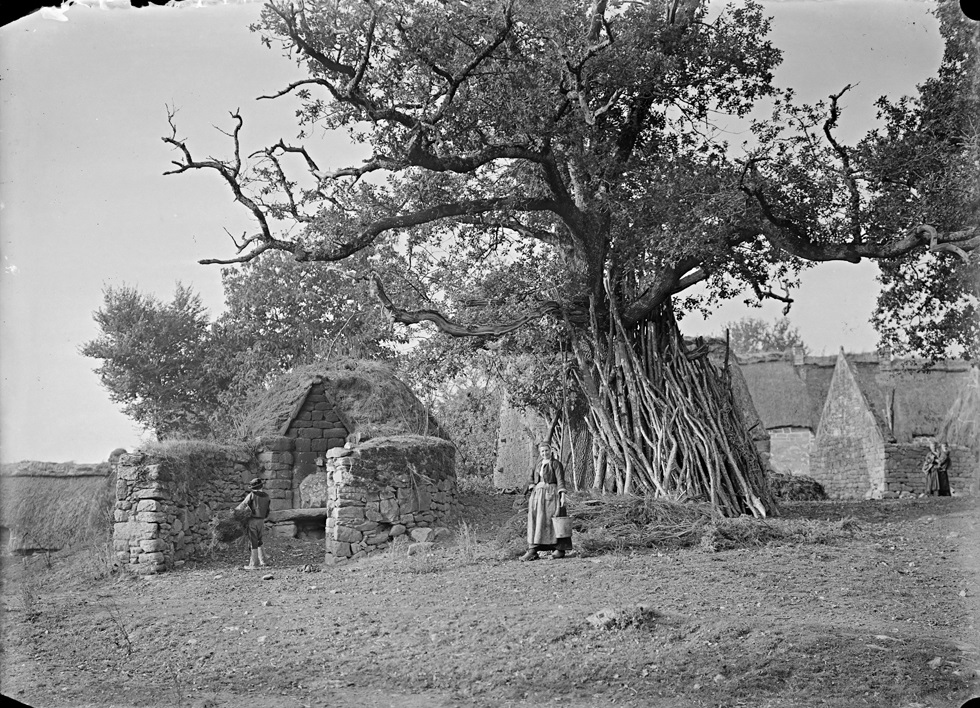
Le four du village de la Roche Piriou.
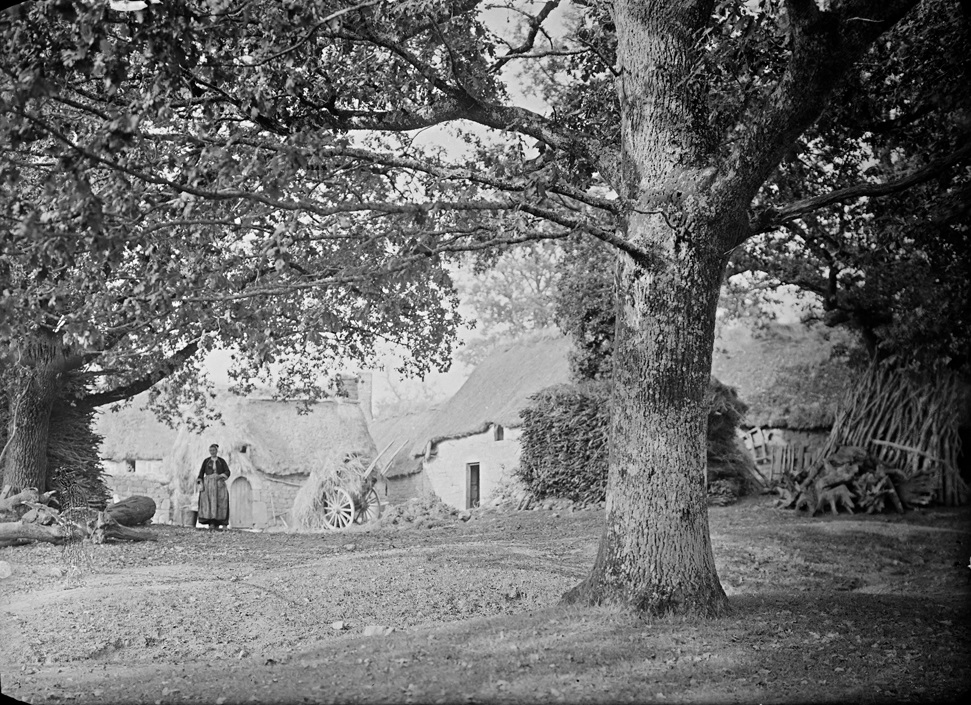
Le gros chêne du village de la Roche Piriou.
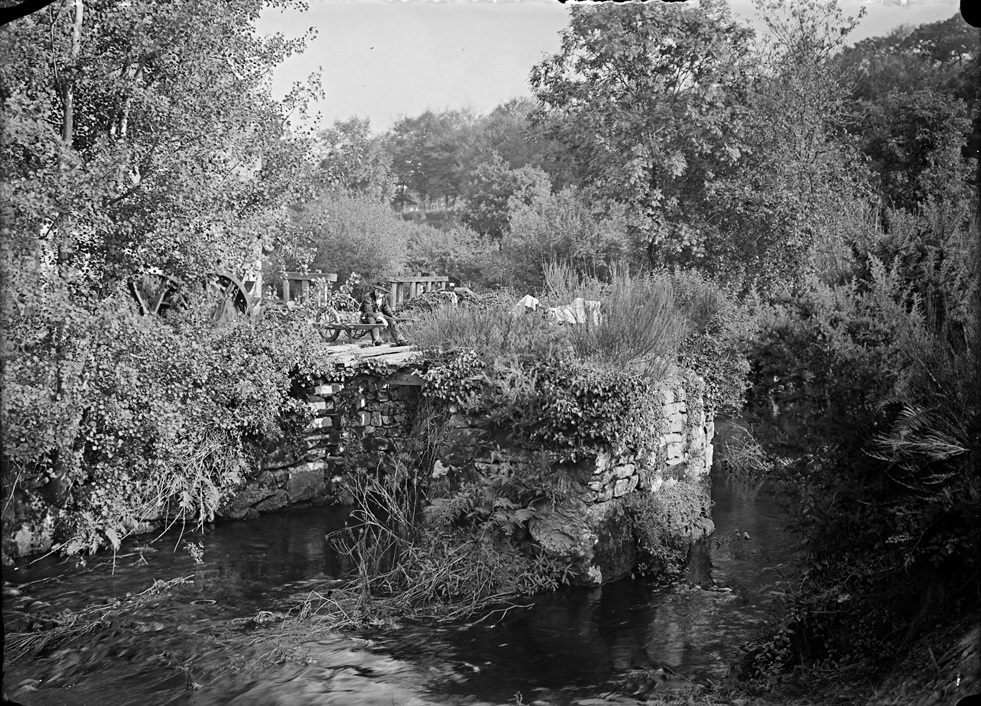
Le moulin de la Roche Piriou et le vieux pont en ruine.

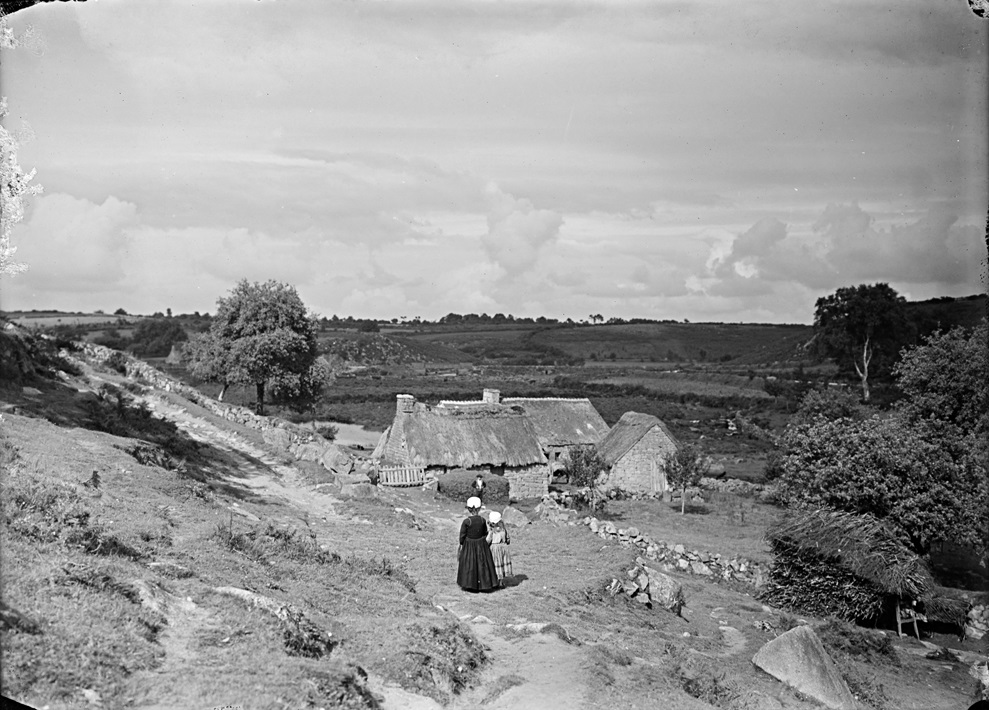
Femme accompagnée d'une fille se rendant à pied au moulin du Pont.
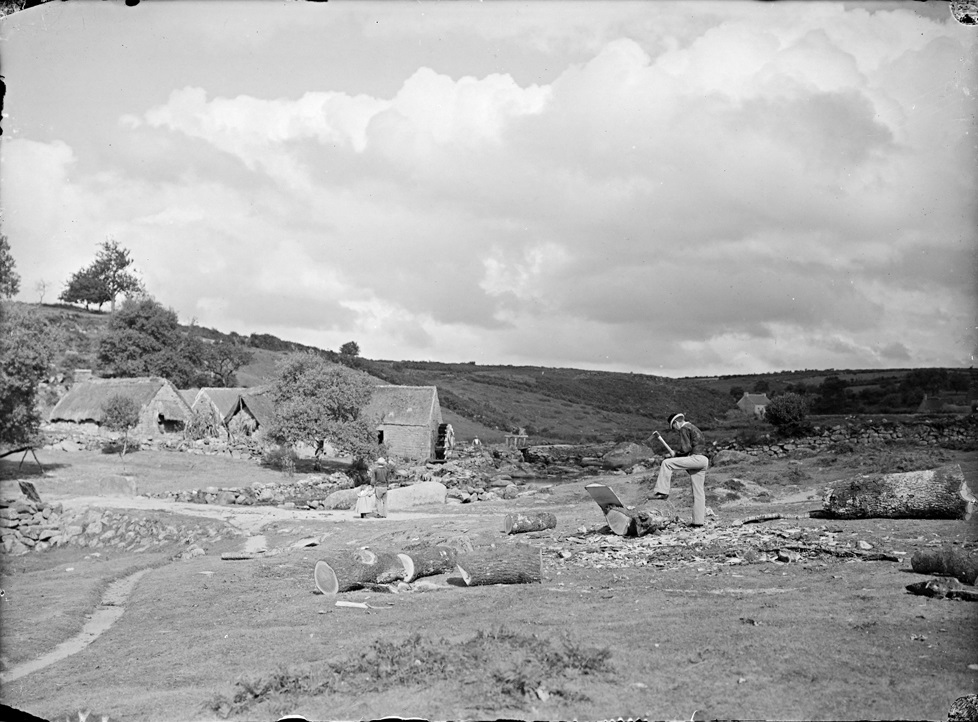
Homme coupant du bois près du moulin du Pont.
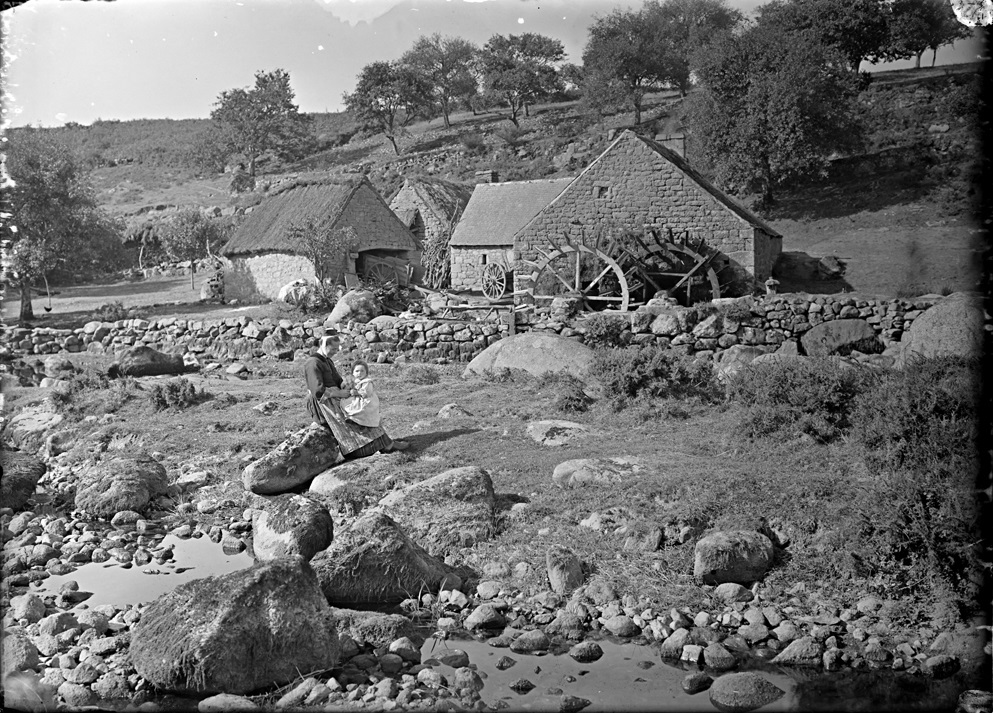
Femme avec son enfant assise près du moulin du Pont.

#### La Première Guerre mondiale

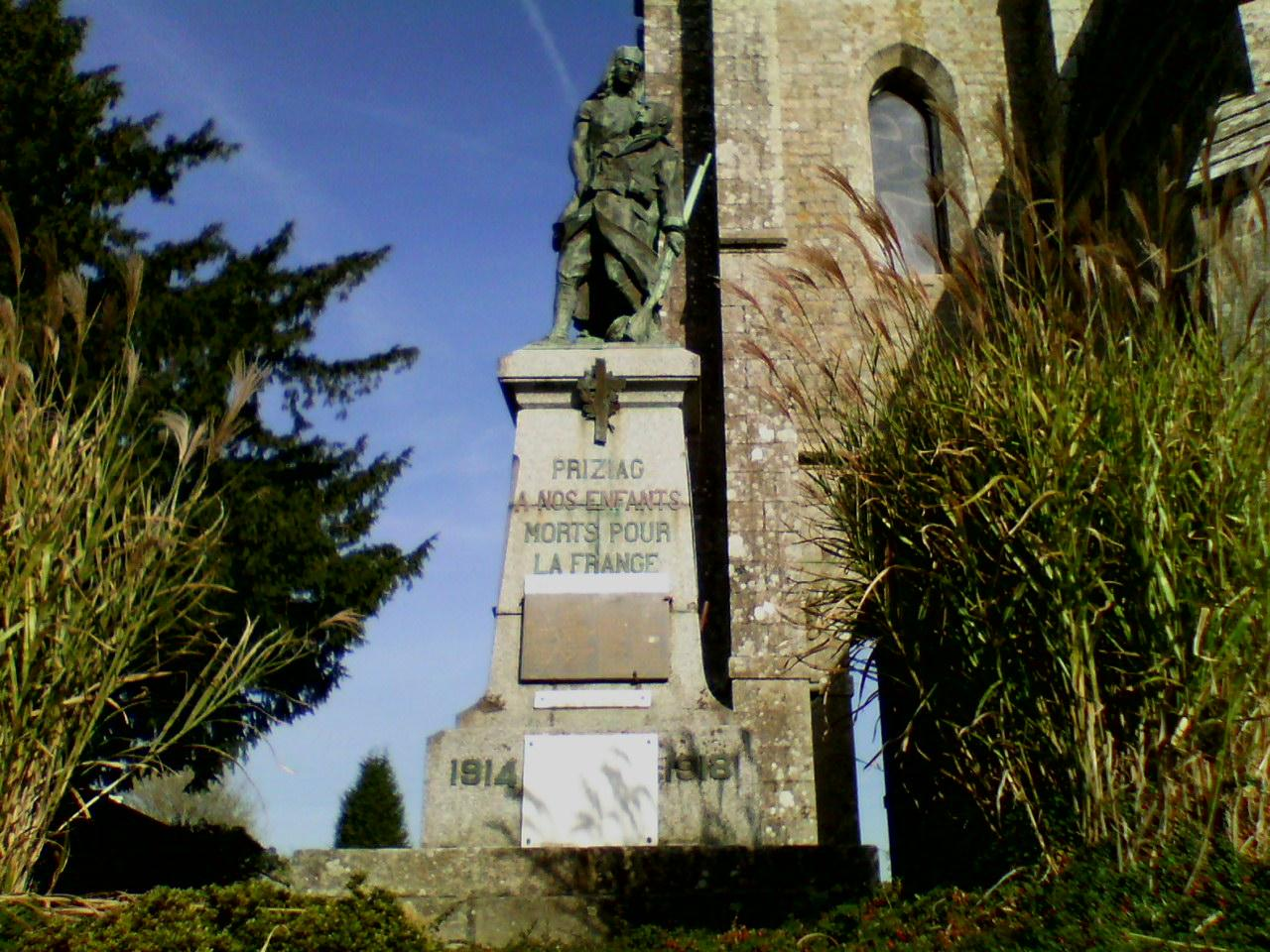
Monument aux morts par le sculpteur Gaston-Auguste Schweitzer à Priziac.

Le monument aux morts de Priziac porte les noms de 135 soldats morts pour la France pendant la Première Guerre mondiale ; parmi eux 7 sont morts en Belgique dont 6 dès 1914 (3, Yves Daniel, Joseph Le Calloc'h et François Ravallec, dès le 22 août 1914 dans les combats de Maissin et Rossignol) ; Pierre Le Puil, marsouin au 54e régiment d'infanterie coloniale, est mort des suites de ses blessures lors de la bataille de Sedd-Ul-Bahr en 1915 et François Hingant, lui aussi marsouin, mais au 42e régiment d'infanterie coloniale, a été tué à l'ennemi le 1er mars 1918 dans l'actuelle Macédoine du Nord ; François Bellec et Jean Mahot sont morts de maladie alors qu'ils étaient en captivité en Allemagne, respectivement en 1917 et 1918 ; les autres ont été tués sur le sol français, dont Maurice Allanos, Jean Braban, François Le Bail, Louis Le Roux et Albert Vétel, tous les cinq décorés à la fois de la Médaille militaire et de la Croix de guerre (de même qu'Emmanuel Bernard, tué lui en Belgique).
Joseph Le Parc, né en 1882 à Priziac, soldat au 262e régiment d'infanterie, fut fusillé pour l'exemple le 21 novembre 1915 à Moulin-sous-Touvent (Oise). Il fut fusillé en étant présumé déserteur et enseveli dans un cimetière allemand.
La statue du monument aux morts a été réalisée par Gaston-Auguste Schweitzer.

#### L'Entre-deux-guerres

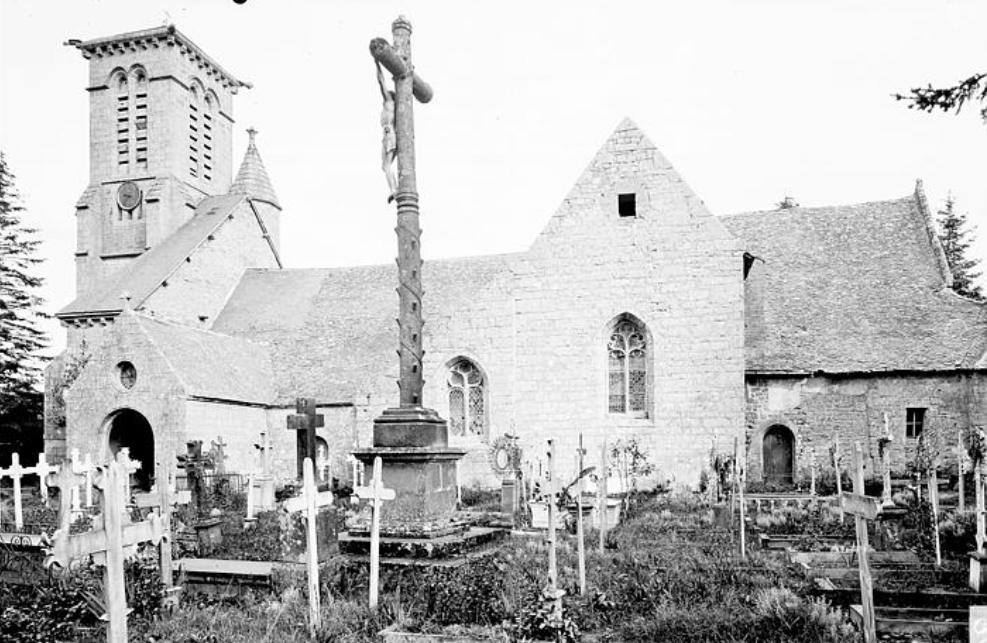
L'église Saint-Beheau en 1922.

Selon Claude Dervenn il existait encore à Priziac en 1920 un vieux couple de paysans qui ignorait tout mot français et « partageait avec sa vache et son porc une véritable hutte gauloise, au mur circulaire en pierres brutes, au sol de terre battue sous un toit rond en paille moussue ».
Un grave incendie détruisit en janvier 1928 trois fermes et leurs dépendances dans le hameau du Rest. Un autre incendie détruisit en août 1933 un certain nombre de bâtiments de la section agricole de l'école professionnelle Saint-Michel.

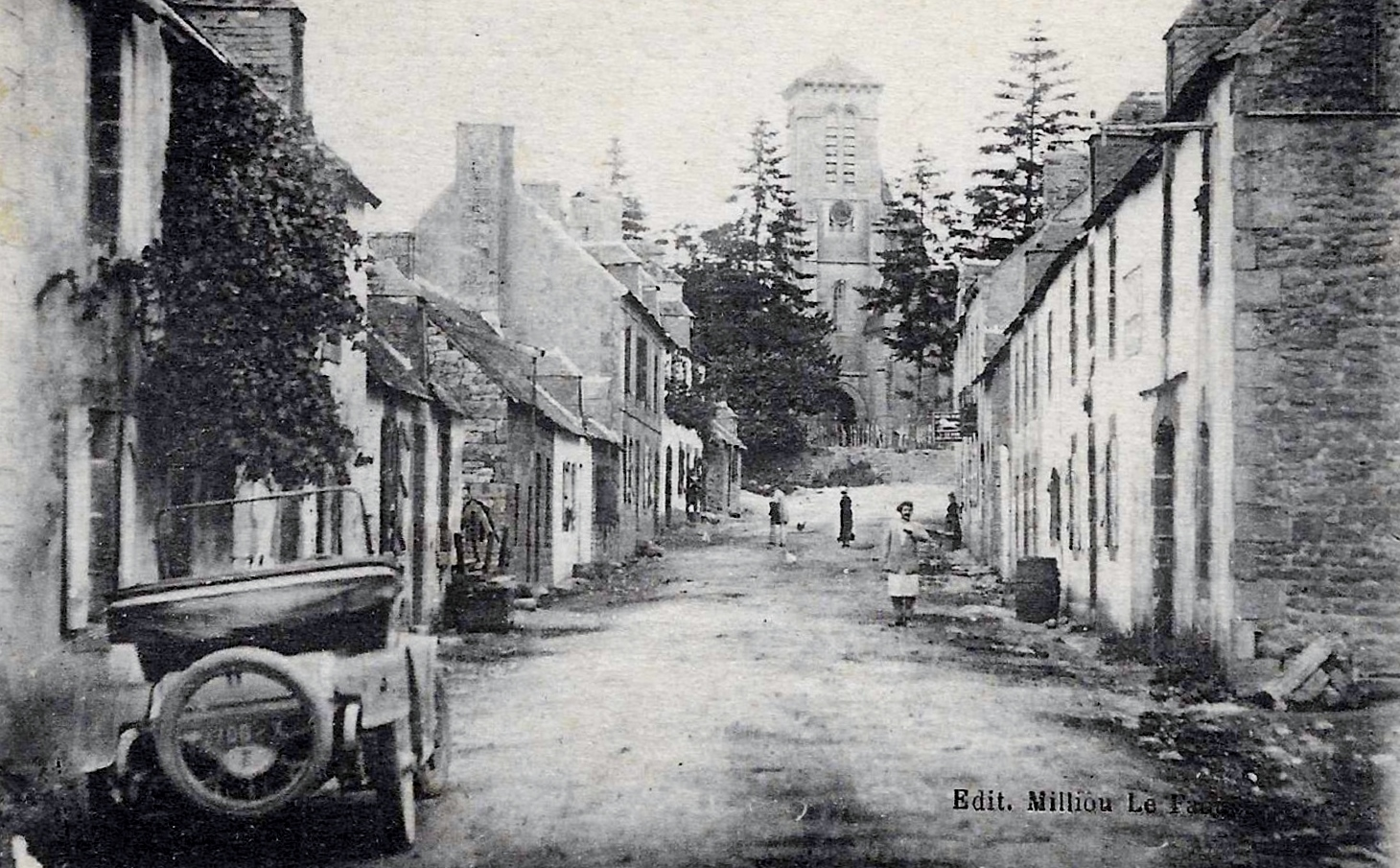
La rue principale.
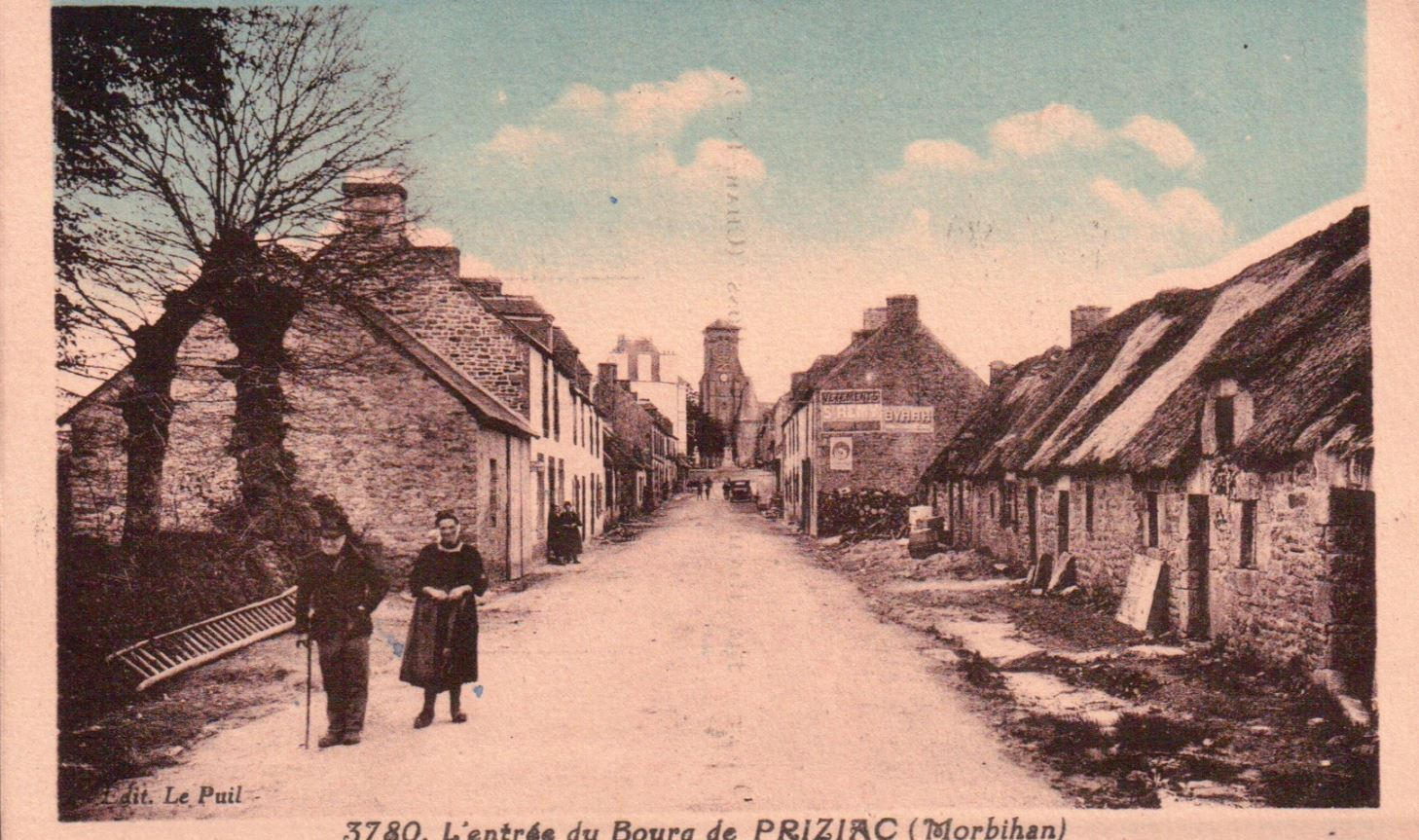
La rue de l'église et ses chaumières.
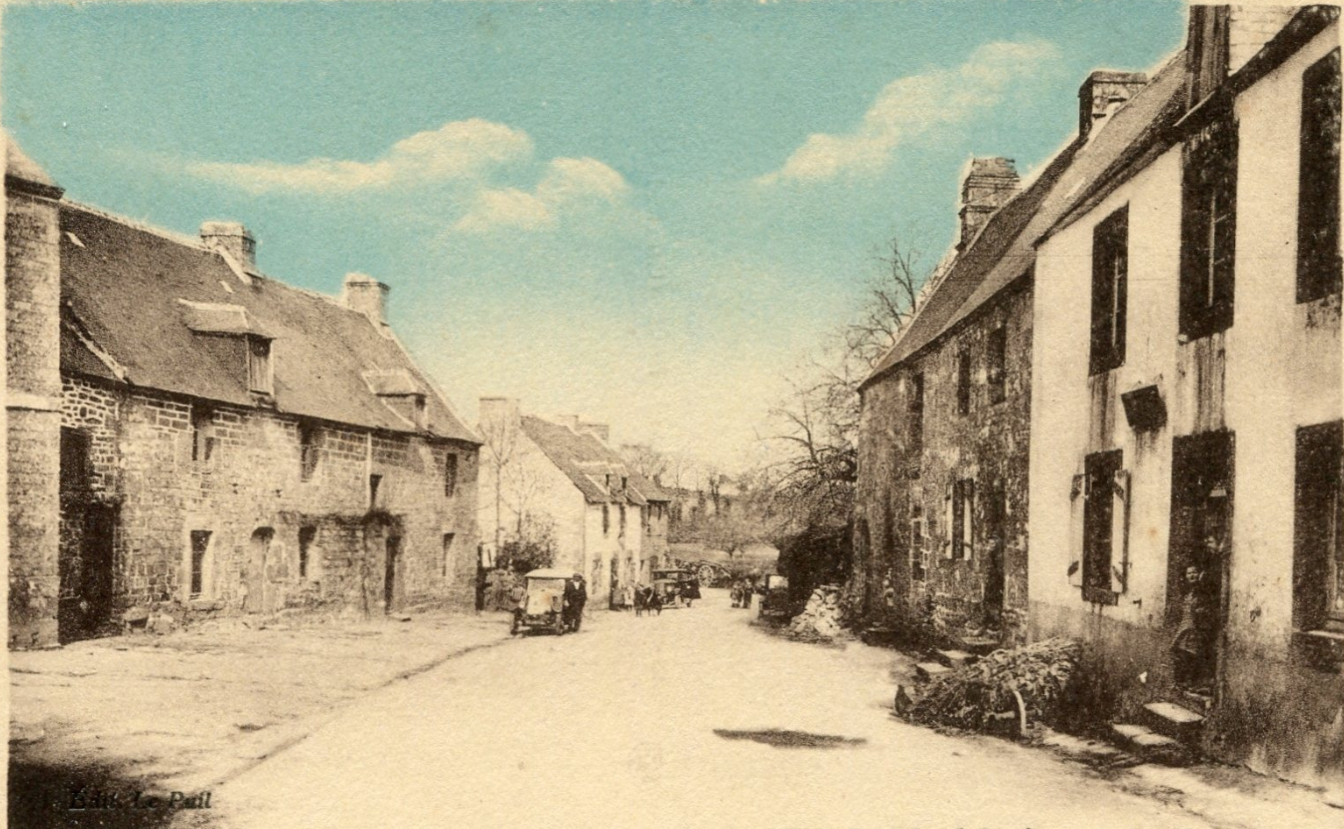
La rue du Vieux Bourg.
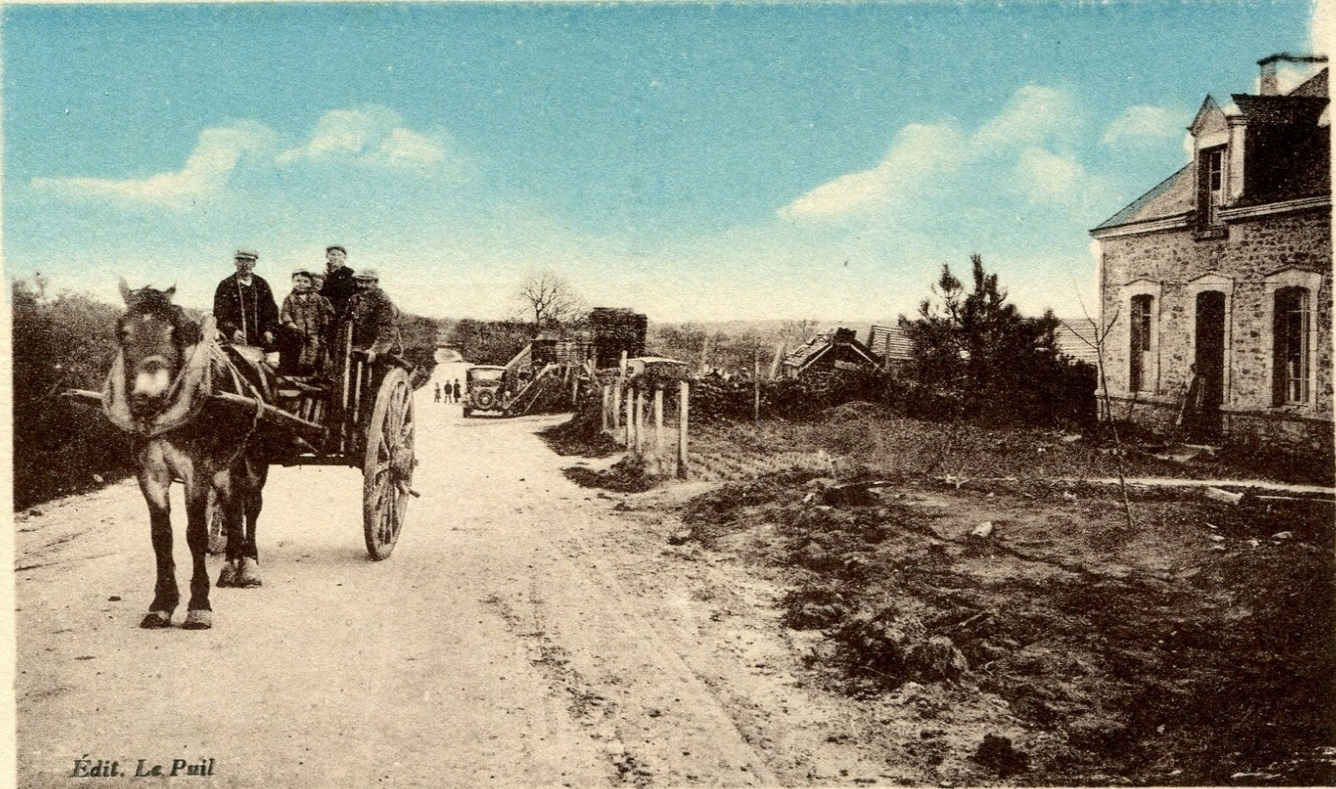
Cheval tirant une charrette à Beg er Lann.

#### La Seconde Guerre mondiale

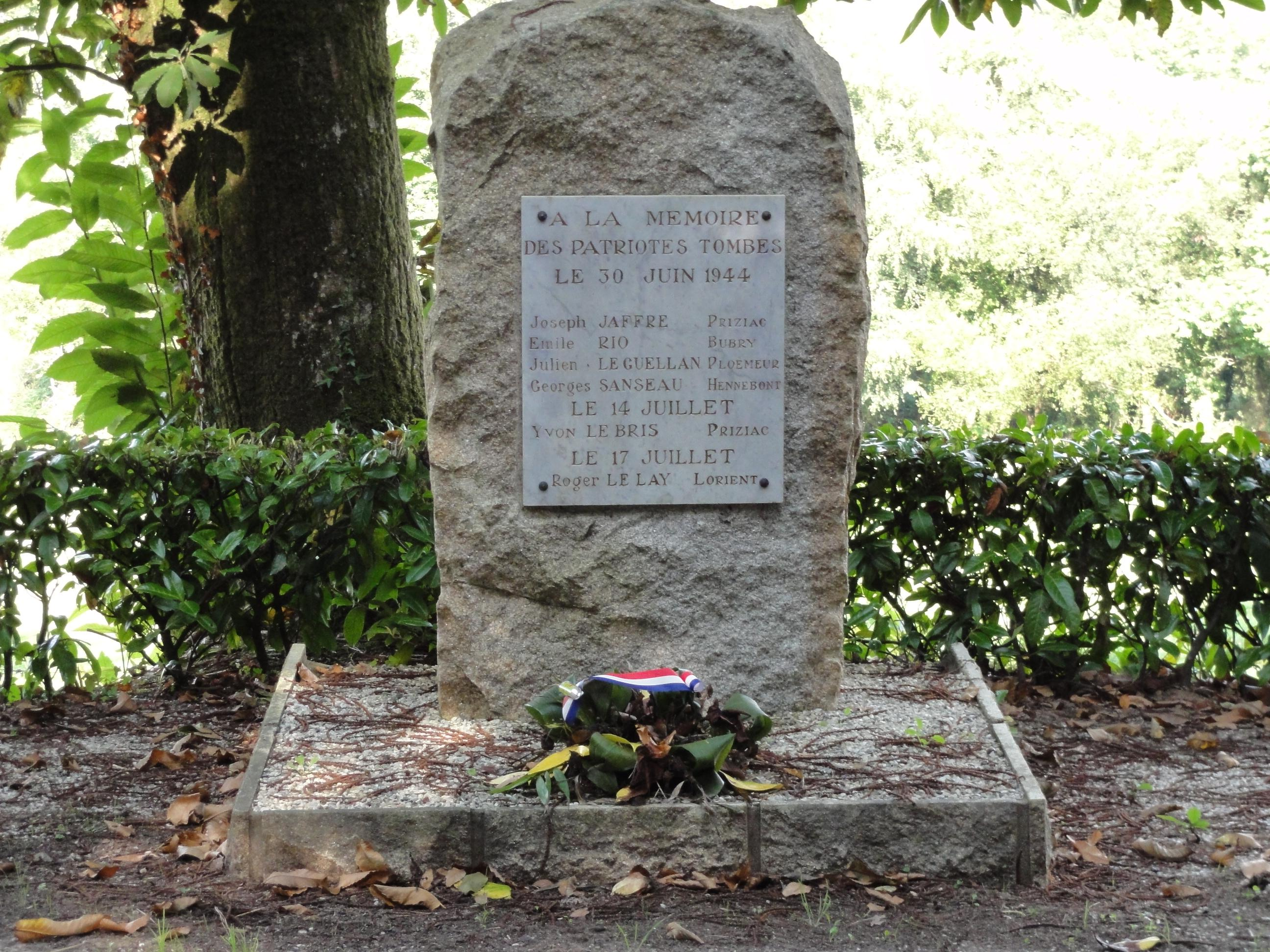
Stèle commémorative des résistants fusillés en 1944 à Botquenven.

Le monument aux morts de Priziac porte les noms de 27 personnes mortes pour la France pendant la Seconde Guerre mondiale. Six résistants ont été fusillés le 30 juin 1944 à Botquenven, où se trouve une stèle commémorative (Joseph Jaffré, de Priziac ; Émile Rio, de Bubry ; Julien Le Guellan, de Ploemeur ; Georges Sanséau, d'Hennebont le 30 juin 1944 ; Yvon Le Bris, de Priziac, le 14 juillet 1944 ; Roger Le Lay, de Lorient, le 17 juillet 1944. Sept autres résistants ont été fusillés à Carnal-Vihan où se trouve également une stèle commémorative (Jean Le Tréhour, de Guidel ; Pierre Daniel, de Gourin ; Marcel Croizer, de Plouray ; Louis Le Moaligou et Yves Yannès, tous deux de Scaër, ainsi qu'un inconnu le 21 juillet 1944 et Laurent Bigoin, de Persquen le 29 juillet 1944. Le journal communiste L'Espoir du Morbihan cite plusieurs résistants membres du parti communiste tués à Priziac : Robert Royant (engagé de l'Armée de l'Air, réfugié au Croisty, tué à Priziac), Jean Huiban (de Lorient, réfugié au Croisty, tué à Priziac), Joseph Persquen (de Kergouladen en Priziac, tué à Persquen).
Le journal alors collaborationiste L'Auto-vélo écrit : « Plusieurs bandits [en fait des résistants] ont pénétré dans le bureau de tabac de Priziac (Morbihan) et, après avoir coupé les lignes téléphoniques, se sont emparés d'une importante quantité de tabac.

#### L'après-Seconde-Guerre-mondiale
Quatre soldats (Jean Bernard, Albert Croizier, Jules Korec, Joseph Le Carff) originaires de Priziac sont morts pendant la guerre d'Indochine et un (Roger Le Barz) pendant la guerre d'Algérie.
Le 3 janvier 1990 le tribunal de grande instance de Lorient débouta le maire de Priziac qui avait introduit un référé visant à mettre un terme au stationnement dans la commune de familles de gitans (14 enfants tsiganes étaient alors scolarisés à Priziac)  en s'appuyant sur un arrêté municipal de 1985 limitant leur stationnement à deux jours. Un référendum local organisé par le maire avait donné un avis favorable aux décisions de celui-ci (65 % des électeurs inscrits).

### LeXXIesiècle

#### Les polémiques à propos d'élevages géants de porcs
La SCEA "Le Lichouët", créée en 2001, a grossi progressivement depuis sa création, passant de 2 000 porcs charcutiers initialement  à 4 000 en 2013 et plus de 10 000 en 2021 au fil des autorisations préfectorales et est devenue l'une des plus importantes exploitations agricoles de la région, mais aussi l'une des plus importantes productrices d'ammoniac, ce qui suscite des plaintes de la part d'associations environnementales. Un autre projet d'extension d'un élevage de porcs, celui de l'EARL Cosquérec à La Roche-Piriou, qui prévoit de passer de 5 803 à 8 341 d'équivalents animaux, qui a reçu un avis favorable du commissaire enquêteur le 25 janvier 2023 est également constesté par les associations environnementales.

## Langue
La langue en usage sur la commune avant le basculement linguistique survenu au siècle dernier était le bas vannetais pourlet, un sous-dialecte du breton vannetais.

## Politique et administration

### Tendances politiques et résultats

#### Élection présidentielle de 2017
En 2017, au deuxième tour des élections présidentielles, Emmanuel Macron (En marche !), élu, a obtenu 65,77 % des voix et Marine Le Pen (FN), 34,23 %. Le taux de participation, pour cette élection, s'est élevé à 77,33 % sur l'ensemble des 794 habitants de la commune inscrits.

#### Élection municipale de 2014
Le nombre d'habitants au recensement de 2011 étant compris entre 500 et 1 500, le nombre de membres du conseil municipal pour l'élection de 2014 est de 15.
Lors des élections municipales de 2014, les 15 conseillers municipaux ont été élus dès le premier tour ; le taux de participation était de 65,25 %.

### Liste des maires
| Période    | Période    | Identité                  | Étiquette | Qualité                                                                                      |
| ---------- | ---------- | ------------------------- | --------- | -------------------------------------------------------------------------------------------- |
|            | 1794       | Louis Le Roux             |           | Tué par les Chouans.                                                                         |
|            | 1805       | Julien Morgan             |           |                                                                                              |
| 1806       | 1816       | Joseph Sylvestre          |           |                                                                                              |
| 1816       | 1820       | Louis Le Fur.             |           | Laboureur.                                                                                   |
| 1821       | 1826       | Le Dilhuidy               |           |                                                                                              |
| 1826       | 1832       | Jean Le Bail              |           | Cultivateur.                                                                                 |
| 1832       | 1833       | François Le Solliec       |           | Laboureur.                                                                                   |
| 1835       | 1848       | Jean Carrer               |           |                                                                                              |
| 1849       | 1855       | Jean François Le Guilchet |           | Propriétaire Cultivateur à Carnal Urvoy.                                                     |
| 1856       | 1888       | Julien Hellegouarch       |           | Cultivateur.                                                                                 |
| 1888       | 1892       | Joseph Le Poulichet       |           | Cultivateur.                                                                                 |
| 1892       | après 1898 | Pierre Le Cohu            |           | Cultivateur. Conseiller d'arrondissement.                                                    |
|            |            |                           |           |                                                                                              |
| avant 1908 | après 1919 | Pierre Le Cohu            |           |                                                                                              |
|            |            |                           |           |                                                                                              |
| 1927       |            | Louis Le Bail             |           | Cultivateur.                                                                                 |
| 1971       | 2008       | Paul Lavolé.              |           | Chef d'entreprise.                                                                           |
| 2008       | En cours   | Dominique Le Niniven      | DVD       | Cadre de direction, retraité Conseiller départemental de Gourin. Réélu maire en 2014 et 2020 |

### Rattachements administratifs et électoraux

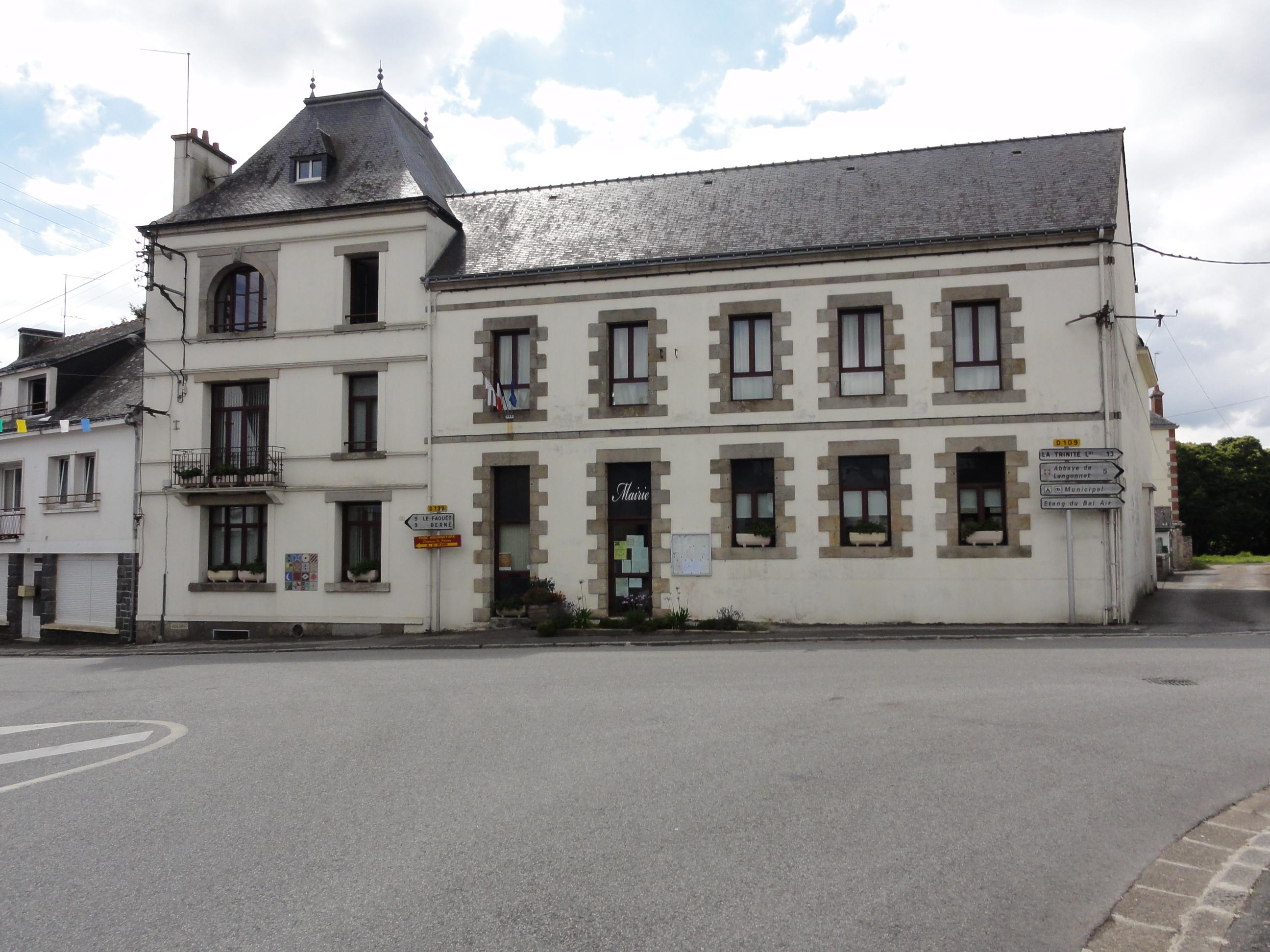
Bâtiment de la mairie de Priziac en Bretagne (France) sur la place de l'Église.

La commune était rattachée initialement au canton du Faouët. Dans le cadre du redécoupage cantonal de 2014 en France, ce canton fusionne avec celui de canton du Gourin dépendant de l'arrondissement de Pontivy. Ce dernier canton passe alors de 5 à 29 communes.
Pour les élections législatives, la commune fait partie de la 6e circonscription du Morbihan.
Jusqu'à la fin 2009, Priziac se trouvait dans la juridiction du tribunal d'instance de Lorient, maintenu dans le cadre de la réforme de la carte judiciaire mise en place le 1er janvier 2010. Priziac relève donc en 2017 : du conseil de prud'hommes, du tribunal d'instance, du tribunal de commerce, du tribunal de grande instance, du tribunal paritaire des baux ruraux et du tribunal pour enfants de Lorient ; du tribunal des affaires de sécurité sociale du Morbihan et de la cour d'assises du Morbihan à Vannes ; de la cour d'appel et du tribunal administratif de Rennes ; de la cour administrative d'appel de Nantes.

### Intercommunalité
La commune de Priziac est dans la communauté de communes de Roi Morvan Communauté depuis la création de cette dernière le 1er janvier 1999.
Morbihan Énergies (ex-Syndicat départemental d’Énergie du Morbihan jusqu'en 2008) assure le contrôle et la coordination de l'ensemble des concessionnaires opérant sur le Morbihan dans le domaine de la distribution d'électricité. Il réalise les travaux d’investissement et de maintenance sur des réseaux d’éclairage public. Il déploie et gère le réseau public de recharge de voitures électriques,,,,. Toutes les 253 communes du Morbihan adhèrent à Morbihan Énergies.
Priziac ne fait pas partie des communes du Morbihan desservies par le réseau GRDF pour la fourniture de Gaz de ville parce que la densité de population n'est pas suffisante (nécessite plus de 1 000 personnes dans le bourg),,. Il est prévu que GRTgaz fasse passer le gazoduc "Bretagne Sud" entre Pleyben (29) et Plumergat (56) dans la commune selon un axe ouest (Faouet) vers le sud à la limite entre Berné et Meslan. Le début de la construction de ce gazoduc de 98 km est prévu en 2021.
Le Syndicat intercommunal SITTOM-MI (Syndicat Intercommunal pour le Transfert et le Traitement des Ordures Ménagères du Morbihan Interieur), regroupant plusieurs communautés de communes du Morbihan, a pour vocation de favoriser et fédérer les actions en matière de réduction et de valorisation des déchets ménagers. La communauté de communes de Roi Morvan Communauté en est adhérente à titre collectif au nom des vingt-une communes qu'elle regroupe.

### Politique environnementale

#### Eau potable et assainissement

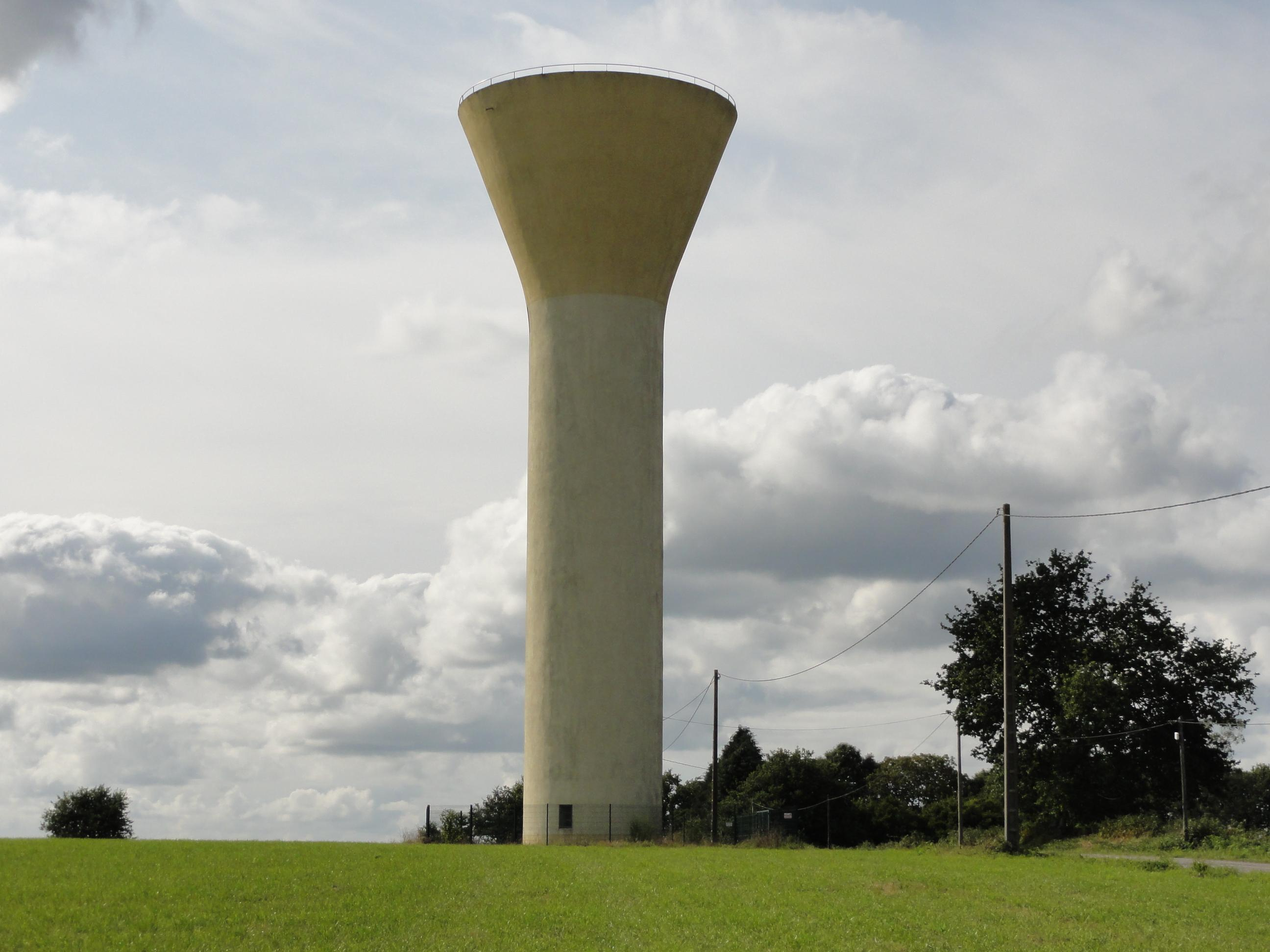
un des châteaux d'eau de Priziac

Jusqu'en décembre 2019, le service d'eau potable n'était pas affermé auprès du Groupe Saur comme dans certaines communes mais la SAUR gérait par contre la facturation et les services techniques municipaux assurent l'entretien du réseau d'eau potable sur la commune. Depuis le 1er janvier 2020, la société STGS exploite le service de distribution d’eau potable de la commune. Le prix de la redevance d'assainissement de l'eau potable consommé est déterminé par la commune,. Priziac est fournie par la station d’eau de Barrégant qui fait l'objet d'une grosse rénovation jusqu'en septembre 2017 pour améliorer de manière significative la qualité de l’eau des usagers. Cette usine sera la première au niveau mondial à appliquer un traitement spécifique à l'eau. Pour cela, la technique dite de Filtraflocarb, à base de charbons actifs en poudre sera utilisée. Cette technique a été développée par la société OTV MSE. Elle permet de capturer les micros polluants, les résidus de médicaments ou encore les perturbateurs endocriniens. Les charbons usagés peuvent être recyclés pour être régénérés avant de revenir dans l'installation,,.
À Priziac, l'épuration des eaux de l'Assainissement collectif est réalisé par une station d'épuration par lagunage (du Moulin de la lande) d'une capacité totale de 500 EH (Équivalent-habitant); les eaux épurées sont dirigées vers le ruisseau de sortie de l'etang puis le ruisseau croez er maout,.
Le Service public d'assainissement non collectif (SPANC) de Roi Morvan Communauté assure le contrôle des équipements d'assainissement individuel pour les foyers non reliés au réseau collectif,,.
En mars 2019, le conseil municipal a voté le transfert des compétences "eau potable" et "assainissement collectif", actuellement à la charge de la commune, à la communauté de communes Roi Morvan Communauté pour 2026.

#### Déchets ménagers
Le conseil général du Morbihan a pris la compétence de l’élaboration du plan départemental d’élimination des déchets ménagers et assimilés (PDEDMA). Par contre, la communauté de communes Roi Morvan Communauté assure la collecte en porte-à-porte des déchets ménagers recyclables ou non, ainsi que leur traitement,. Pour la collecte sélective concernant les récipients en verre (à mettre dans le conteneur de couleur verte avec panneau de couleur verte), des papiers (magazines, journaux, revues, papier de bureau) (à mettre dans le conteneur de couleur verte avec panneau de couleur bleu) et les emballages (bouteilles d'eau en plastique, cartons plats d'emballage alimentaire, briques alimentaires, récipients en métal) (à mettre dans les sacs jaunes dans le grand bac grillagé). Ces 3 types de conteneurs se trouvent à l'entrée de Priziac sur la route Faouet-Priziac, sur le parking à côté du camping du Lac de Priziac. Un conteneur de vêtements à jeter se trouve sur le parking en sortie de Priziac sur la route de l'Abbaye de Langonnet. Les autres déchets sont déposés par les habitants à la déchèterie de la zone d'activités du Pont Min au Faouët,. Ces emplacements de conteneurs de recyclage et la déchèterie sont indiqués sur la carte OpenStreetmap.

### Finances locales
Pour l'exercice 2018, le compte administratif du budget municipal de Priziac s'établit à 929 000 euros (609+320) en dépenses et 1 021 000 euros (821+200) en recettes :
- les dépenses se répartissent en 609 000 euros de charges de fonctionnement et 320 000 euros d'emplois d'investissement ;
- les recettes proviennent des 821 000 euros de produits de fonctionnement et de 200 000 euros de ressources d'investissement.

En 2020, la capacité de désendettement de la commune est de 2,88 années, c'est-à-dire qu’en utilisant toute son épargne brute, il faudrait moins de trois ans à la commune pour se désendetter totalement.
En 2017, la taxe d'habitation votée par le conseil municipal s'élève à 11,63 % de la valeur locative, rapportant environ 90 000 euros à la commune, soit en moyenne 92 euros par habitant (avec 981 habitants) et de 16,80 % sur la Taxe foncière sur le foncier bâti. En 2017, la dette de la commune s'établit à 740 000 euros, en baisse de 82 000 euros entre 2017 et 2016 et de 85 000 euros entre 2016 et 2015, soit 754 euros par habitant (avec 981 habitants). L'annuité d'emprunt en 2015 de 123 000 euros soit 123 euros par habitant (avec 995 habitants). Cette dette était en hausse sur ces dernières années et plus précisément depuis 2011 jusqu'à 2015 à la suite d'investissements dans de nouvelles infrastructures publiques (nouveau bâtiment qui regroupe une cantine scolaire à la suite des nouvelles normes, une garderie scolaire pour les enfants des parents qui travaillent et une salle polyvalente; un nouveau terrain multisports pour les loisirs des Priziacois et l'attractivité du tourisme au lac de Priziac). En 2011, la dette de la commune était à 503 000 euros, soit en moyenne 492 euros par habitant (avec 1 021 habitants).
Le tableau ci-dessous présente l'évolution de la capacité d'autofinancement, un des indicateurs des finances locales de Priziac, sur une période de onze ans (NOTE : Les chiffres fournis ci-dessous par les services de l'état se basent sur une population légale supérieure d'un peu plus de 1 200 habitants à cause de la population de Priziac qui évolue autour de 1 000 habitants depuis 1999 plus la population des élèves permanents (internes) aux établissements scolaires Saint-Michel) :   
|                      | 2005 | 2006 | 2007 | 2008 | 2009 | 2010 | 2011 | 2012 | 2013 | 2014 | 2015 | 2016 | 2017 | 2018 |
| -------------------- | ---- | ---- | ---- | ---- | ---- | ---- | ---- | ---- | ---- | ---- | ---- | ---- | ---- | ---- |
| Priziac              | 155  | 162  | 138  | 159  | 123  | 161  | 140  | 158  | 139  | 119  | 92   | 103  | 113  | 183  |
| Moyenne de la strate | 142  | 151  | 152  | 151  | 147  | 150  | 168  | 168  | 156  | 149  | 149  | 147  | 153  | 156  |

| ■ CAF de Priziac ■ CAF moyenne de la strate Ordonnées du graphique : valeurs de la CAF exprimées en €/habitant. |

Au cours des dix dernières années, la capacité d'autofinancement de la commune, a toujours évolué autour de la moyenne de la strate des communes de taille comparable ; depuis l'exercice 2012, elle avait eu tendance à se dégrader avant de se redresser à partir de 2015.

### Jumelages
D’après la base de données des jumelages gérée par le ministère des affaires étrangères et européennes, la commune de Priziac n'est jumelée avec aucun village ou ville étranger.

## Population et société

### Démographie
Les habitants de Priziac sont dénommés Priziacois.

#### Évolution démographique
L'évolution du nombre d'habitants est connue à travers les recensements de la population effectués dans la commune depuis 1793. Pour les communes de moins de 10 000 habitants, une enquête de recensement portant sur toute la population est réalisée tous les cinq ans, les populations de référence des années intermédiaires étant quant à elles estimées par interpolation ou extrapolation. Pour la commune, le premier recensement exhaustif entrant dans le cadre du nouveau dispositif a été réalisé en 2007.

En 2022, la commune comptait 1 024 habitants, en évolution de +4,38 % par rapport à 2016 (Morbihan : +3,82 %, France hors Mayotte : +2,11 %).
| 1793  | 1800  | 1806  | 1821  | 1831  | 1836  | 1841  | 1846  | 1851  |
| ----- | ----- | ----- | ----- | ----- | ----- | ----- | ----- | ----- |
| 2 079 | 2 071 | 1 830 | 2 089 | 2 021 | 2 062 | 2 068 | 2 252 | 2 257 |

| 1856  | 1861  | 1866  | 1872  | 1876  | 1881  | 1886  | 1891  | 1896  |
| ----- | ----- | ----- | ----- | ----- | ----- | ----- | ----- | ----- |
| 2 206 | 2 214 | 2 213 | 2 415 | 2 636 | 2 425 | 2 255 | 2 519 | 2 532 |

| 1901  | 1906  | 1911  | 1921  | 1926  | 1931  | 1936  | 1946  | 1954  |
| ----- | ----- | ----- | ----- | ----- | ----- | ----- | ----- | ----- |
| 2 578 | 2 830 | 3 007 | 2 995 | 2 957 | 2 872 | 2 853 | 2 722 | 2 389 |

| 1962  | 1968  | 1975  | 1982  | 1990  | 1999 | 2006  | 2007  | 2012  |
| ----- | ----- | ----- | ----- | ----- | ---- | ----- | ----- | ----- |
| 1 862 | 1 640 | 1 367 | 1 210 | 1 074 | 986  | 1 025 | 1 026 | 1 003 |

| 2017 | 2022  | - | - | - | - | - | - | - |
| ---- | ----- | - | - | - | - | - | - | - |
| 976  | 1 024 | - | - | - | - | - | - | - |

|                                           | 1968 - 1975 | 1975 - 1982 | 1982 - 1990 | 1990 - 1999 | 1999 - 2009 | 2009 - 2014 |
| ----------------------------------------- | ----------- | ----------- | ----------- | ----------- | ----------- | ----------- |
| Taux de variation annuel de la population | - 2,6 %     | - 1,7 %     | - 1,5 %     | - 0,9 %     | + 0,6 %     | - 1,0 %     |
| Solde naturel                             | - 0,3 %     | - 0,8 %     | - 0,6 %     | - 0,4 %     | - 0,3 %     | - 0,2 %     |
| Solde migratoire                          | - 2,3 %     | - 0,9 %     | - 0,8 %     | - 0,5 %     | + 0,9 %     | - 0,8 %     |

La commune de Priziac a vu sa population divisée par trois en l'espace d'un siècle illustrant de la sorte parfaitement le phénomène de désertification des campagnes.

#### Pyramide des âges
La population de la commune est relativement âgée.
En 2018, le taux de personnes d'un âge inférieur à 30 ans s'élève à 28,2 %, soit en dessous de la moyenne départementale (31,2 %). À l'inverse, le taux de personnes d'âge supérieur à 60 ans est de 35,0 % la même année, alors qu'il est de 31,3 % au niveau départemental.
En 2018, la commune comptait 487 hommes pour 484 femmes, soit un taux de 50,15 % d'hommes, légèrement supérieur au taux départemental (48,49 %).
Les pyramides des âges de la commune et du département s'établissent comme suit.
| Hommes | Classe d’âge | Femmes |
| ------ | ------------ | ------ |
| 0,6    | 90 ou +      | 1,7    |
| 10,3   | 75-89 ans    | 15,4   |
| 22,8   | 60-74 ans    | 19,5   |
| 21,3   | 45-59 ans    | 22,2   |
| 15,7   | 30-44 ans    | 14,3   |
| 17,7   | 15-29 ans    | 10,6   |
| 11,7   | 0-14 ans     | 16,3   |

| Hommes | Classe d’âge | Femmes |
| ------ | ------------ | ------ |
| 0,8    | 90 ou +      | 2,2    |
| 8,5    | 75-89 ans    | 11,6   |
| 20,5   | 60-74 ans    | 21,6   |
| 20,6   | 45-59 ans    | 20     |
| 17     | 30-44 ans    | 16,3   |
| 15,5   | 15-29 ans    | 13     |
| 17,1   | 0-14 ans     | 15,2   |

### Enseignement
Pour l'enseignement primaire, la commune possède 2 écoles dans le bourg :
- une école primaire privée catholique sous contrat, l'école Saint Bého[171].
- une école primaire publique, l'école Le Bel Air[172].

Un service de ramassage scolaire en car est organisé sur la commune.
La carte scolaire pour la rentrée 2017 prévoit la scolarisation des élèves du second degré de Priziac dans un collège du Faouët.
Il y a un collège privé catholique et un collège public au Faouët. Pour plus d'informations voir : Collèges de Roi Morvan Communauté.
De plus la commune de Priziac possède un collège privé et un lycée professionnel privé aux établissements scolaires Saint-Michel qui font partie de la fondation des Apprentis d'Auteuil. Ces établissements scolaires scolarisant 320 jeunes se trouvent au nord de la commune. Pour plus d'informations voir : Liste des lycées de Roi Morvan Communauté
Voir aussi Enseignement à Roi Morvan Communauté

### Santé
La commune compte un médecin, et plusieurs infirmier(e)s.

Pour les dentistes, des cabinets dentaires se trouvent dans les communes limitrophes de Priziac à Meslan (10 km), Le Faouët (7 km), Le Croisty (4 km) 

Dans le passé, afin de faire une radio(graphie), il était nécessaire de se déplacer dans un cabinet de radiologie médicale ou un hôpital sur la cote à Quimperlé (31 kilomètres), Lanester (36 kilomètres), Lorient (39 kilomètres), voire Hennebont. À la maison de santé de Ploërdut (10 km), il existe désormais un cabinet qui fait de la radiologie conventionnelle (pas d'IRM et de scanner)  par télétransmission (pour de la télémédecine) du réseau Medeor. Ce cabinet s'est mis en place à la suite des travaux débutés au cours de l'été 2017,,. 

En plus de la maison de santé de Ploërdut (créé en 2012),,, il était prévu qu'une autre maison de santé ouvre courant 2017 au Faouët (7 km), mais le début des travaux est repoussé à 2018 dans la rue Saint Fiacre,.
À l'automne 2019, il était prévu de terminer en mars 2020 les travaux de la maison de santé du Faouët qui accueillera une quinzaine de professionnels de santé hors médecin-intérimaire ou consultant-spécialiste assurant une permanence,.
Pour les analyses de sang, les 2 laboratoires d'analyses et de biologie médicale les plus proches sont à Gourin (23 km) et Plouay (19 km). À la maison de santé de Ploerdut, le matin hors vacances scolaires, il est possible de faire une prise de sang pour analyse dans le laboratoire de votre choix.
 
L'hôpital public, de type "Hôpital local", le plus proche est au Faouët (7 kilomètres) mais pour tout ce qui concerne la chirurgie, il faut aller dans un hôpital ou clinique sur Lorient ou Ploemeur,,. où se trouvent des établissements de bon niveau.
Voir aussi Santé à Roi Morvan Communauté

### Cultes
Pour l'exercice du culte catholique, le territoire de la commune dépend de la paroisse de Priziac au sein du doyenné du Faouët, lui-même partie du Diocèse de Vannes mais, en 2017, l'Église Saint-Beheau de Priziac n'accueille pas d'offices religieux réguliers. Des messes occasionnelles sont toutefois célébrées, ainsi que les baptêmes, les mariages ou les enterrements.

### Activités sportives et culturelles

#### Équipements collectifs

##### Scolaires et autres

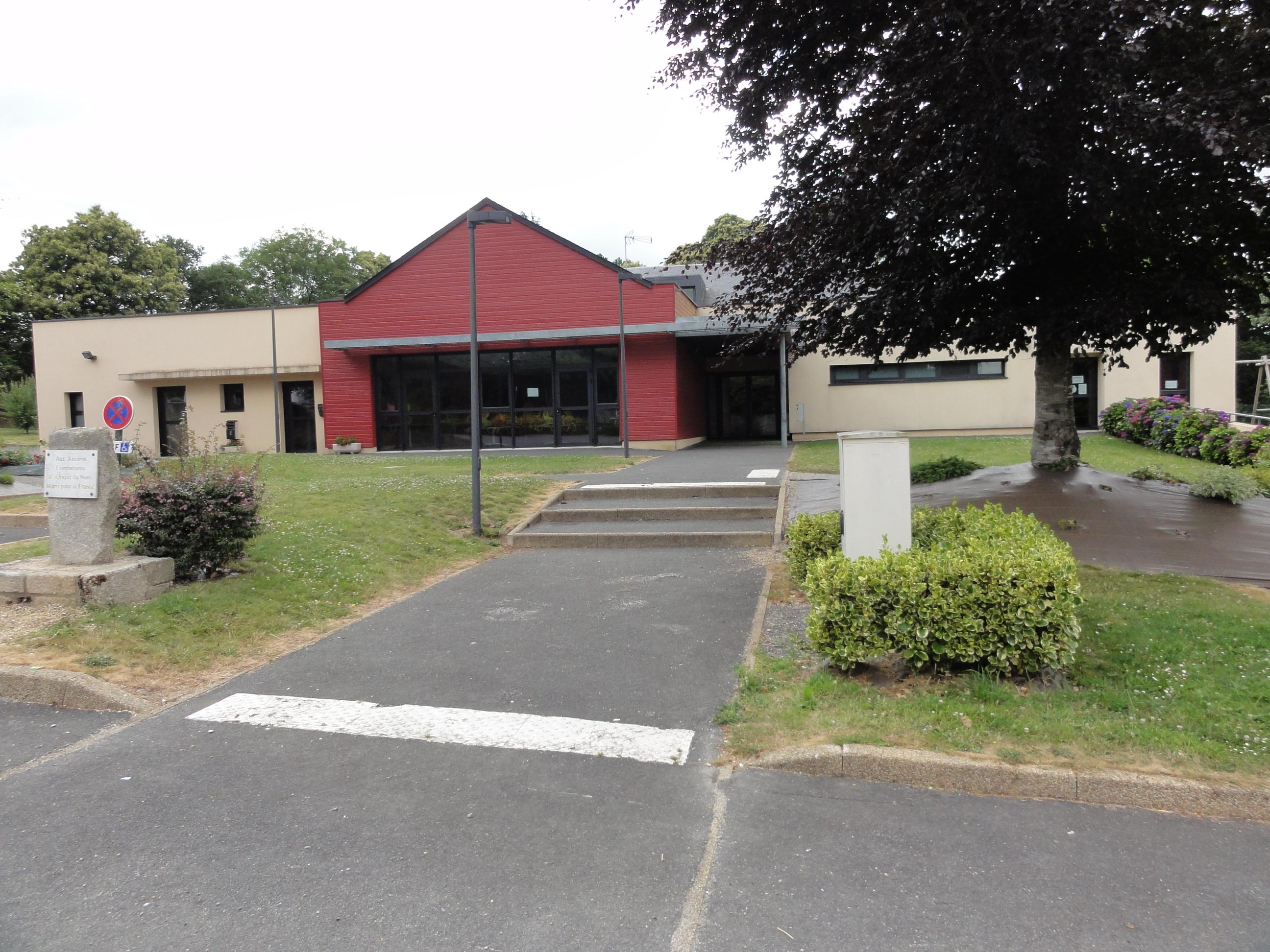
Bâtiment communal de Priziac regroupant : une salle multifonctions (salle des fêtes ou polyvalente), une cantine scolaire et une garderie scolaire

À la fin du 1er semestre 2012, un nouveau bâtiment a été mis en service. Il regroupe une salle multifonctionnelle ((salle des fêtes ou polyvalente)) pour 250 personnes assises, une cantine scolaire pour 90 personnes pour la restauration au déjeuner des élèves des 2 écoles primaires de la commune et une garderie scolaire. La nouvelle cantine scolaire était nécessaire à la suite des nouvelles normes qui n'autorisaient plus l'utilisation des anciennes cantines dans les 2 écoles,.

##### Culturels
La commune dispose d'une Bibliothèque publique tenue par des bénévoles qui possède plusieurs milliers de livres. Cette bibliothèque se trouve au 1er étage du bâtiment de la Mairie et l'entrée se fait sur le côté droit de ce bâtiment par le chemin pour aller à l'école publique. La bibliothèque est ouverte le mercredi et samedi de 14h00 à 16h00.

Dans la bibliothèque publique, en accès libre, il y a un Espace public numérique (Point Cyber) avec deux micro-ordinateurs équipés pour la Bureautique (Suite bureautique et Navigateur web) et possédant un accès à Internet. Il y a une imprimante aussi pour des impressions ponctuelles. Il n'y a pas d'animateurs pour vous former ou vous aider sur ces outils informatiques (logiciels). Pour cela, il faut aller à la médiathèque du Faouet le mardi ou samedi après-midi ou à la bibliothèque du Croisty en fin de mercredi après-midi,.
La commune ne dispose plus de cinéma depuis longtemps. Le cinéma le plus proche est le cinéma Ellé au Faouët (à 7 km)
Un écomusée de la mémoire paysanne sur la vie des agriculteurs dans les années 1960 s'est ouvert en juillet 2019. Il est ouvert le dimanche pendant l'été,.

##### Sportifs
Le terrain communal de football se trouve au bord du lac à côté du terrain communal de Tennis et d'un grand parking. Ils sont en accès libre et sont situés à environ 600 mètres du centre du Bourg et du camping du lac sur la route de l'Abbaye de Langonnet.
En mai 2017, le terrain communal multisports en accès libre a été mis en service. Il permet de pratiquer le football, le handball et le basket-ball. Si un filet est installé dans l'équipement multisports, on peut aussi pratiquer le tennis ou le tennis-ballon. Juste à côté de cet équipement multisports, il y a une table de marque Cornilleau pour pratiquer le tennis de table (ping-pong). Ces 2 équipements sportifs se trouvent derrière la récente salle multifonctions communale et à côté du camping du lac. Le terrain multisports est un modèle Stadium fabriqué par la société française Synchronicity à Guidel dans le Morbihan,.
À côté du lac, du camping et des tables de pique-nique, il y a un filet de volley-ball installé sur un terrain public en herbe.
La commune a aussi la base nautique du Pays du Roi Morvan qui se trouve juste à côté du lac du Bel air de 50 ha et du camping. Cette base permet de pratiquer le Nautisme (Catamaran, Dériveur, Planche à voile, Canoë-kayak, Stand up paddle, Barque et Pédalo),,,.
De plus cette base accueille une école nautique labellisé École Française de Voil qui permet d'apprendre la navigation de plaisance à la voile.
La commune de Priziac a 3 circuits de Randonnée (à pied, à vélo ou en vélo tout terrain (VTT)) parmi l'un des plusieurs dizaines de circuits du territoire de Roi Morvan Communauté.
Partant du camping et faisant une partie du tour du lac, il y a un Parcours de santé d'une dizaine d'équipements sur lequel a été installé de nouveaux agrès pendant l'été 2018. Ces derniers sont destinés à effectuer des exercices d’assouplissement musculaire pour les promeneurs et les sportifs.
Priziac possède une association sportive de Football, de plusieurs dizaines de joueurs, qui dispute des matchs régulièrement et fêtera ses 70 ans le 1er juillet 2017,

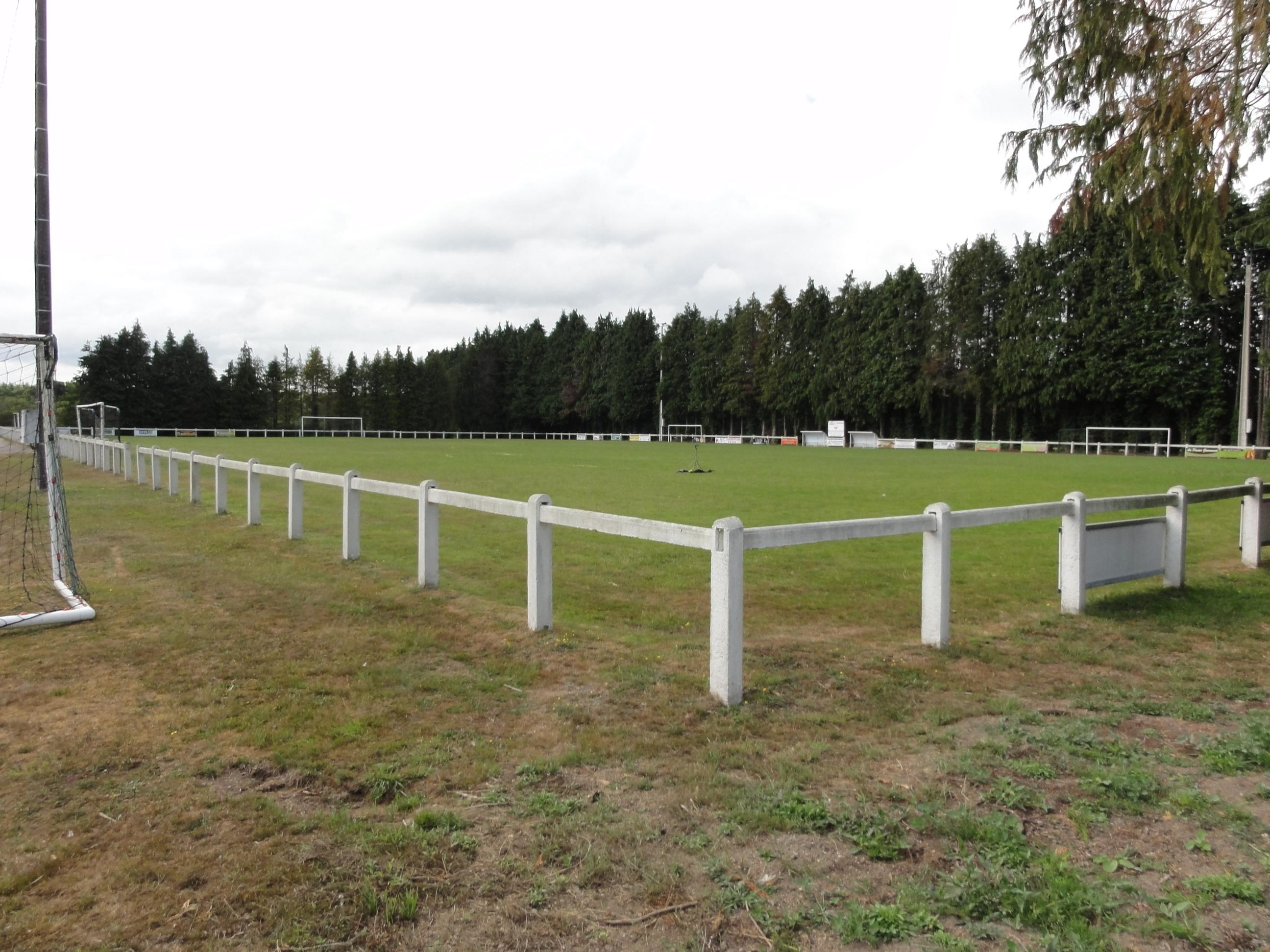
Terrain de football communal et public de Priziac.
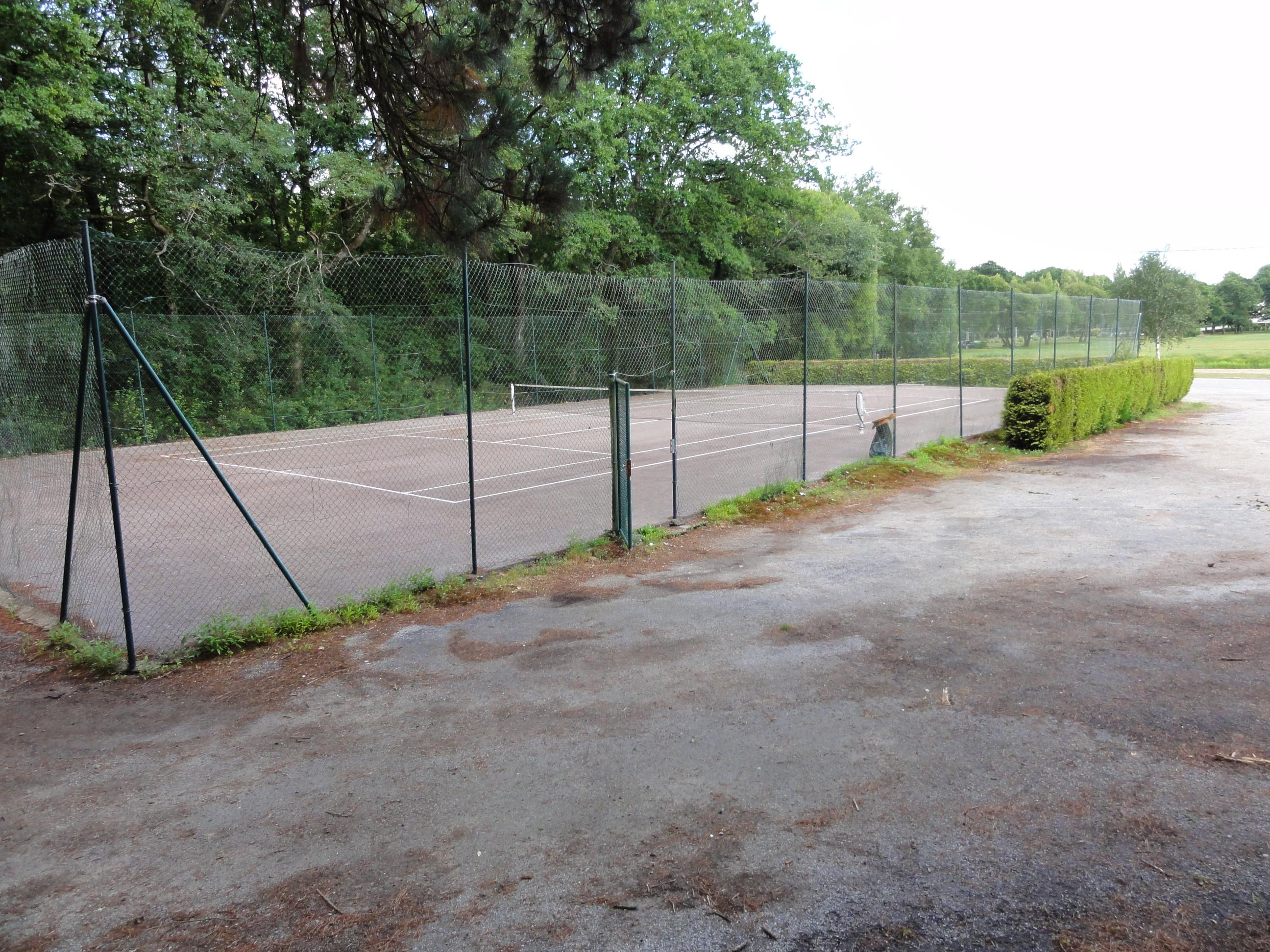
Terrain de tennis communal et public de Priziac.
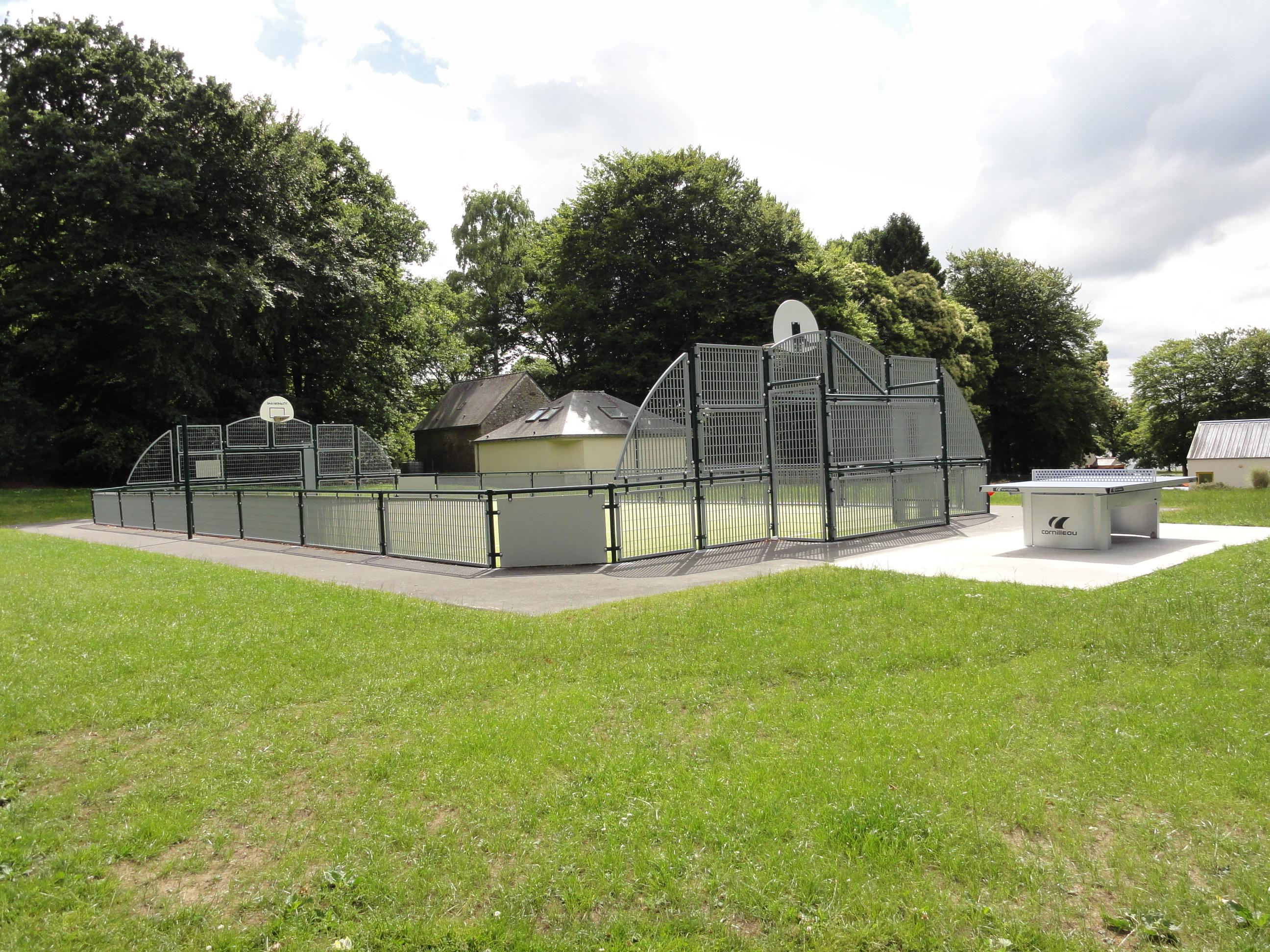
Terrain communal multisports public (football, handball et basket-ball) et table de tennis de table de Priziac.
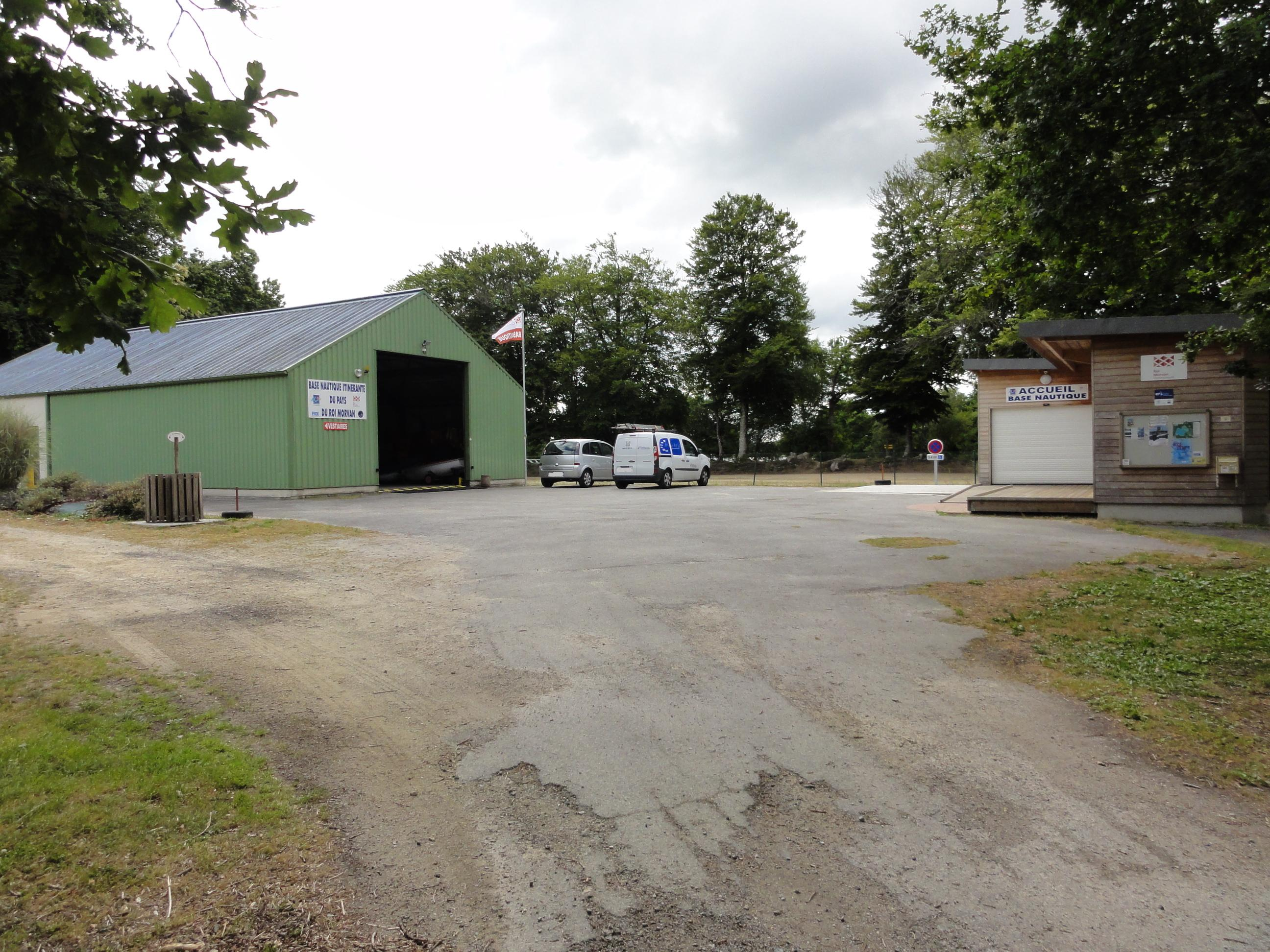
Base nautique avec école de voile du Pays du Roi Morvan au Lac du Bel Air de Priziac.
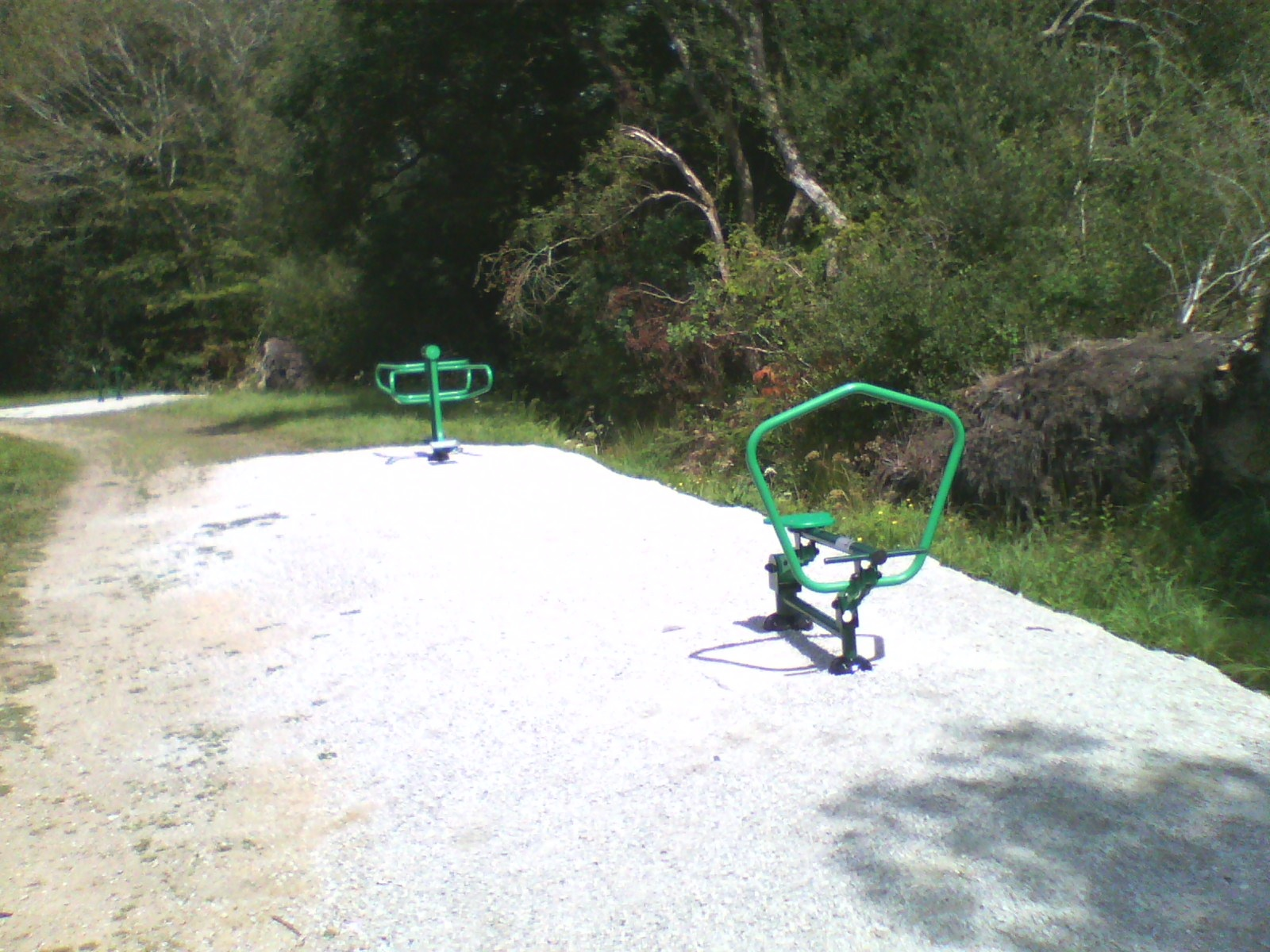
Parcours sportif ou de santé (communal et public) au Lac du Bel Air de Priziac
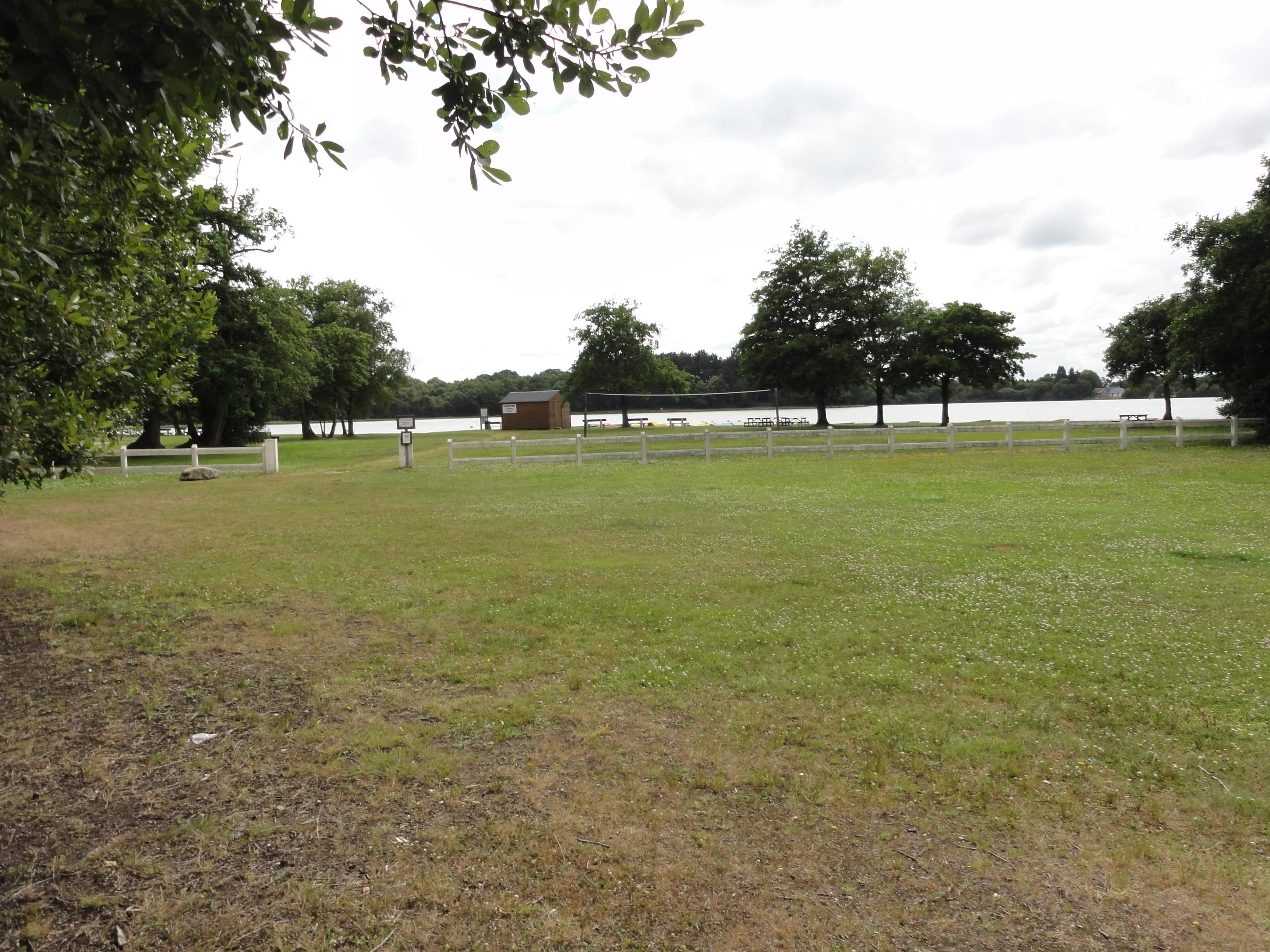
Cabane devant les jetées des pédalos et terrain de volleyball au lac du Bel Air de Priziac.
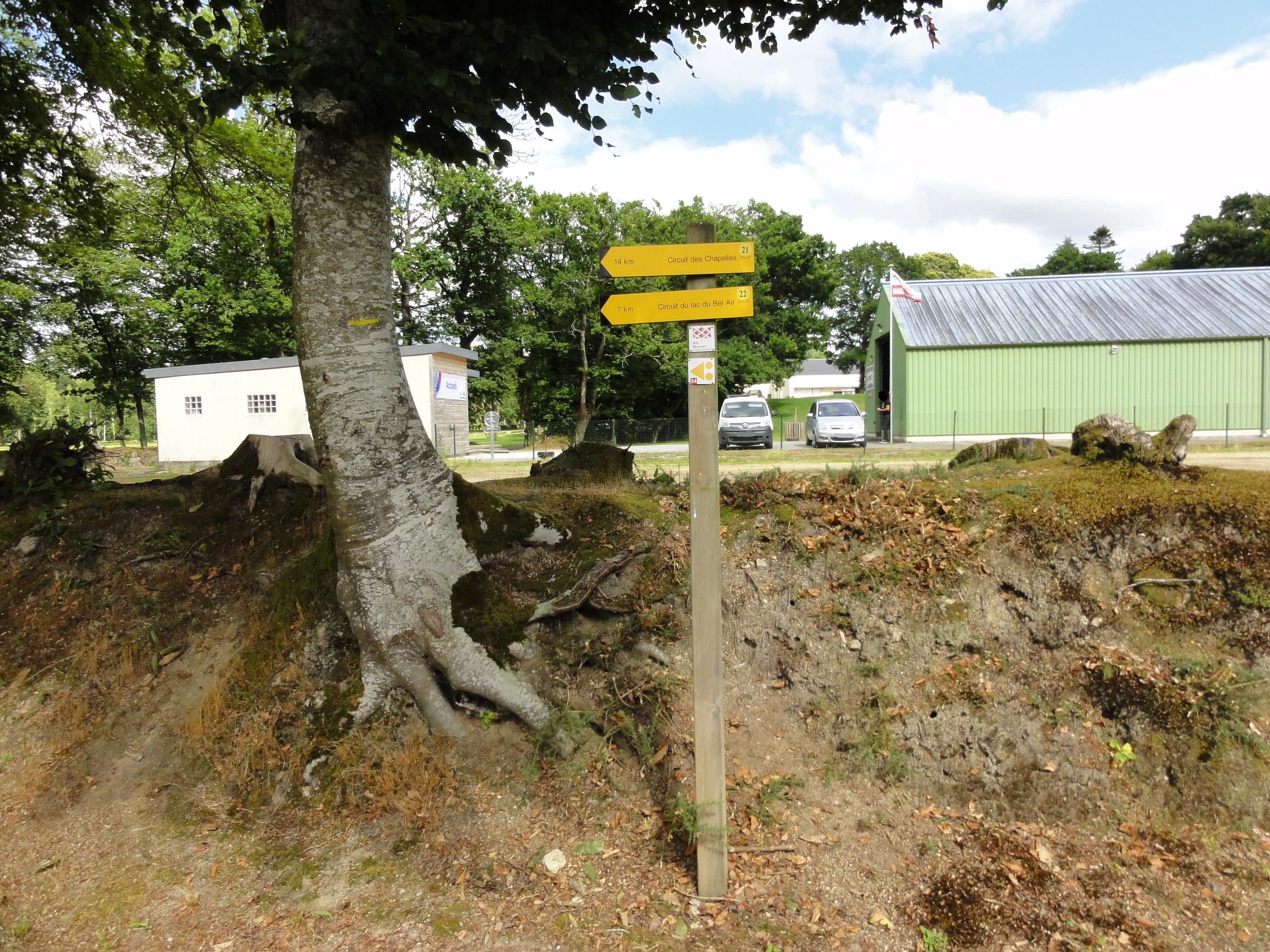
Panneau des randonnées devant la base nautique du Pays du Roi Morvan au lac du Bel Air de Priziac
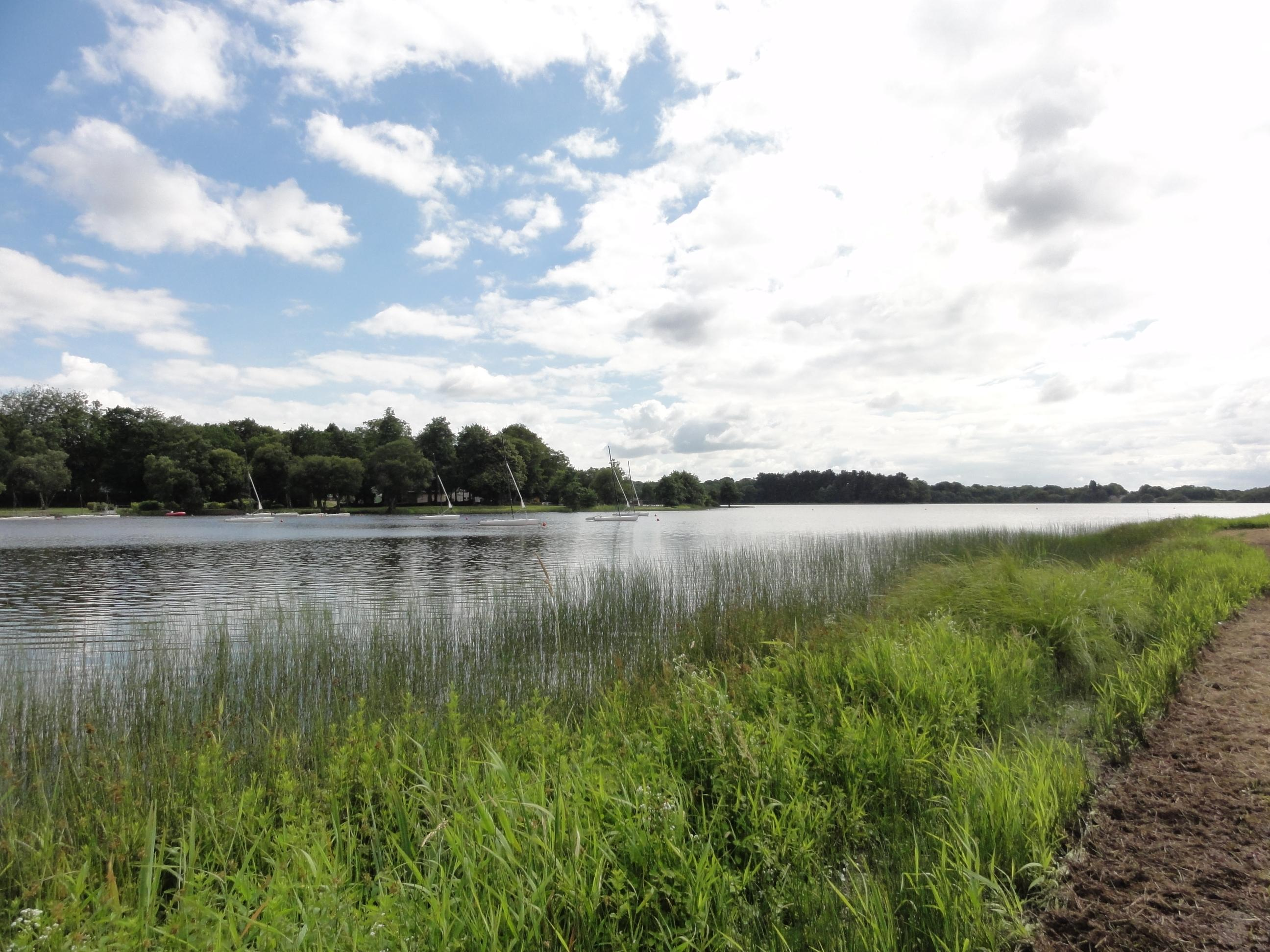
Voiliers au mouillage au lac du Bel Air de Priziac

##### Autres loisirs
Pour ceux qui pratiquent le Géocaching (c'est-à-dire une sorte de course d’orientation guidée par GPS et randonnée, ou chasse au trésor de caches par navigateur GPS), il y a plusieurs géocaches à Priziac dont certaines autour du lac de Priziac.Ces caches ont été créées et sont entrenues par les membres de l'association c2ic et plus particulièrement ceux pratiquant l'activité de Geocaching. Des rassemblements de Géocacheurs par équipes ont lieu parfois autour du lac.
L'Astronomie amateur peut être pratiqué (à l'œil nu, des jumelles ou un télescope) dans de bonnes conditions sur la commune grâce à la Qualité du ciel nocturne (Priziac).

À côté du parking du camping et du lac, il y a 2 Boulodromes, l'un est dédié aux jeux de boules de type Pétanque et l'autre pour le type Boule bretonne.
Voir aussi Culture et loisirs à Roi Morvan Communauté

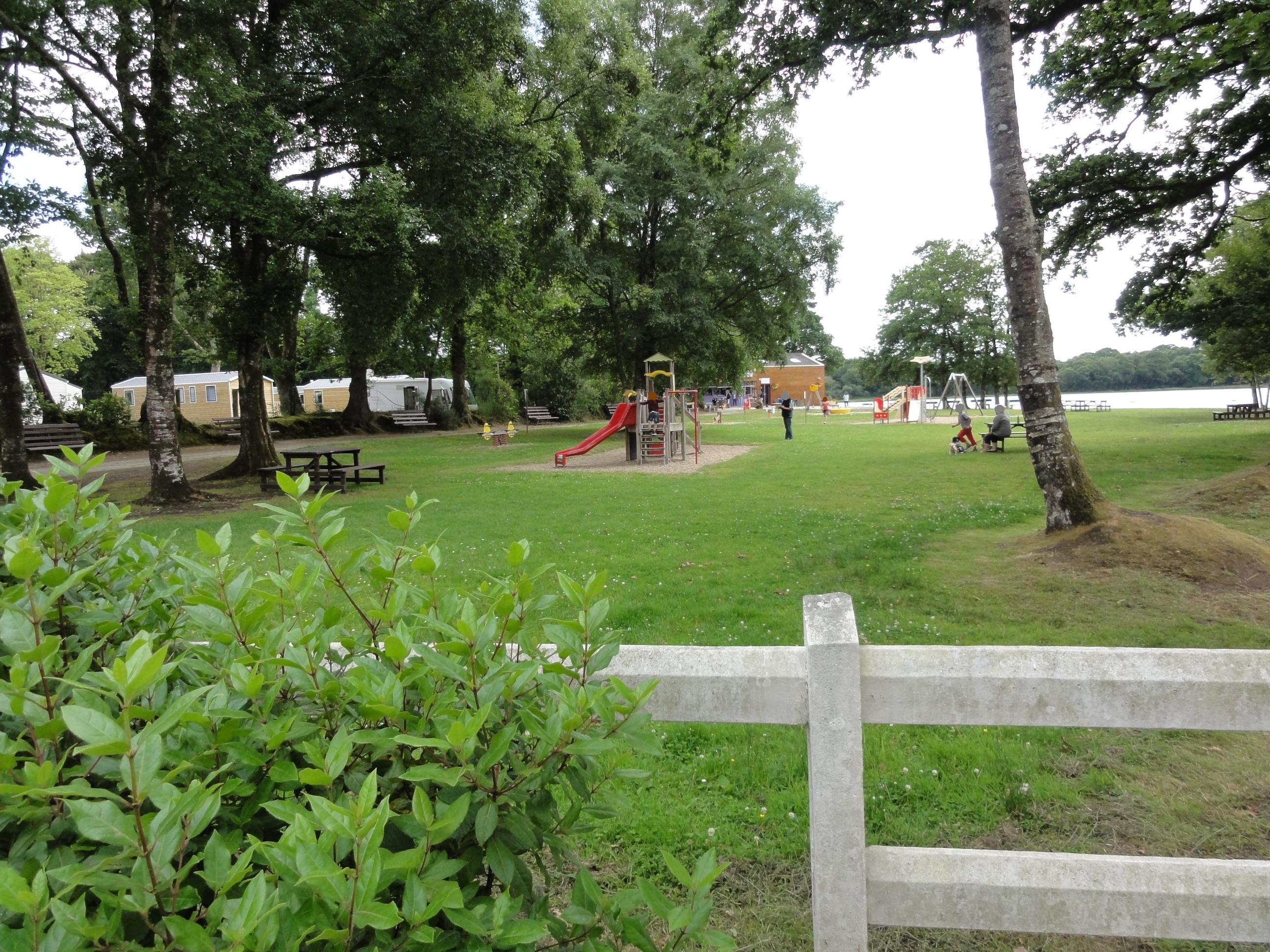
Aire de jeux et tables de pique-nique (communal et public) au lac du Bel Air de Priziac
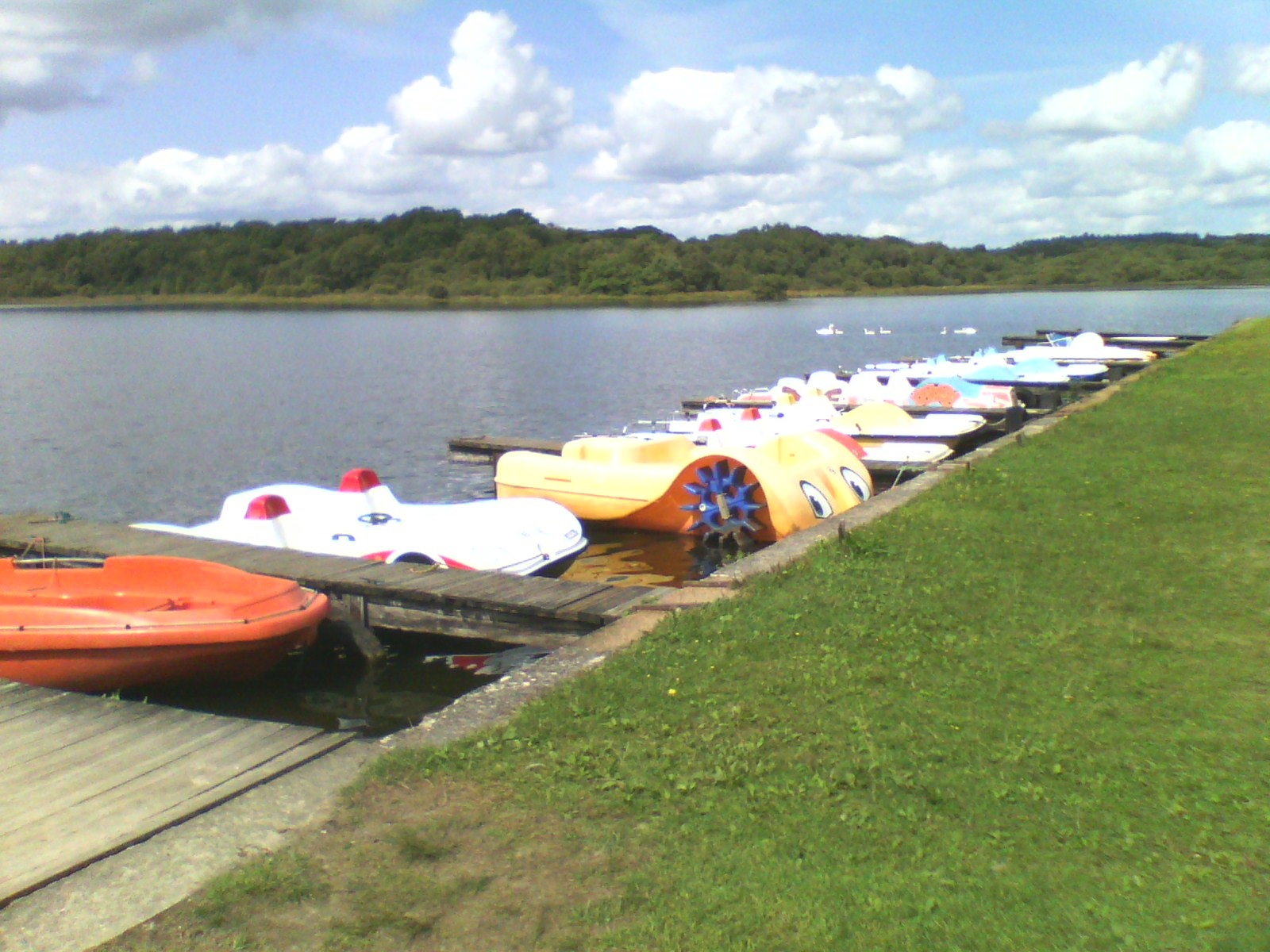
Quais des pedalos et des barques au Lac du Bel Air de Priziac
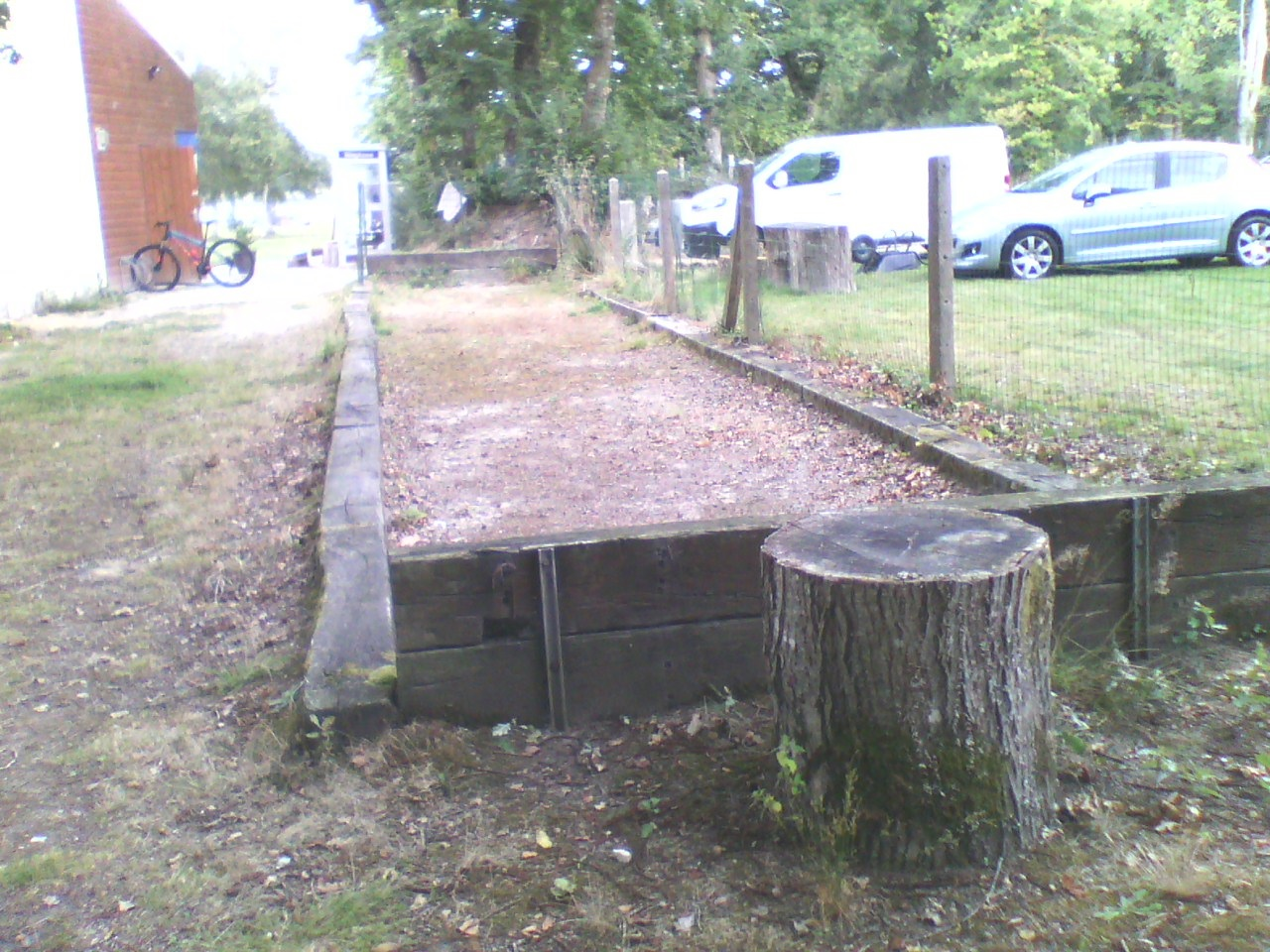
Boulodrome communal et public pour jeux de boules de type Boule bretonne au Lac du Bel Air de Priziac
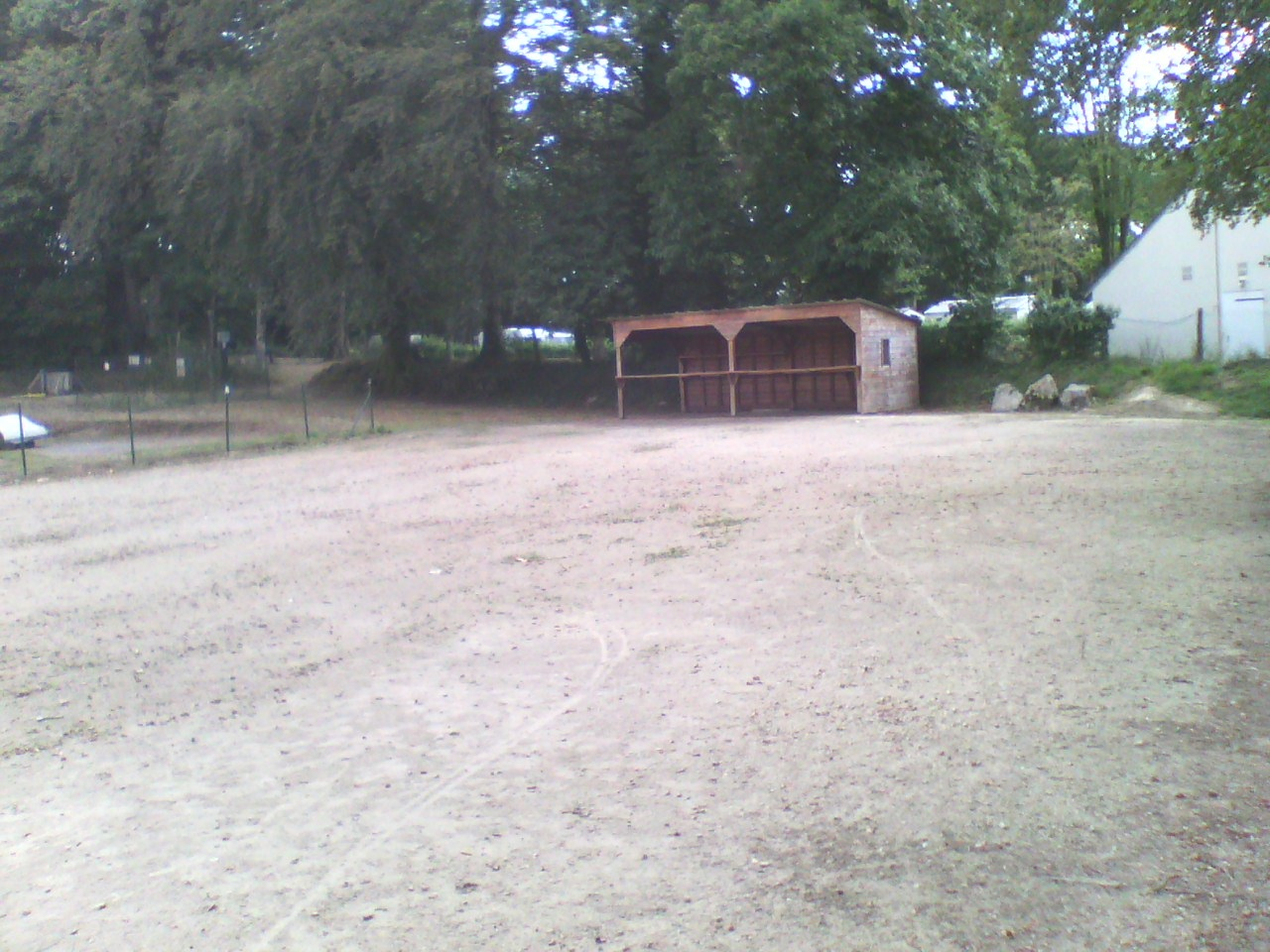
Boulodrome communal et public pour jeux de boules de type Pétanque au Lac du Bel Air de Priziac

#### Festivals, spectacles et manifestations
Un triathlon de type L Half Ironman (comportant 1,9 km de natation avec sortie à l'australienne, 92 km à vélo traversant de plusieurs communes vallonnées du Pays du roi Morvan et 20 km de course à pied) en deux tours autour du lac de Priziac) a eu lieu depuis 2013 à Priziac à l'initiative du triathlète professionnel Xavier Le Floch et dont la dernière édition a eu lieu en 2015. Cette épreuve de triathlon existait depuis au moins le début des années 2000. À l'édition 2014, il y avait 300 athlètes. L'édition 2016, prévue fin mai 2016, a été annulée faute de participants suffisants par les organisateurs.

Tous les ans vers mai-juin, il y a un rassemblement de plus de cent passionnés de maquettes navales de type bateau offshore sur le lac de Priziac.

### Médias
Les quotidiens régionaux Ouest-France et Le Télégramme de Brest consacrent une page de l'une de leurs éditions aux actualités et informations intéressant Priziac et son canton,.
Dans le cadre de ses programmes, France 3 Bretagne diffuse plusieurs émissions consacrées à la Bretagne.
France Bleu Breizh Izel, RMN (Radio Montagnes Noires) à Gourin, ainsi que d'autres radios FM (radios FM du Morbihan) peuvent être captées à Priziac.

## Économie

### Revenus et fiscalité
En 2011, le revenu fiscal médian par ménage était de 35 480 euros en France, ce qui plaçait alors Priziac au 30271e rang parmi les 31 886 communes de plus de 49 ménages en métropole. Le revenu médian net déclaré par foyer fiscal est de 17 571 euros en 2013.

### Emploi
En 2009, le taux de chômage dans la commune s'élève à 13,4 %, contre 10,5 % en 2014. En revanche, le taux d'activité a augmenté, passant de 48,8 % à 49,5 % sur la même période. En 2014, environ 33,3 % des actifs priziacois pourvus d'un emploi travaillent dans la commune. Les retraités ou préretraités représentent en 2014, quant à eux, 11,3 % de la population

### Tissu économique
Le tableau ci-dessous détaille le nombre d'entreprises implantées à Priziac selon leur secteur d'activité et le nombre de leurs salariés :
|                                                              | Total | %    | 0 salarié | 1 à 9 salariés | 10 à 19 salariés | 20 à 49 salariés | 50 salariés ou plus |
| ------------------------------------------------------------ | ----- | ---- | --------- | -------------- | ---------------- | ---------------- | ------------------- |
| Ensemble                                                     | 109   | 100  | 86        | 22             | 0                | 0                | 1                   |
| Agriculture, sylviculture et pêche                           | 46    | 42,2 | 36        | 10             | 0                | 0                | 0                   |
| Industrie                                                    | 7     | 6,4  | 6         | 1              | 0                | 0                | 0                   |
| Construction                                                 | 9     | 8,3  | 6         | 3              | 0                | 0                | 0                   |
| Commerce, transports, services divers                        | 35    | 32,1 | 31        | 4              | 0                | 0                | 0                   |
| dont commerce et réparation automobile                       | 8     | 7,3  | 7         | 1              | 0                | 0                | 0                   |
| Administration publique, enseignement, santé, action sociale | 12    | 11,0 | 7         | 4              | 0                | 0                | 1                   |
| Champ : ensemble des activités.                              |       |      |           |                |                  |                  |                     |

En 2015, quatre nouvelles entreprises sont créées, pour moitié dans Services aux particuliers et pour le reste dans les domaines Construction et Commerce, transport, hébergement et restauration.
Le plus gros employeur de la commune est dans le domaine de l'éducation. Il s'agit des établissements scolaires Saint Michel de la fondation d'Auteuil.

### Entreprises et commerces

#### Secteur primaire(Agriculture)
Le tableau ci-dessous présente les principales caractéristiques des exploitations agricoles de Priziac, observées sur une période de 22 ans,, :
| | 1988    | 2000        | 2010        |
| --- | ------- | ----------- | ----------- |
| Nombre d’exploitations agricoles ayant leur siège dans la commune                                        | 118     | 64          | 48          |
| Travail dans les exploitations agricoles en équivalent Unité de travail annuel                           | 189     | 82          | 72          |
| Surface agricole utile (SAU) (ha)                                                                        | 2 255   | 2 248       | 2 137       |
| Cheptel en unité de gros bétail, tous aliments (nombre de têtes)                                         | 8690    | 11245       | 12077       |
| Superficie de surface en terres labourables (ha)                                                         | 2007    | 1962        | 1824        |
| Superficie de surface en Cultures permanentes (ha)                                                       | 0       | 0           | 5           |
| Superficie de Surfaces toujours en herbe (ha)                                                            | 234     | 285         | 308         |
| Nombre d’exploitations agricoles en Vaches laitières                                                     | 47      | 17          | 11          |
| Nombre de têtes en Vaches laitières                                                                      | 995     | 594         | 523         |
| Nombre d’exploitations agricoles en Vaches nourrices (allaitantes)                                       | 16      | 9           | 9           |
| Nombre de têtes en Vaches nourrices (allaitantes)                                                        | 131     | 182         | 124         |
| Nombre d’exploitations agricoles en Chèvres                                                              | 0       | 0           | 3           |
| Nombre de têtes en Chèvres                                                                               | 0       | 0           | 72          |
| Nombre d’exploitations agricoles en Poulets de chair et coqs                                             | 28      | 10          | 7           |
| Nombre de têtes en Poulets de chair et coqs                                                              | 115 616 | 222 630     | 206 580     |
| Nombre d’exploitations agricoles ayant des Cultures de céréales (blé tendre, Maïs-grain et maïs-semence) | 82      | 39          | 27          |
| Superficie des Cultures de céréales (blé tendre, Maïs-grain et maïs-semence) (ha)                        | 622     | 931         | 929         |
| Nombre d’exploitations agricoles ayant des Cultures de Colza et navette                                  | 25      | 12          | 11          |
| Superficie des Cultures de Colza et navette (ha)                                                         | 91      | indéterminé | indéterminé |
| Superficie moyenne d’une exploitation (ha)                                                               | 19,1    | 35,1        | 44,5        |

Malgré la baisse du nombre d'exploitations, compensée par l'augmentation de leur taille, Priziac reste une commune agricole à dominante élevage qui conserve toutefois une activité notable dans le domaine de l'élevage bovin et de la volaille, comme en témoigne le maintien d'un cheptel important.
En plus de ces activité d'élevage, la commune possède un élevage de pigeons (1 en 2017), un élevage de lapins (1 en 2017 avec plusieurs centaines de lapins), un élevage de canards (1 en 2017) et plusieurs élevage porcins (6 en 2017) dont certains de plusieurs milliers de porcs,,,.

#### Secteur secondaire(Artisanat et industrie)
La commune a plusieurs artisans :
- un artisan plombier/électricien/chauffagiste/ramoneur[245]
- un artisan menuisier qui fait de l'agencement et de la fabrication de cuisines et salle de bain sur mesure[246]
- un terrassier[247]

Et une seule activité industrielle :
- petit abattoir de l'Ellé (Volailles domestiques et petit gibier d'élevage à plumes)[248]

#### Secteur tertiaire(Activités de service)
Le bourg possède encore plusieurs commerces de proximité avec :
- une épicerie-boulangerie-pâtisserie dont le boulanger a travaillé chez Lenôtre[249],[250].
- un salon de coiffure[251]
- un bureau de poste[252]
- un magasin de vente et dépannage de produits en image (télévision), son (hi-fi) et électroménager ainsi que les installations d'antennes et de paraboles pour satellite[253]
- un magasin Triskalia d'équipements agricoles, jardinage, bricolage, matériaux de construction[254]

Les magasins de la Grande distribution les plus proches sont un grand et un petit Supermarchés au Faouët (7 km).
La dernière station service du bourg a fermé dans les années 1990 et les 2 Station-service les plus proches sont désormais au Faouët (7 km)
Pour le tourisme, le bourg dispose aussi de :
- une maison d'hotes (qui était auparavant un hôtel) pour l’hébergement touristique[257],[258],[259]
- un bar/café avec concerts et une salle d'expositions d'œuvres d'artistes[260],[261] qui offre un service de Cybercafé du mardi au dimanche de 10h00 à 12h00 et de 18h00 à 21h00 (sauf le dimanche soir) depuis fin mai 2019[262].
- un restaurant de type pizzeria[263]
- un camping 3 étoiles (ex-camping municipal) à côté du Lac du Bel Air[264]
- un Snack-bar au bord du lac et à côté du camping[265]

En dehors du bourg, se trouve un parc boisé où se baladent des cervidés à l'état sauvage.
La commune de Priziac a le label touristique Station Verte décerné par la Fédération française des stations vertes de vacances et des villages de neige.

## Culture locale et patrimoine

### Lieux et monuments

#### Sites naturels
- le lac du Bel Air, aménagé en base de loisir.
- le bois de Kerlen.
- la vallée de l'Ellé.

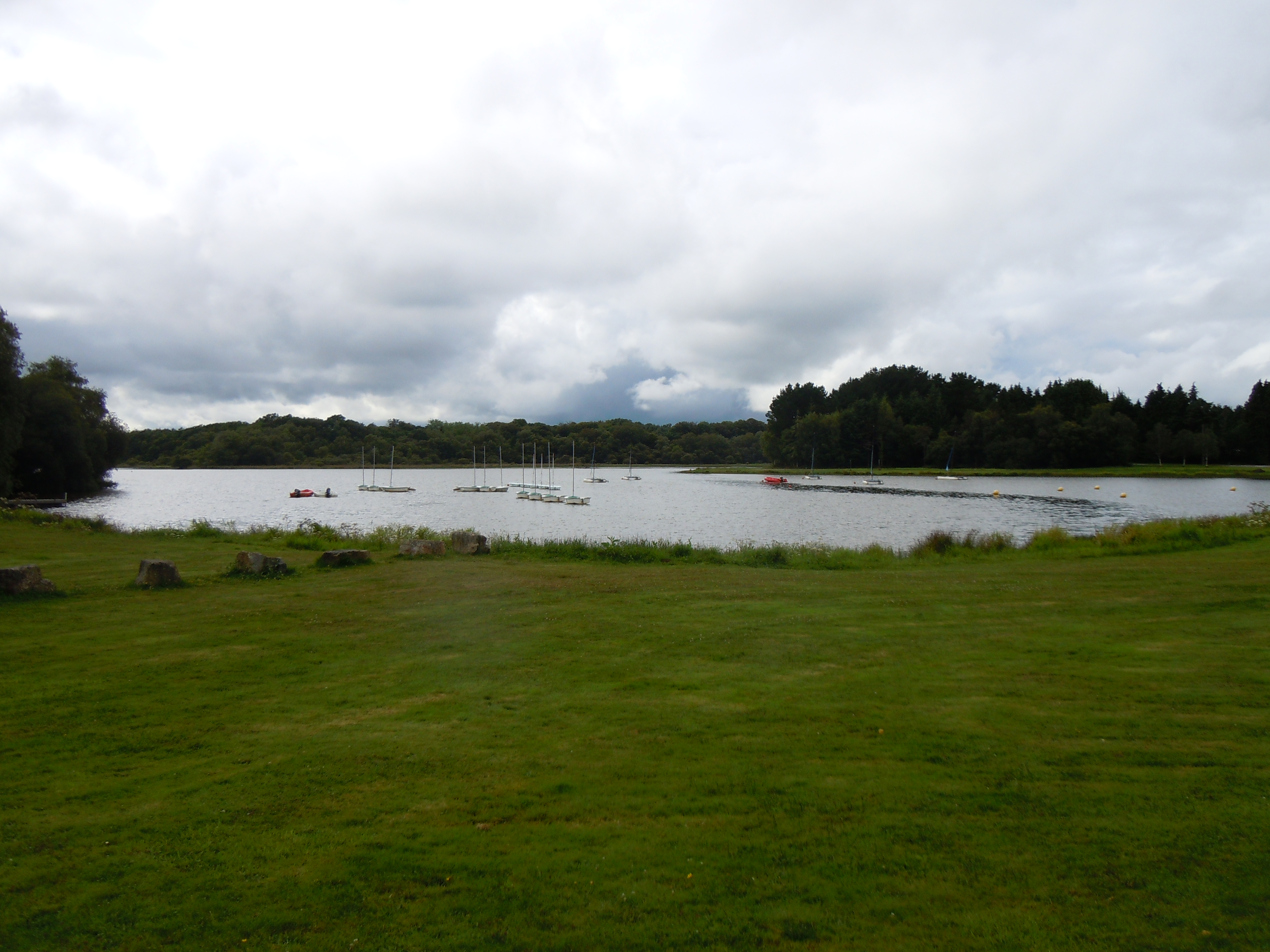
Le lac du Bel Air.
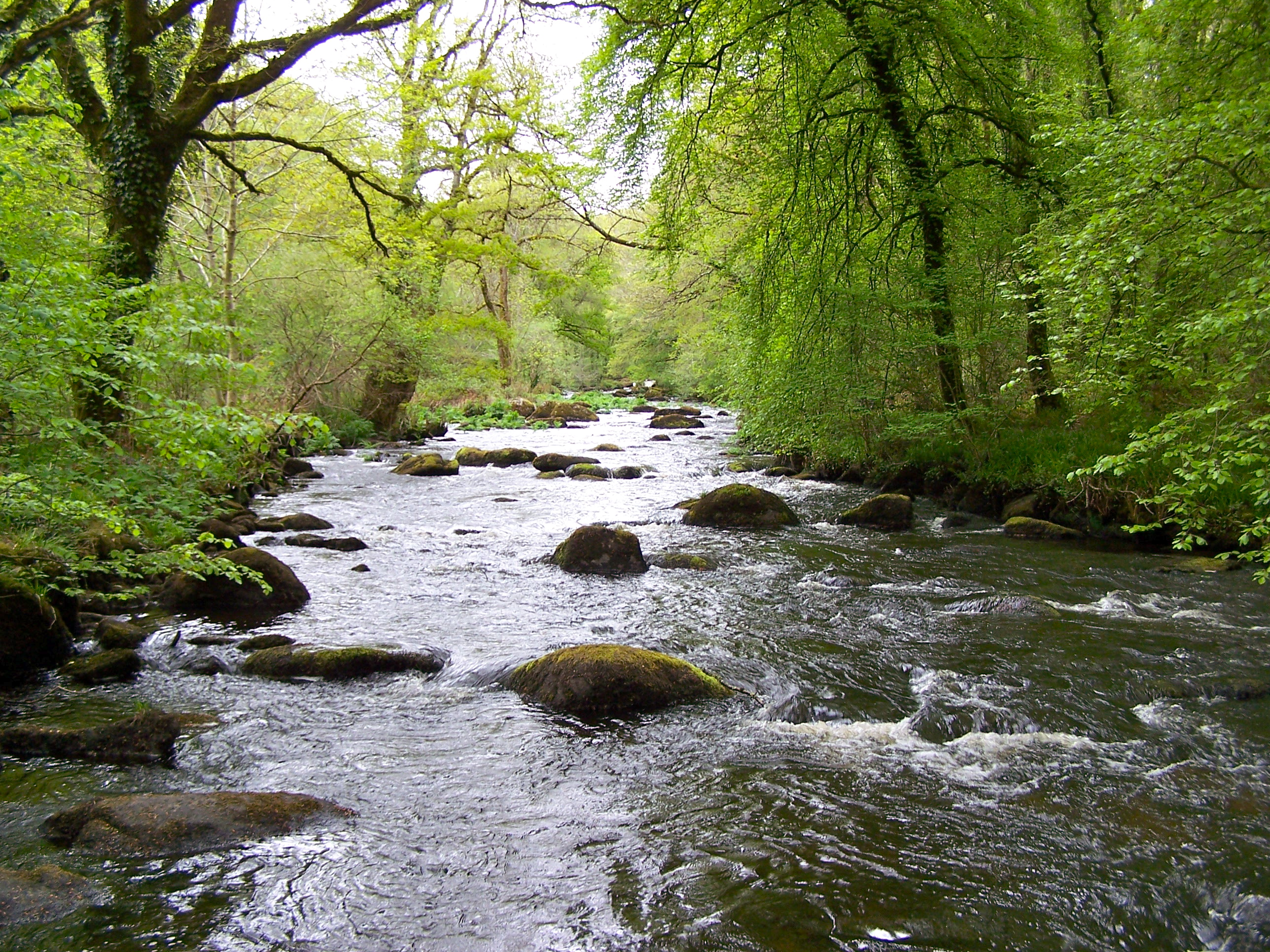
L'Ellé, en contrebas de la chapelle Sainte-Barbe du Faouët, sépare les communes du Faouet et de Priziac.
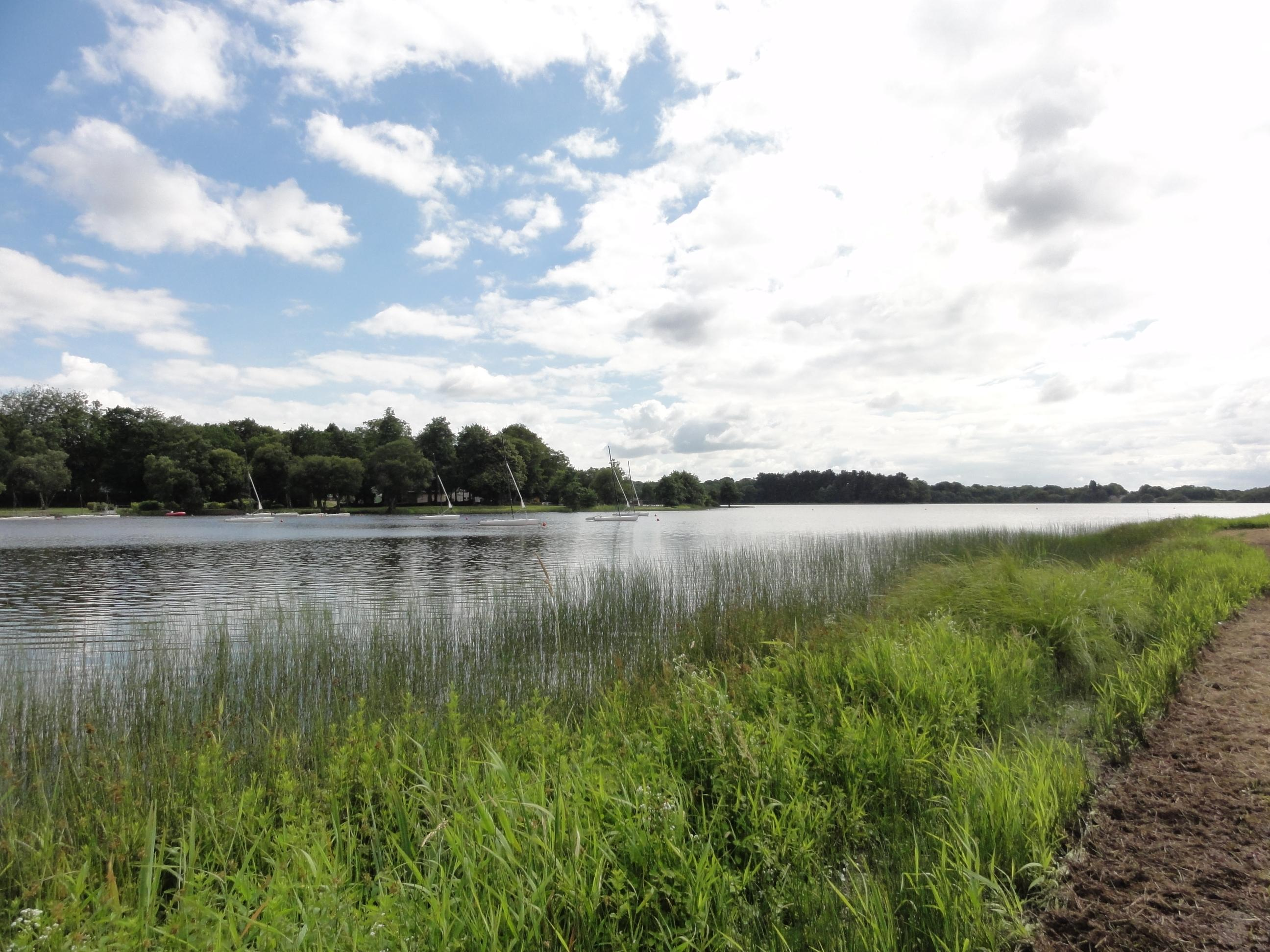
Voiliers au mouillage au lac du Bel Air de Priziac.
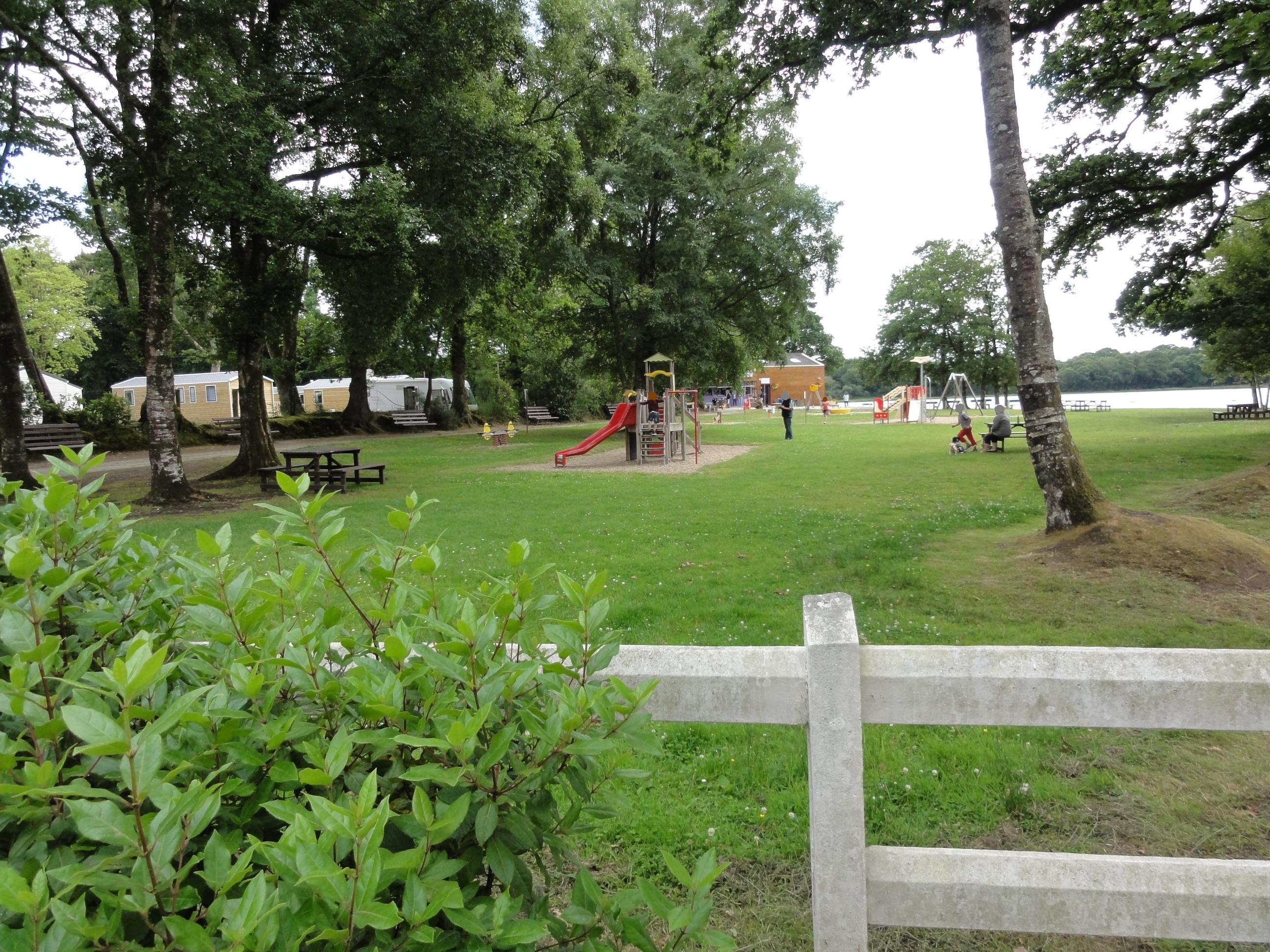
Aire de jeux et tables de pique-nique au lac du Bel Air de Priziac.

#### Vestiges préhistoriques et antiques
- allée couverte de Botquenven

#### Châteaux et manoirs
- Castel du Bel-Air, seuls les soubassements subsistent, inscrit à l'inventaire général du patrimoine culturel[268] ;
- Château du Dreors date des XVe et XVIe siècles, ses vestiges sont  inscrits à l'inventaire général du patrimoine culturel[269]. Ses grandes chambres et ses vastes salles, aux cheminées monumentales, ses fenêtres à croisillons, sa tourelle très haute qui dominait le pays, ses lucarnes sculptées, faisaient de ce château bâti par les Le Scanff, une des plus belles demeures seigneuriales de son époque. En 1827, le château comprenait encore un logis encadré de deux bâtiments parallèles, un colombier et une chapelle, un enclos à l'ouest des bâtiments. Le logis noble a été démonté et ses ruines transportées à Pluvigner. Il ne subsiste plus que les deux communs en équerre ;
- Château-fort de la Roche Piriou date du XVIe siècle, déjà détruit au XVIe siècle, des vestiges d'une tour ronde furent mis au jour en 1907. Il est inscrit à l'inventaire général du patrimoine culturel[270] ;
- Château du Cremenec ;
- Manoir de Plascaër date du XVIIIe siècle, il est inscrit à l'inventaire général du patrimoine culturel[271] ;
- Ancien auditoire du Dréorz ( Inscrit MH (1925)), maison en pierre de taille du XVIe siècle, portant la date 1572, inscrite aux monuments historiques depuis 1925. Sur rue une grande baie plein cintre ayant servi de porte cochère, avec à gauche une entrée à piétons. Cette maison servait à l'origine d'auditoire au sénéchal du Dréorz.

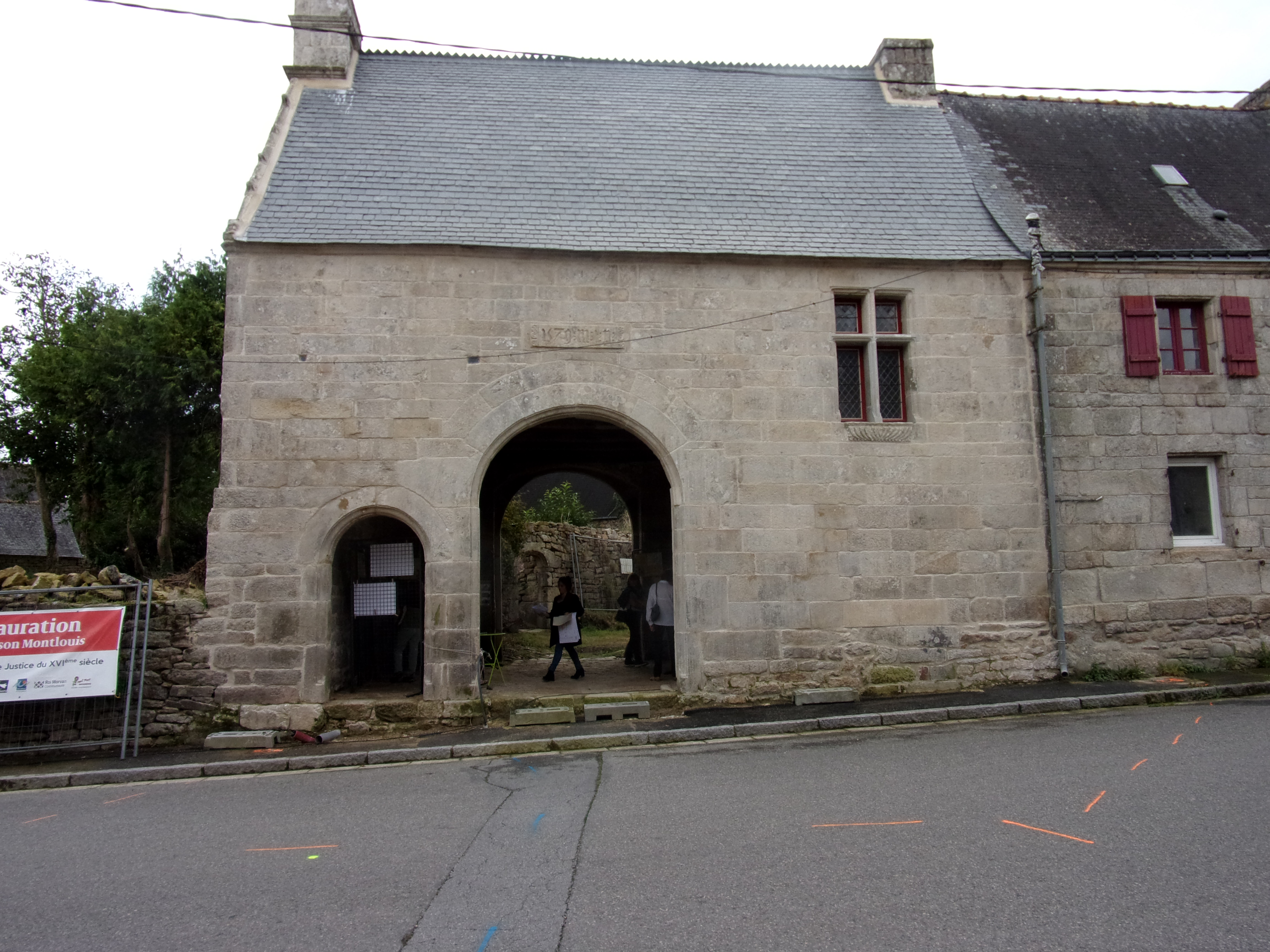
Façade nord de l'ancien auditoire de justice du Dréors.
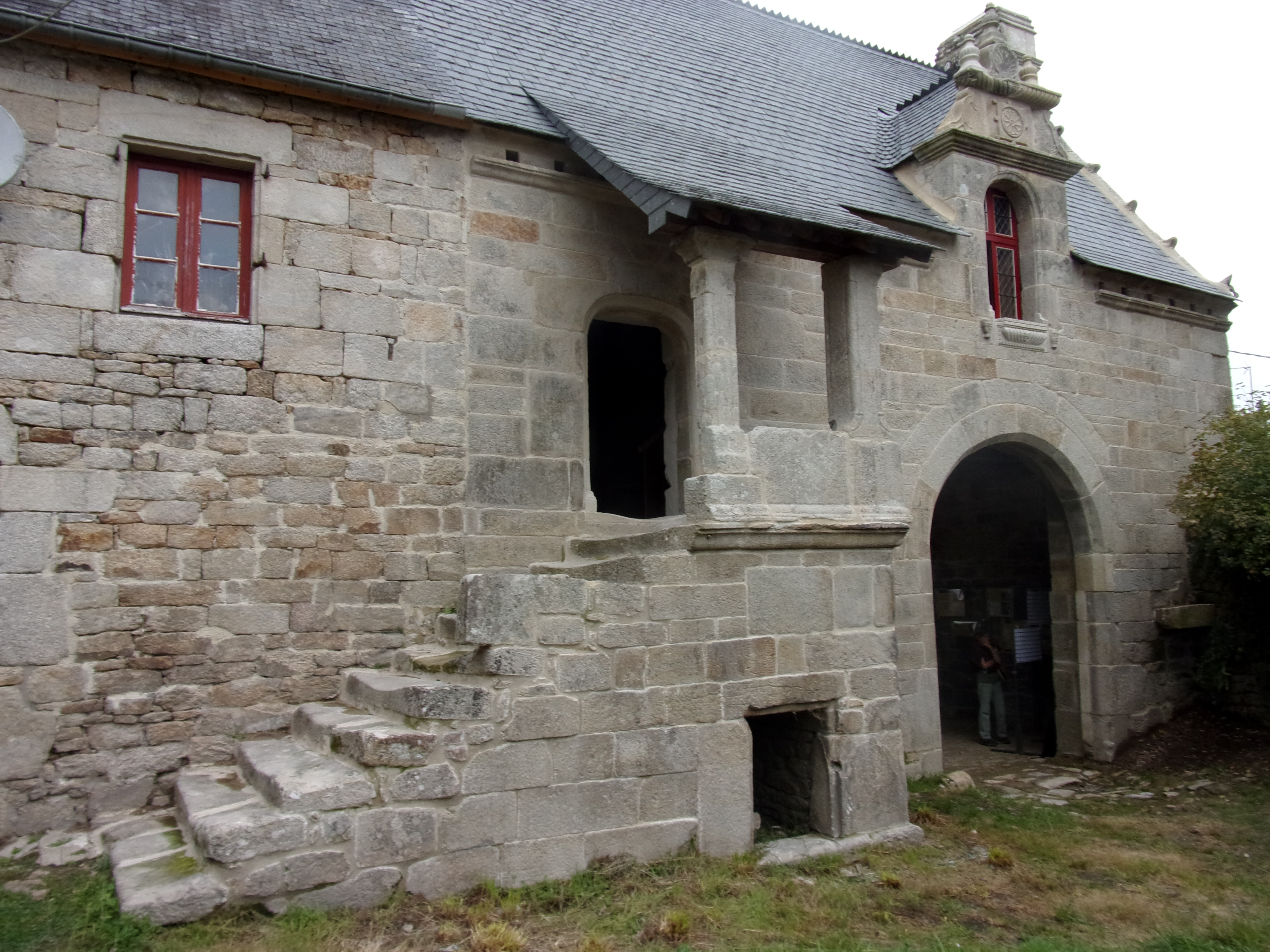
Façade sud de l'ancien auditoire de justice du Dréors.
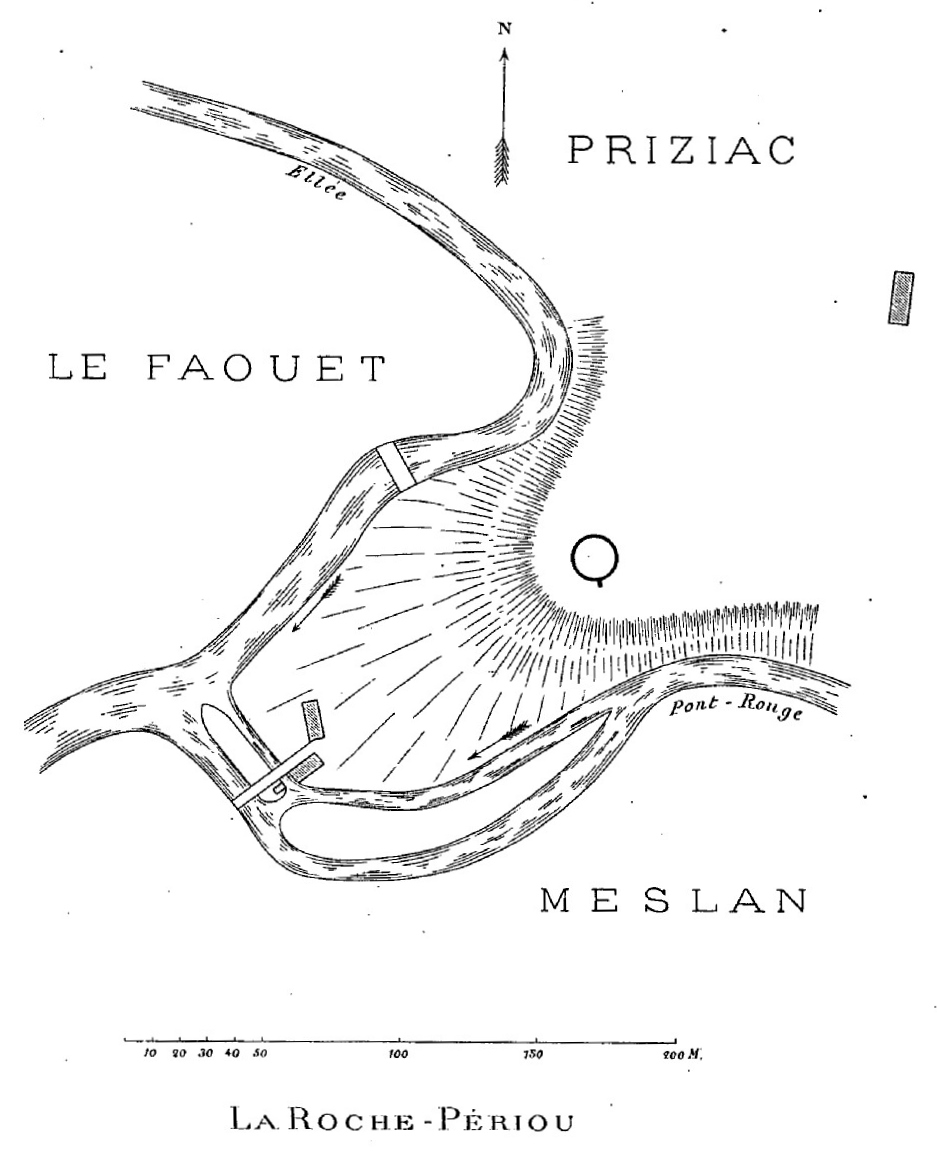
Plan du site du château de La Roche Périou (dessin de Joseph-Marie Le Mené, 1907).
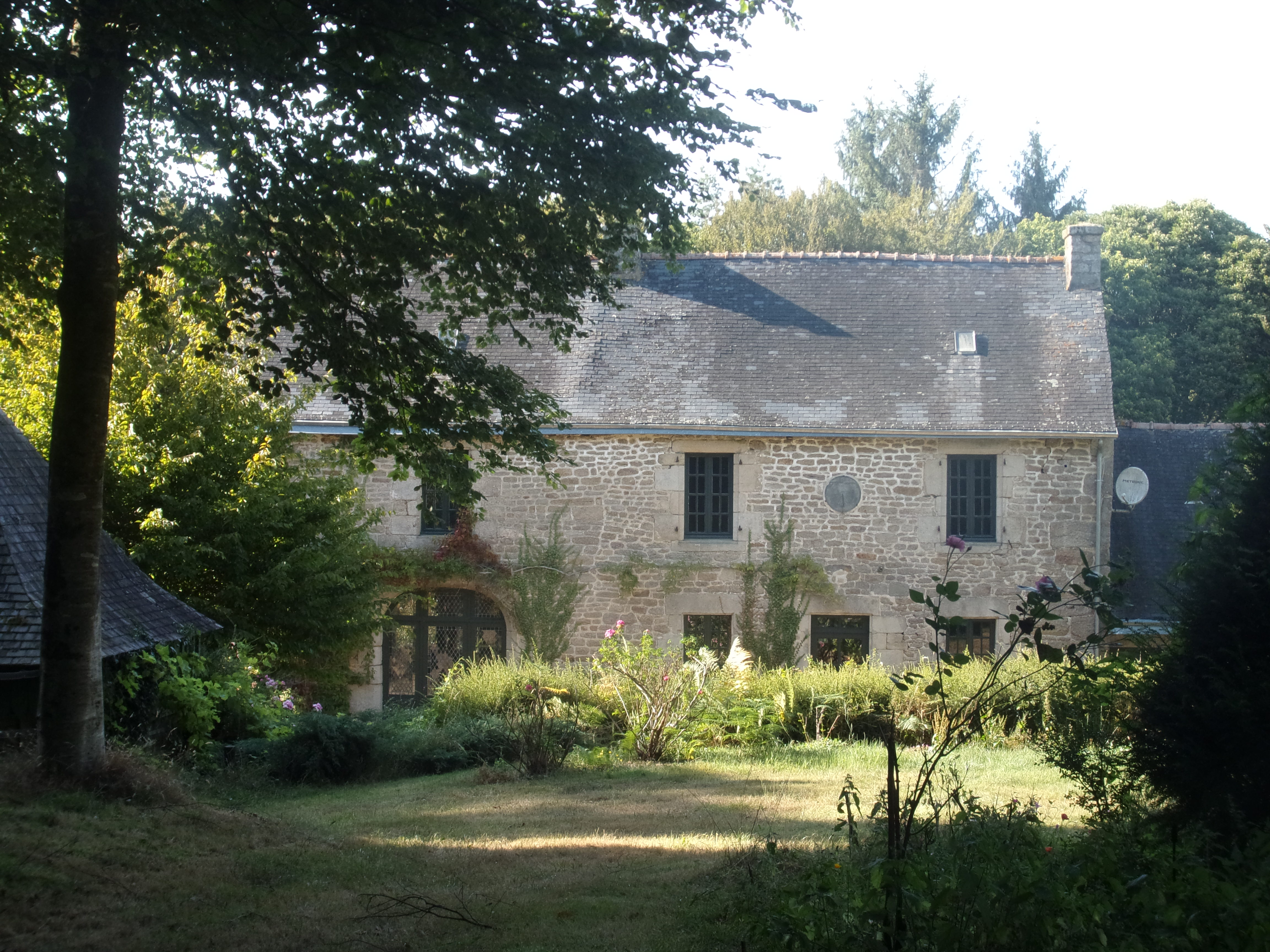
Manoir de Plascaër, cadran solaire daté de 1739.

#### Église et chapelles
- Église Saint-Beheau, inscrite au titre des monuments historiques depuis 1925, restes des XIIe siècle, XVe siècle, XVIe siècle. Elle est dédiée à saint Beheau, évêque irlandais du VIe siècle, fêté le 15 juin et probablement disciple de saint Vio. L'édifice primitif date du XIIe siècle mais a subi de nombreux remaniements par la suite. De la construction initiale subsistent cependant les piles de la croisée, les supports sud, les bras du transept, le mur gouttereau sud et les murs du chœur . Un projet de reconstruction totale fut envisagé en 1899 mais, faute d'argent, seuls le grand clocher-porche occidental et le départ des collatéraux furent construits[272]. Les chapiteaux sculptés de forme cubique sont remarquables par leur style qui n'est pas sans rappeler l'art celtique.

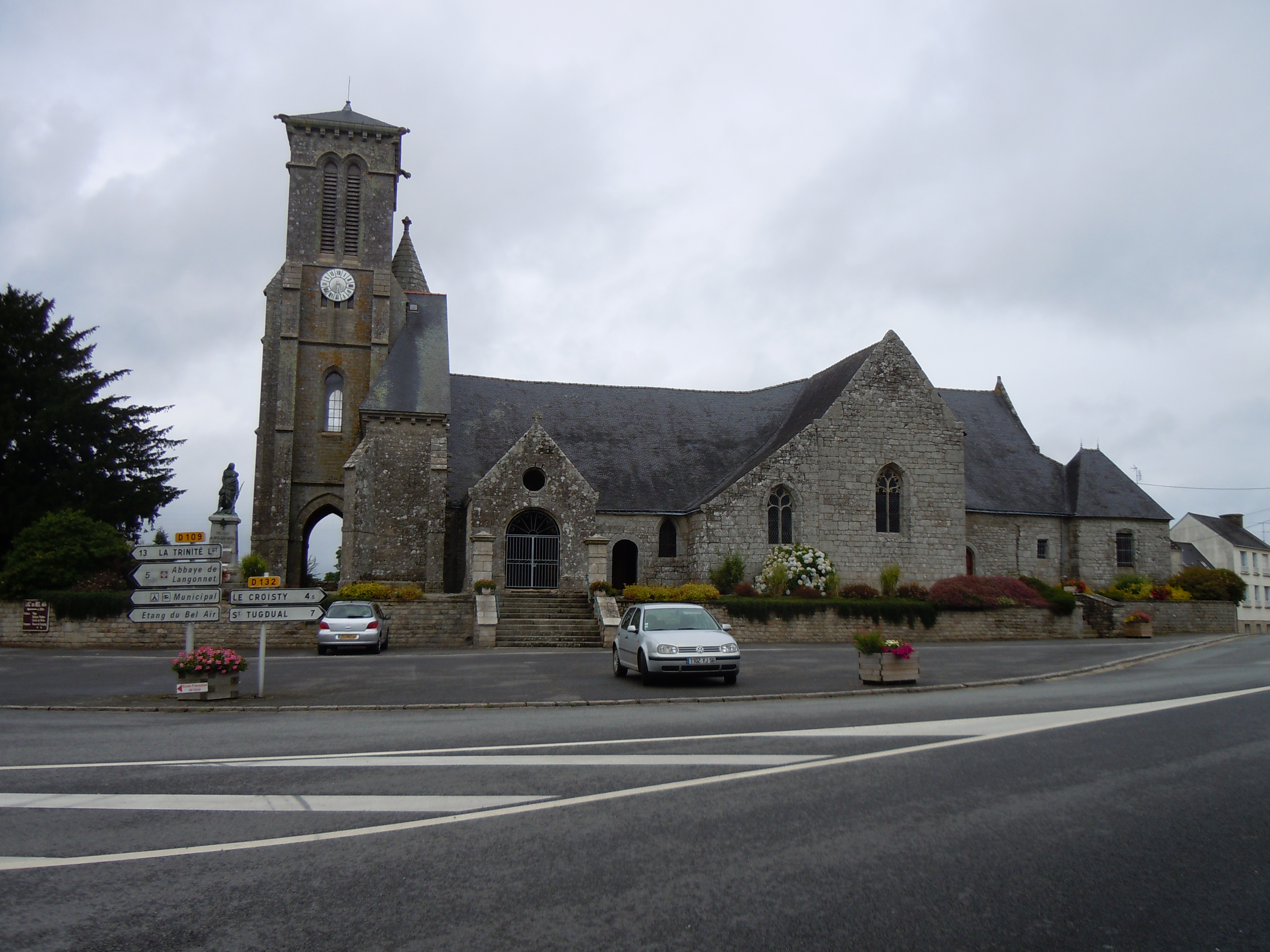
Église paroissiale Saint-Beheau : vue extérieure d'ensemble.
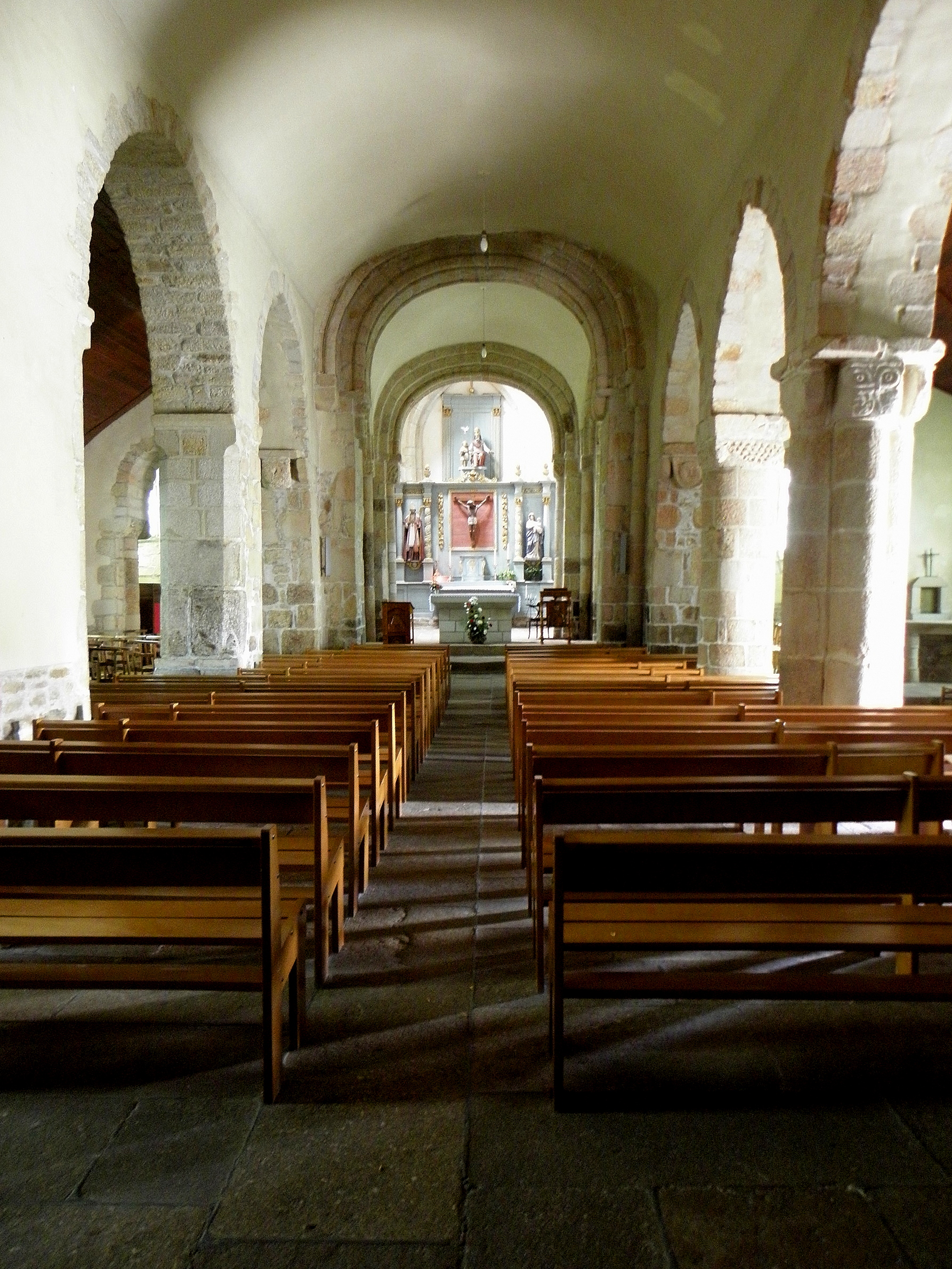
Église Saint-Beheau : la nef.
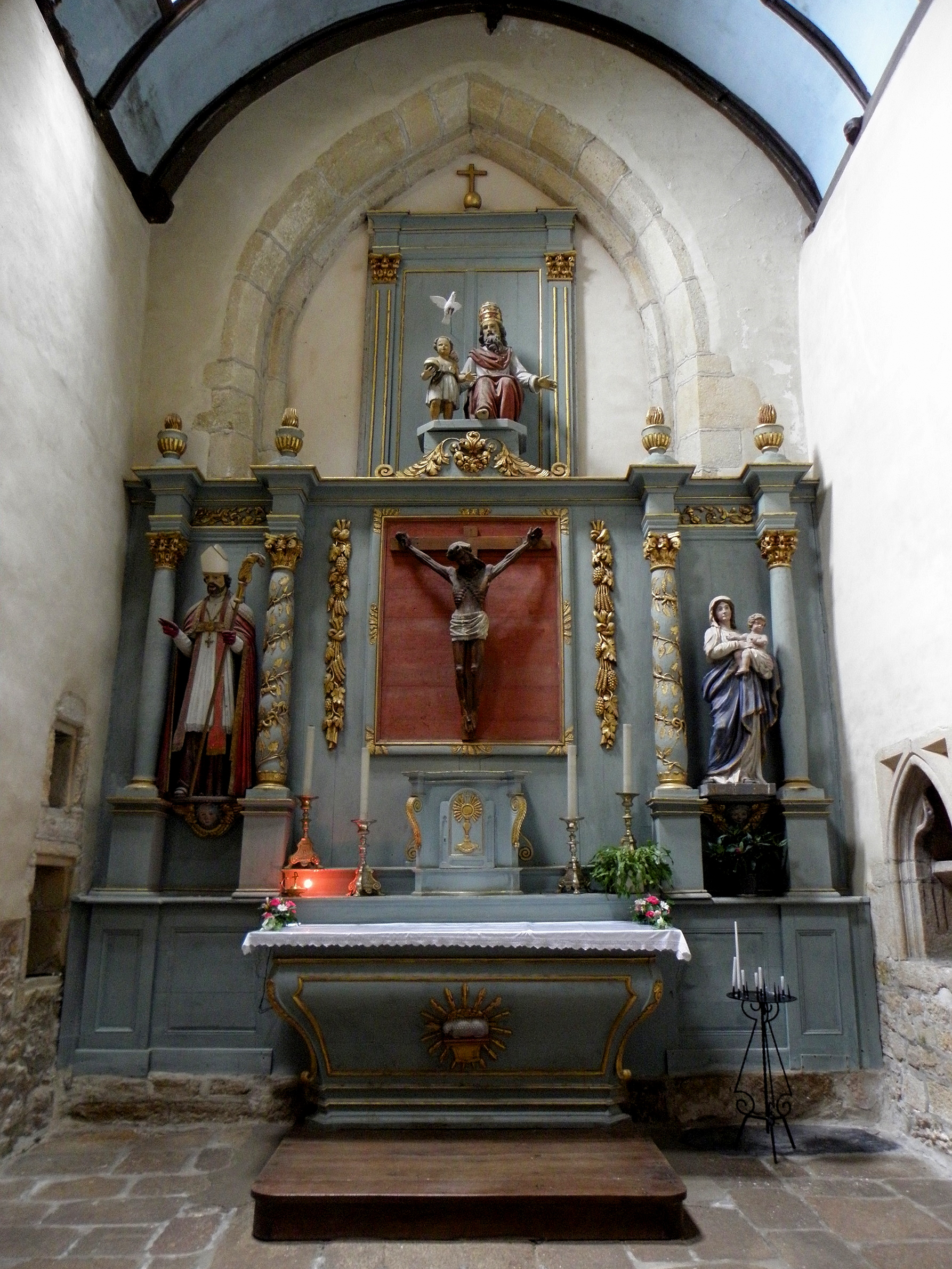
Église Saint-Beheau : le chœur et le maître-autel.
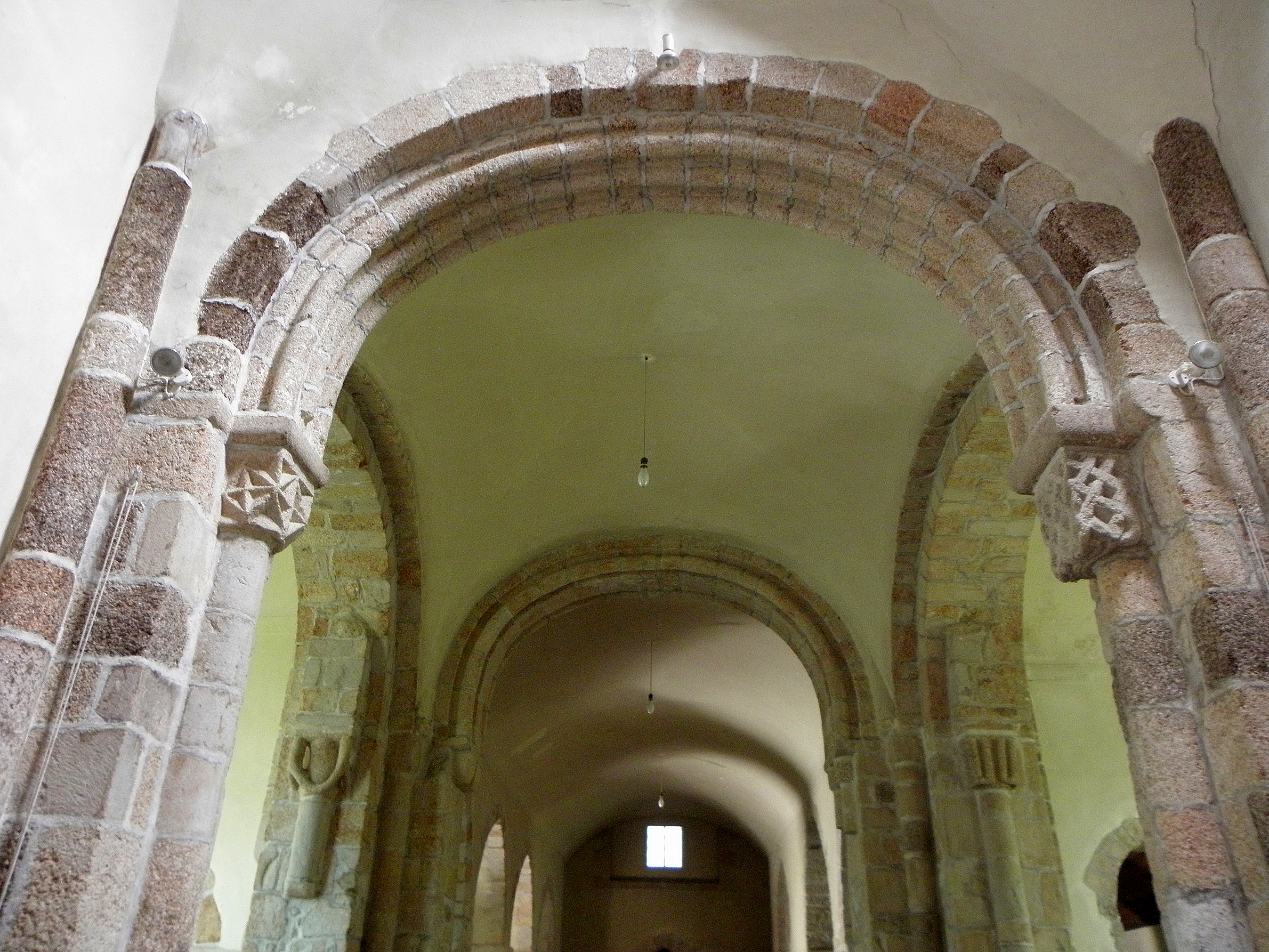
Église Saint-Beheau : croisée du transept.
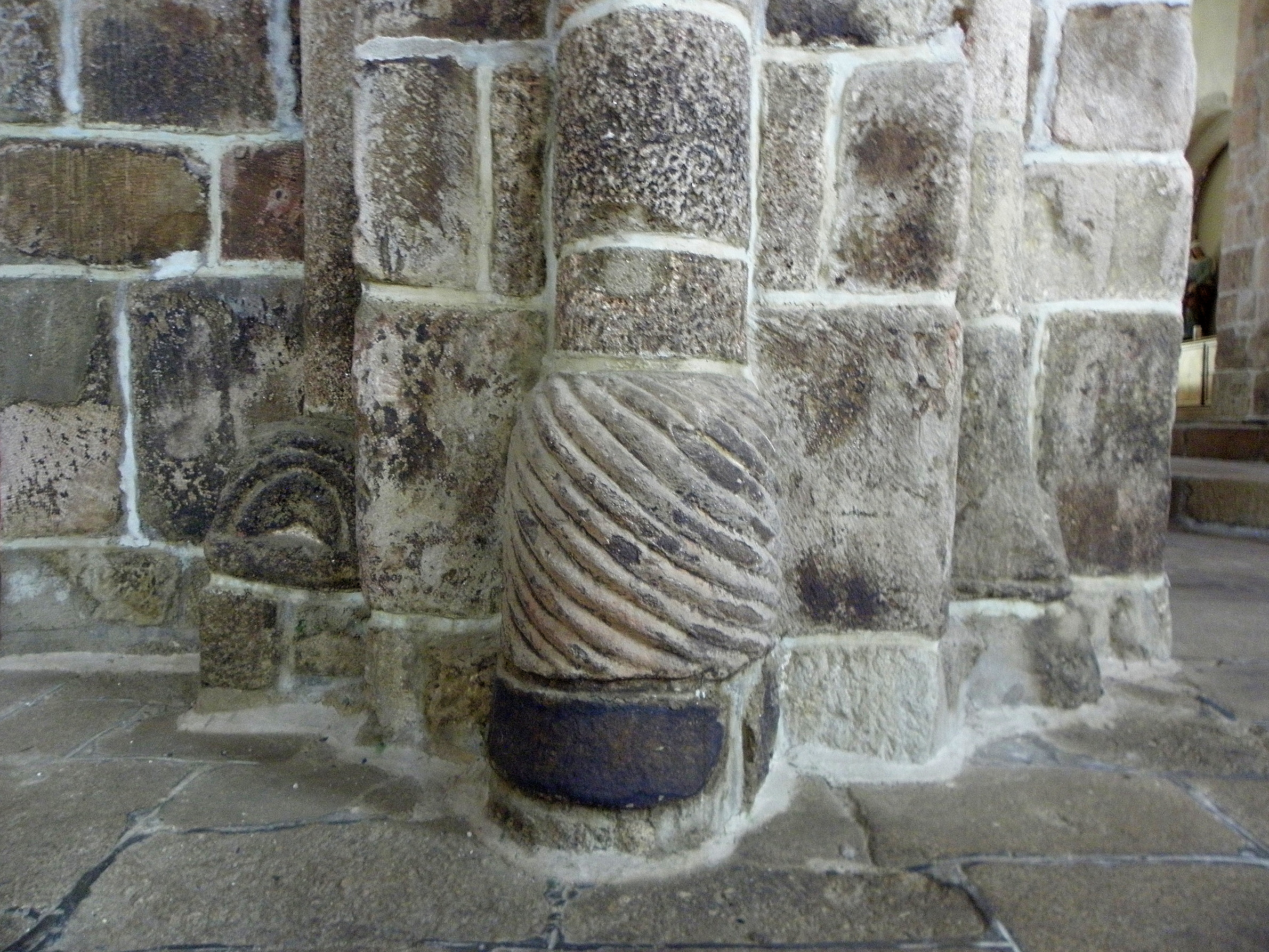
Église Saint-Beheau : base de colonne sculptée.

- Chapelle Saint-Nicolas, XVIe siècle, magnifique jubé en bois polychrome daté de 1580 constitué de neuf panneaux en haut relief représentant la légende de saint Nicolas ; les armes des Le Scanff, seigneurs de Dréors, y figurent.

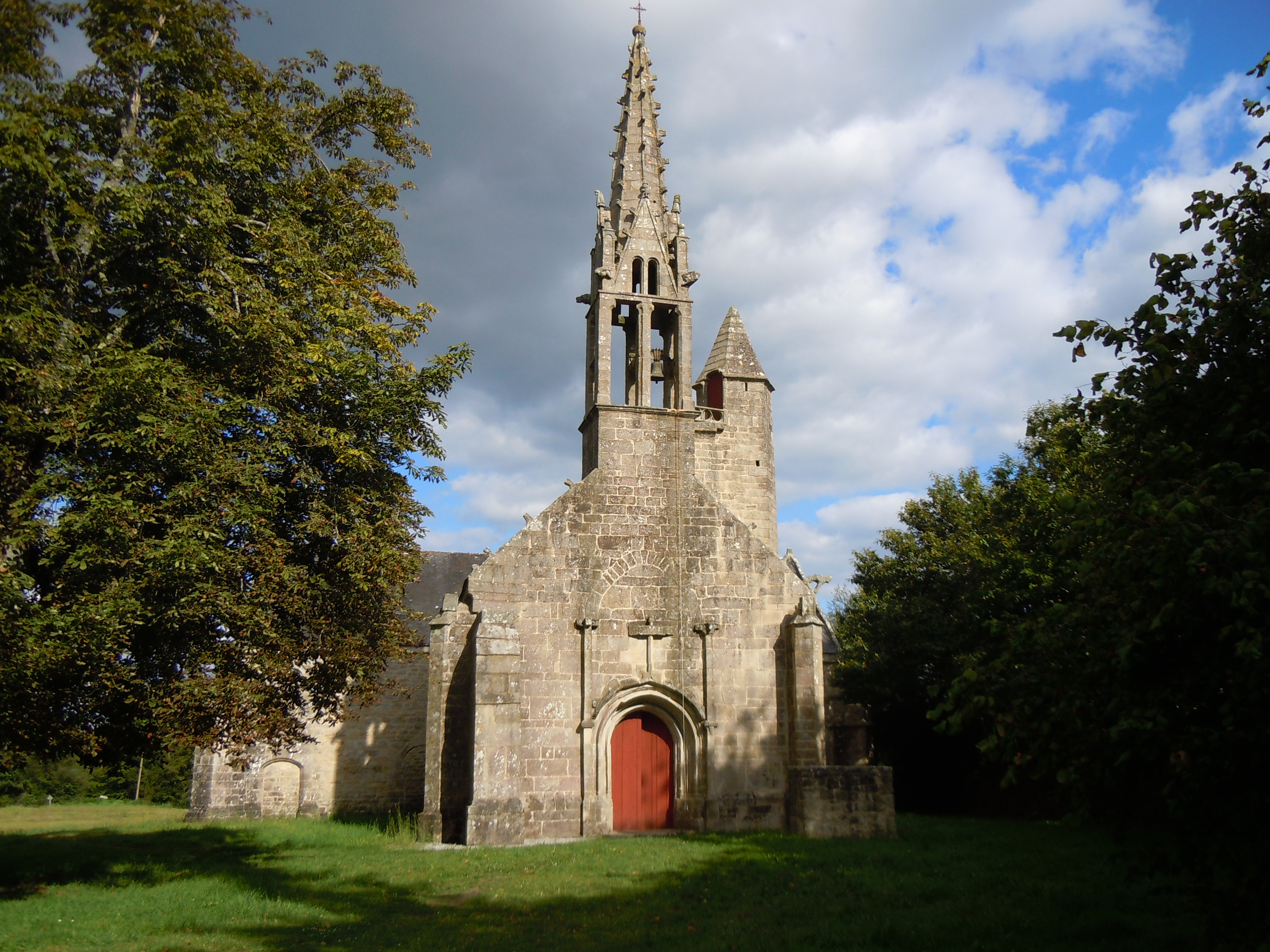
La façade occidentale avec le clocher de la chapelle Saint-Nicolas.
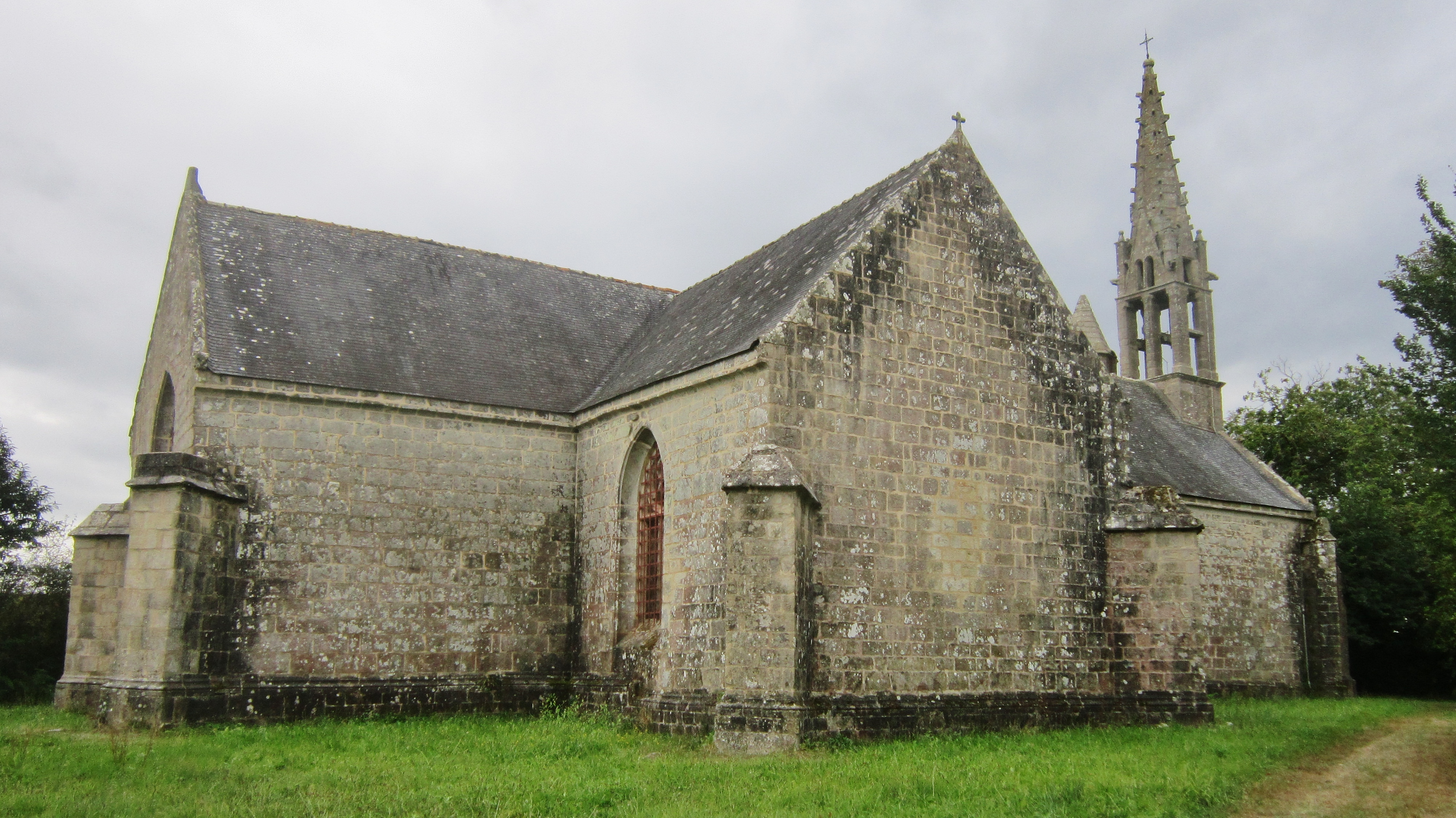
Chapelle Saint-Nicolas de Priziac ː vue extérieure d'ensemble.
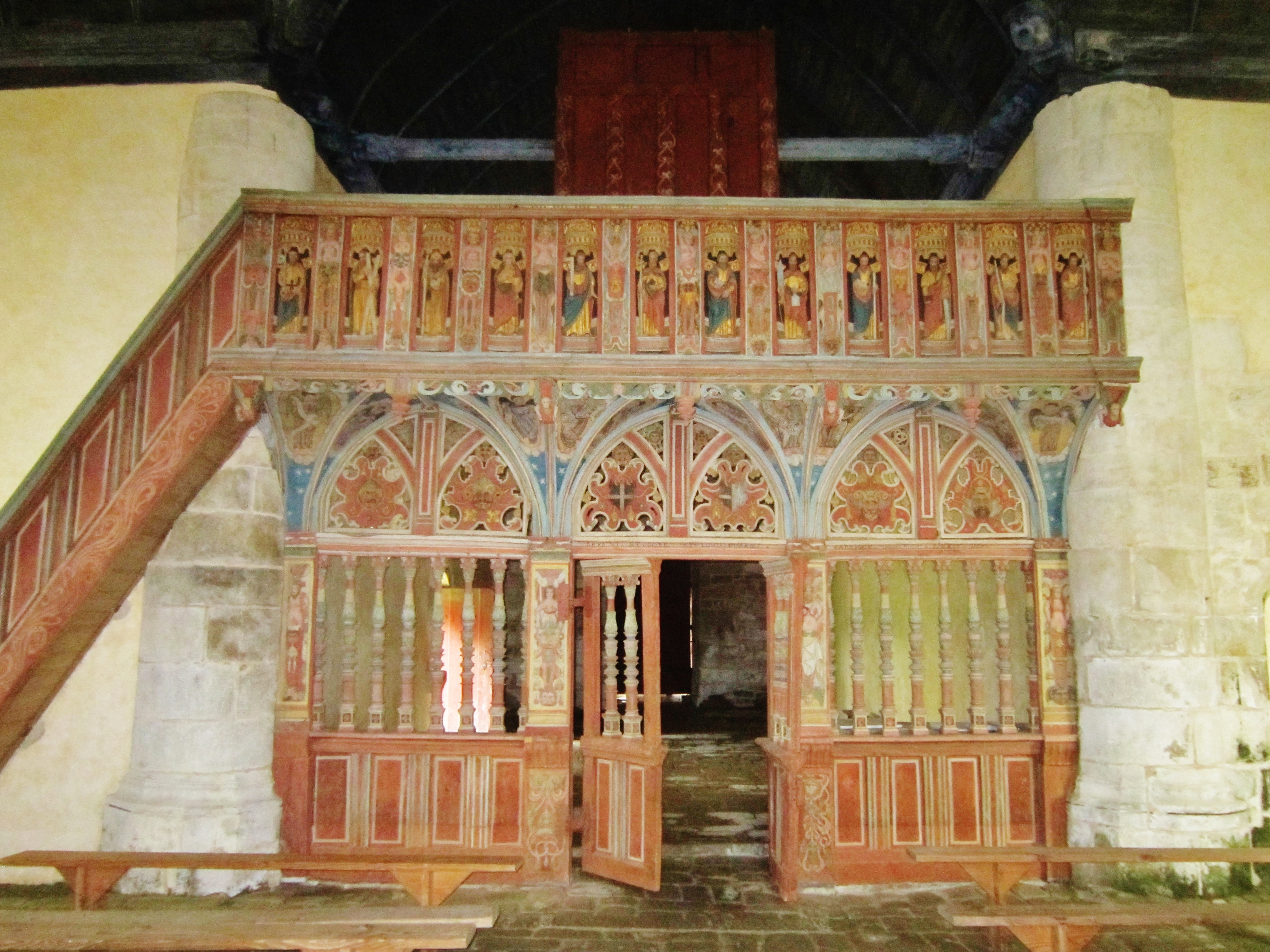
Chapelle Saint-Nicolas de Priziac : le jubé.
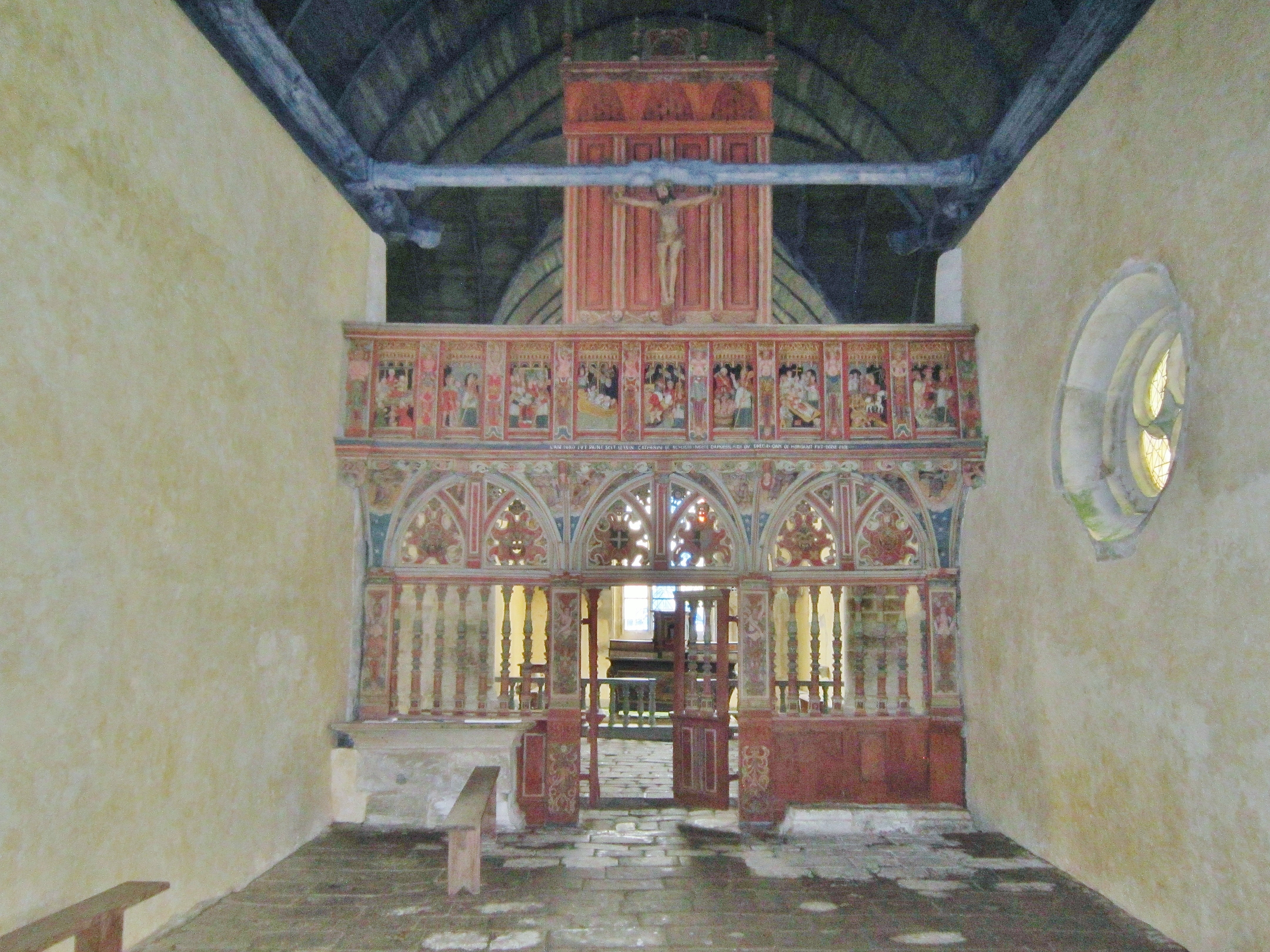
Chapelle Saint-Nicolas de Priziac : le jubé (autre face).

Son pardon a longtemps été célèbre par la tradition de la Pistolance.
- Chapelle Saint-Yves, XIXe siècle, de style néo-gothique.
- Chapelle de la Madeleine, plusieurs fois reconstruite.
- Chapelle de Poulran.
- Chapelle Notre-Dame de Lotavy, XVIe siècle, XVIIe siècle.

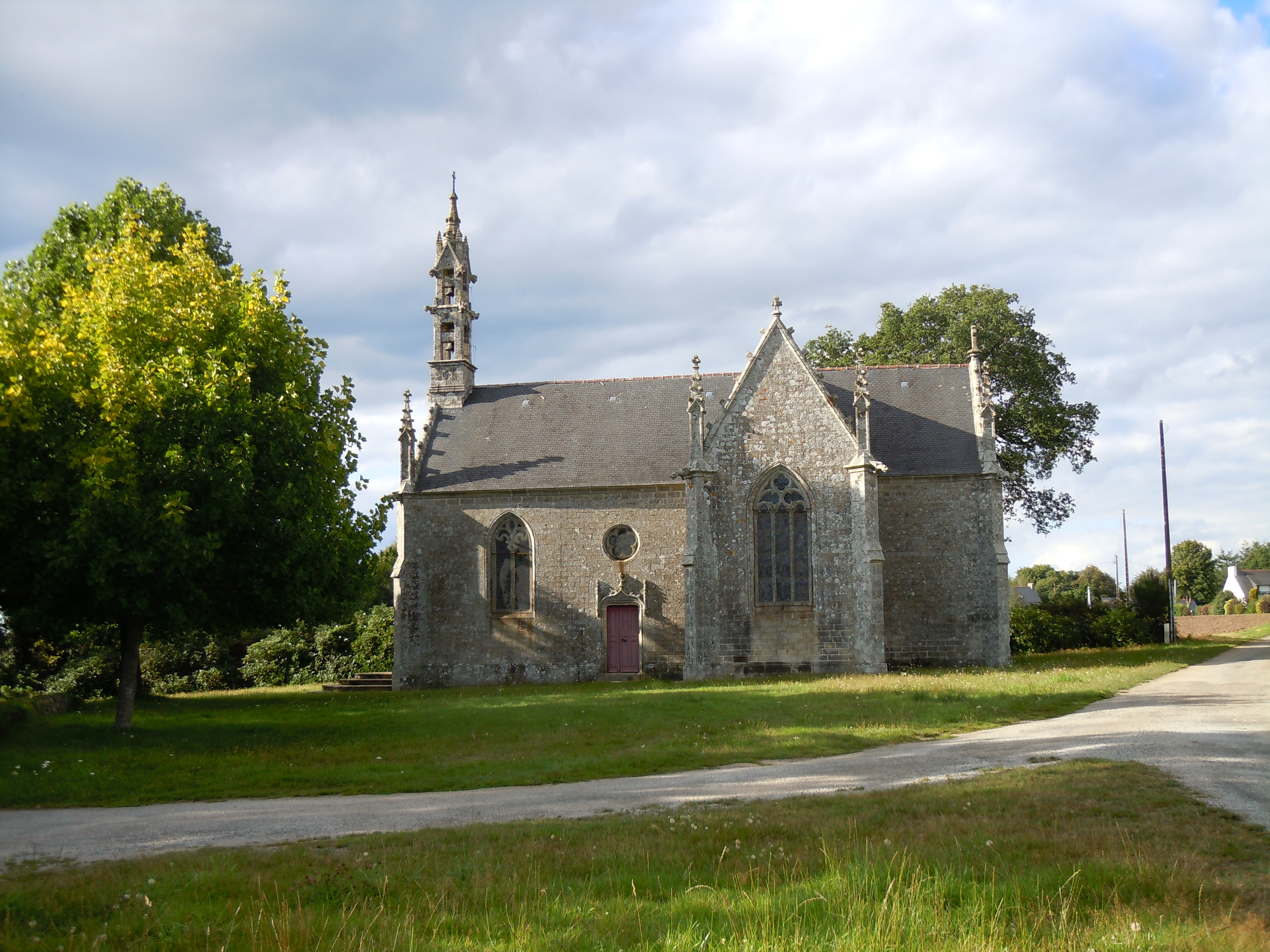
Vue générale de la chapelle Saint-Yves.
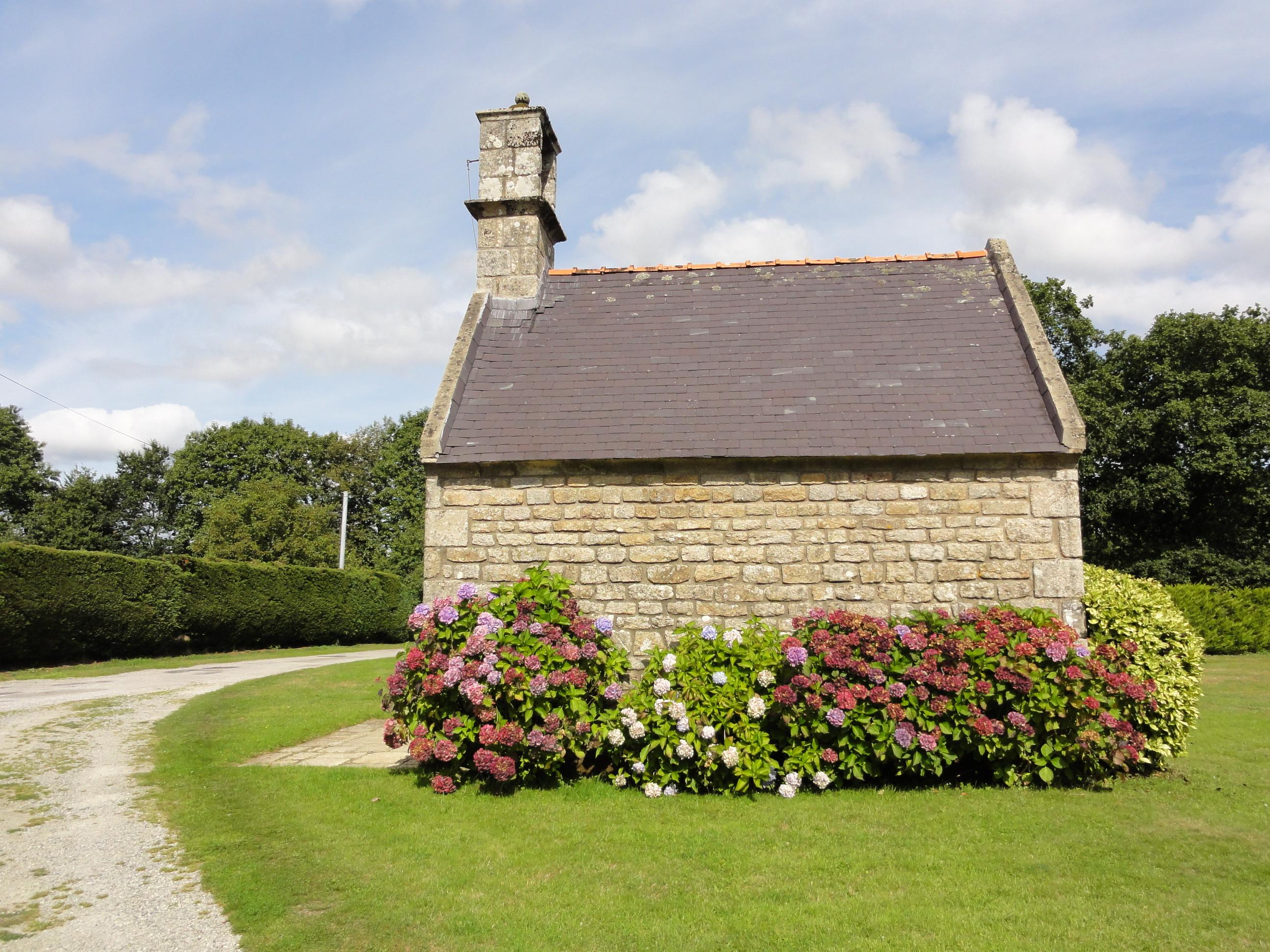
Vue générale de la chapelle de La Madeleine.
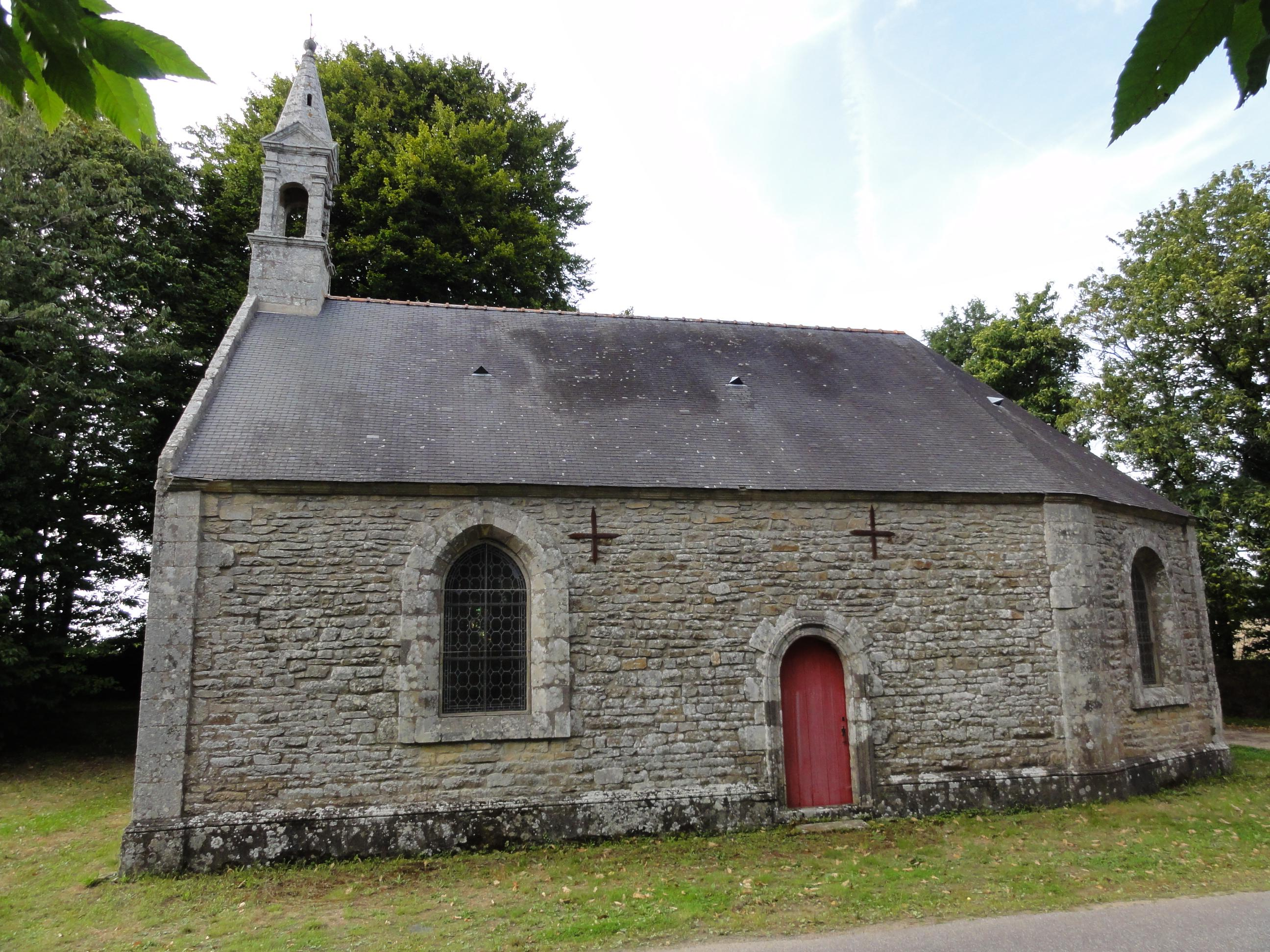
Vue générale de la chapelle de Notre-Dame de Poulran.
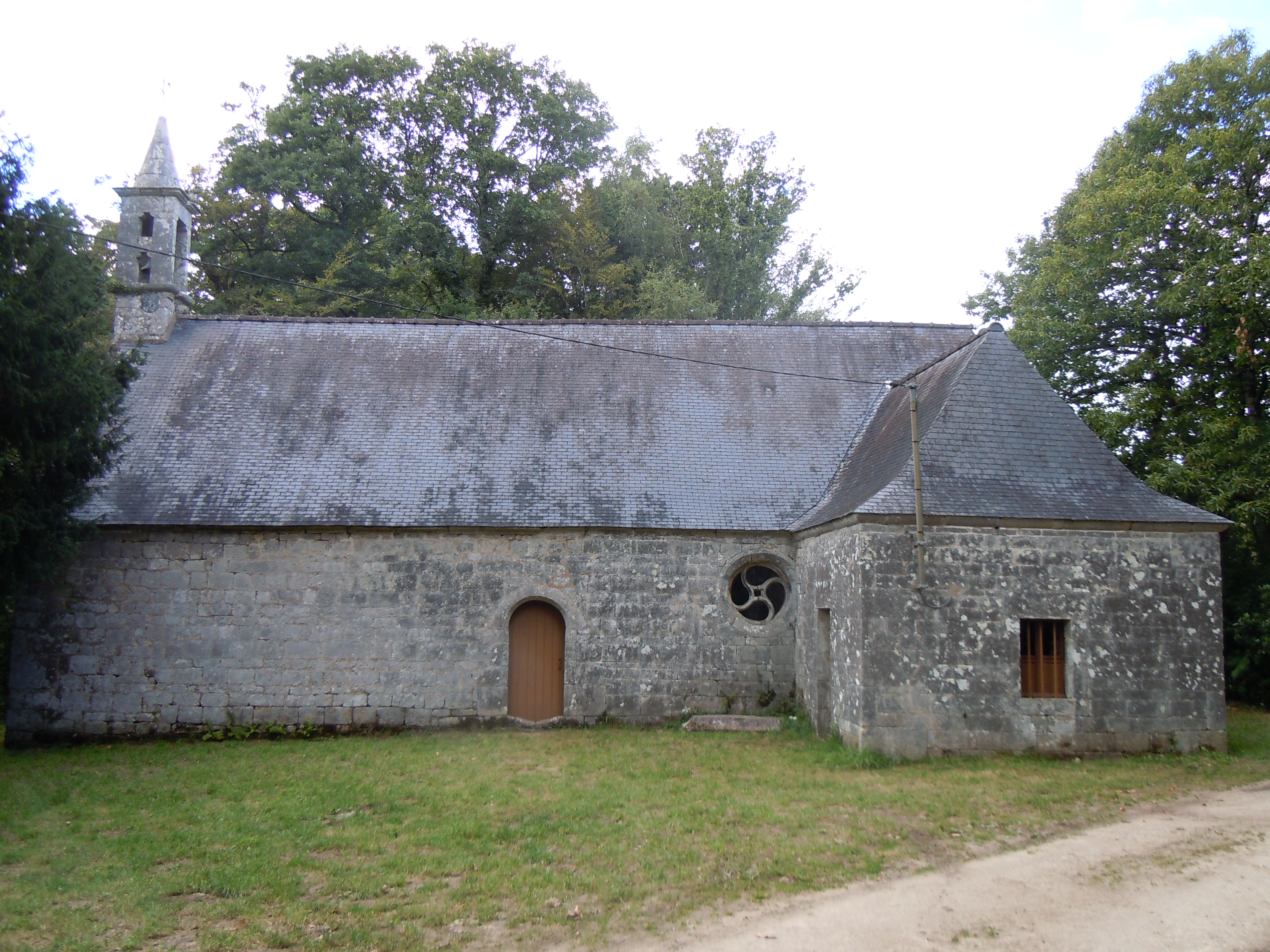
Chapelle Notre-Dame de Lotavy.

- Chapelle Saint-Guénolé, XVIIe siècle.

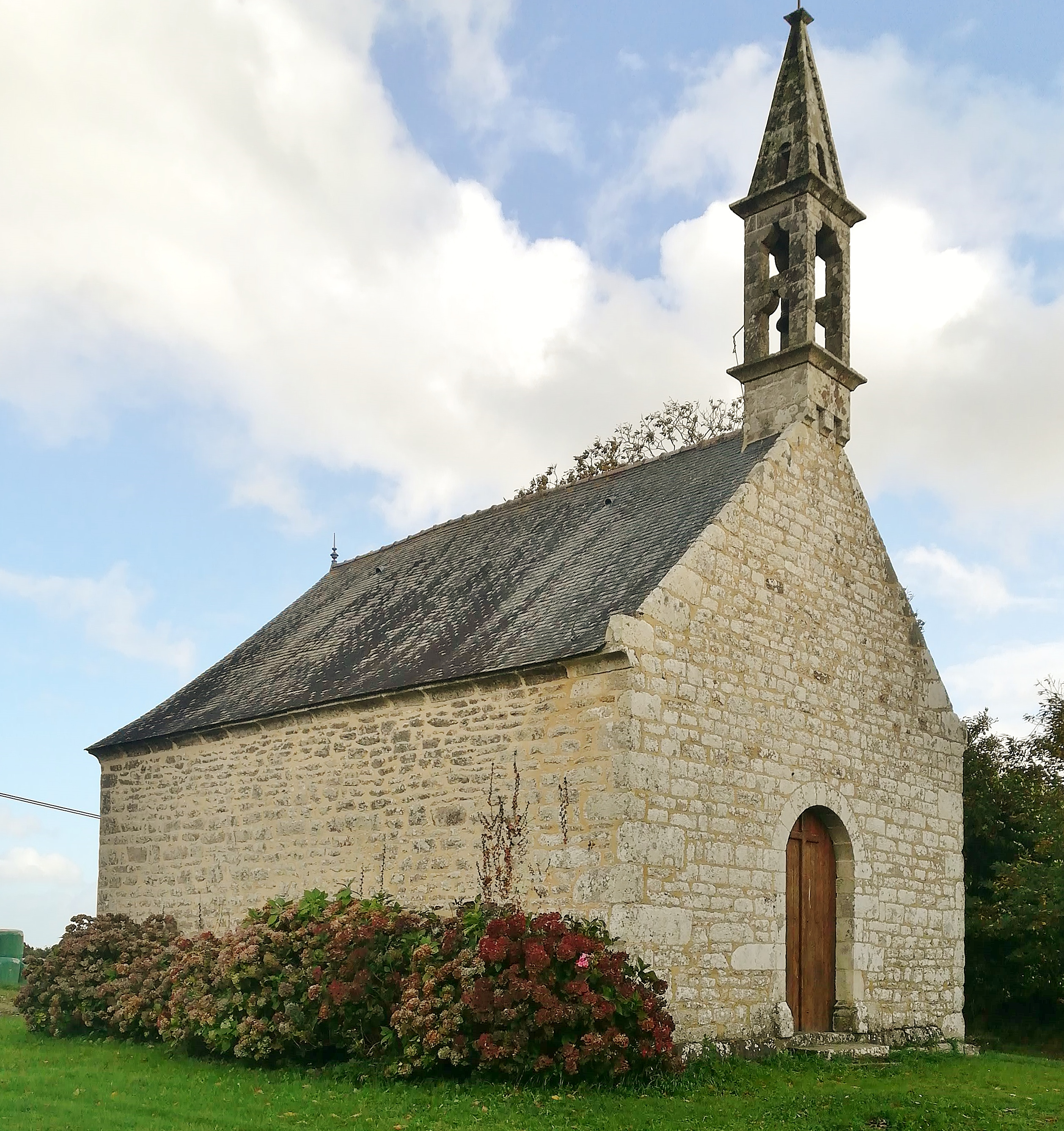
Priziac : la chapelle Saint-Guénolé.
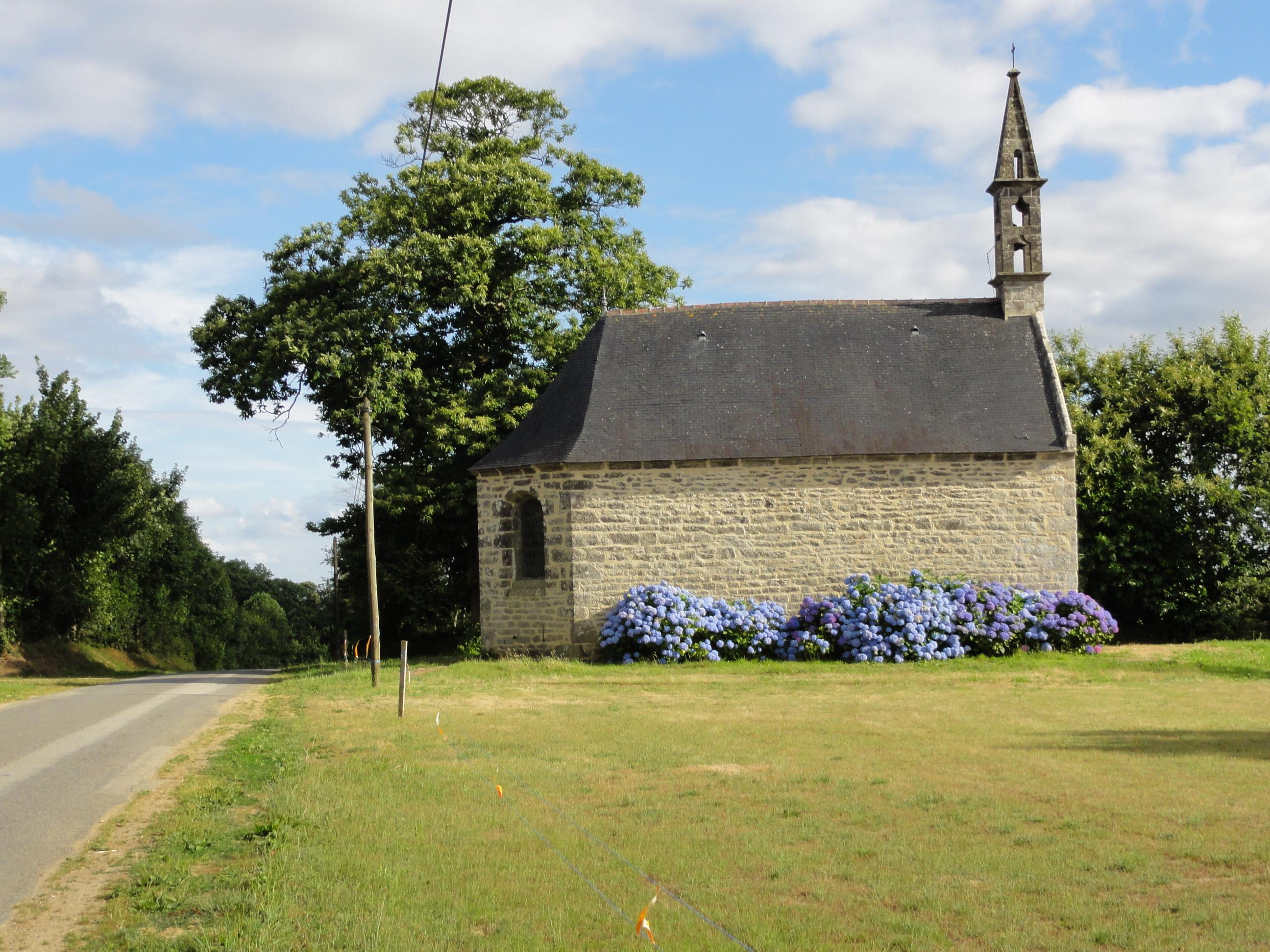
Vue générale de la chapelle Saint-Guénolé.

#### Maisons et autres établissements
- Orphelinat Saint-Michel des  orphelins d'Apprentis d'Auteuil.

### Héraldique
Le blasonnement de la commune est le suivant :
| Blason français officiel de la ville de Priziac (Morbihan) | Les armoiries de Priziac se blasonnent ainsi : Coupé : au premier parti: au I de sable à la croix cannelée d'argent et au II de gueules à une tête de crosse épiscopale d'or, au second d'argent aux deux fasces ondées d'azur, à une roue de moulin de sable issant de la seconde fasce et brochant. |

## Personnalités liées à la commune
- Morvan Lez-Breizh alias le Roi Morvan, Rois des Bretons d'Armorique vers 818, originaire des environs de Priziac.